# Florence
Cet article concerne la ville italienne. Pour les autres significations, voir Florence (homonymie).
Florence (en italien : Firenze, prononcé /fiˈrɛnt͡se/) est la huitième ville d'Italie par sa population avec 361 000 habitants en 2023 (1 500 000 dans l'agglomération), capitale de la région de Toscane et siège de la ville métropolitaine de Florence.
Berceau de la Renaissance en Italie, ainsi que de la langue italienne, capitale du royaume d'Italie entre 1865 et 1871, inscrite sur la liste du patrimoine mondial de l'UNESCO en 1982 au titre du Centre historique de Florence. La cité attire des millions de visiteurs chaque année, étant universellement reconnue comme l'un des berceaux de l'art et de l'architecture, ainsi que parmi les plus belles villes du monde, grâce à ses nombreux monuments et musées dont le Duomo, Santa Croce, Santa Maria Novella, la Galerie des Offices, le Ponte Vecchio, la Piazza della Signoria, le Palazzo Vecchio et le palais Pitti.
Les héritages artistiques, littéraires et scientifiques de génies du passé tels que Pétrarque, Boccace, Brunelleschi, Michel-Ange, Giotto, Cimabue, Botticelli, Léonard de Vinci, Donatello, Laurent de Médicis, Machiavel, Galilée et Dante Alighieri, sont d'une valeur inestimable. Florence est devenue un grand centre culturel et touristique, et joue un rôle important dans la mode italienne.

## Géographie

### Site

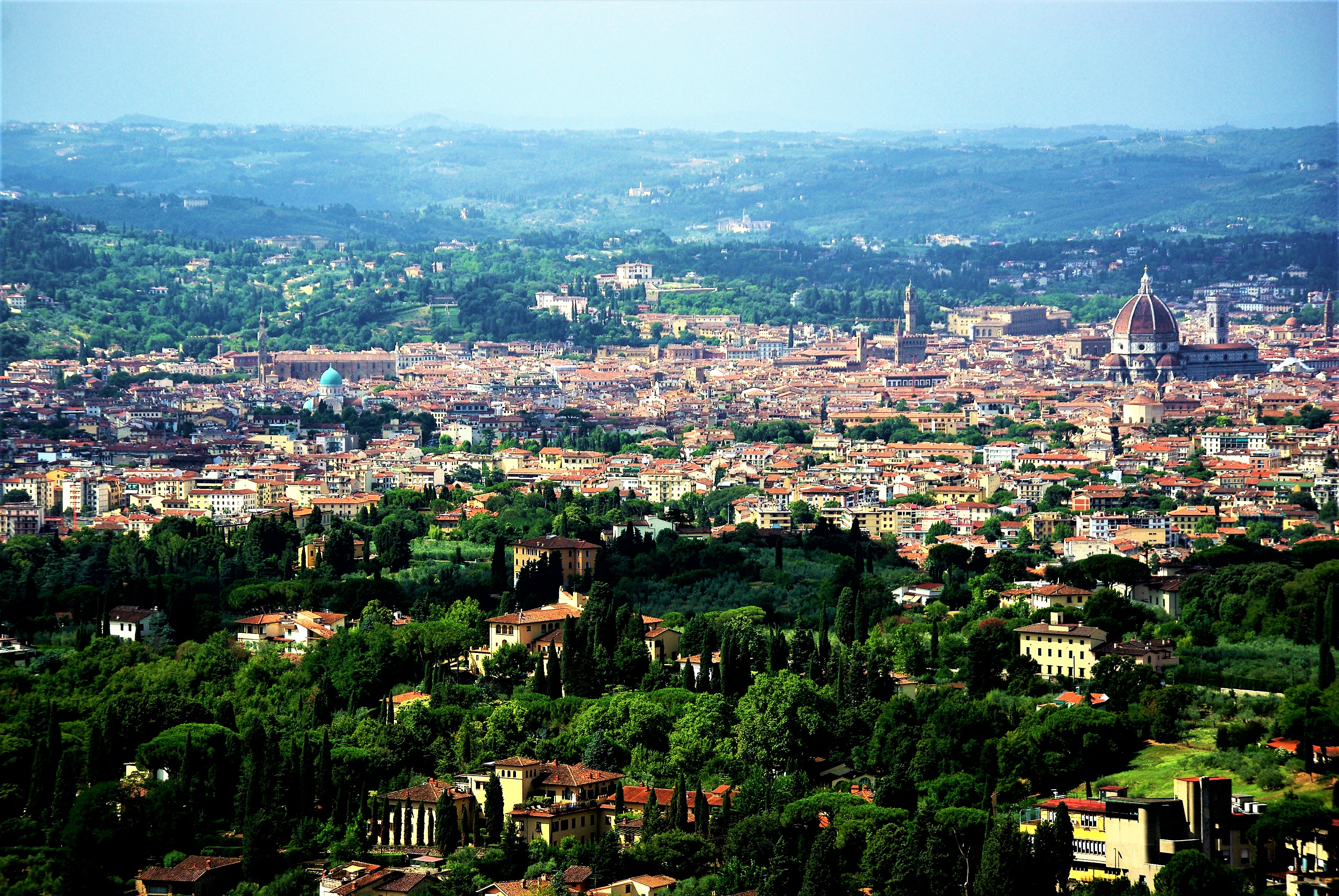
Vue générale de la ville depuis la colline de Fiesole.

Florence est située à 50 m d'altitude, dans la partie orientale d'une plaine qui est appelée bassin de Florence, au pied de l'Apennin du nord bordant la ville au nord et à l'est. Elle est traversée par l'Arno, fleuve naissant dans les Apennins et se jetant dans la mer Tyrrhénienne, distante de 70 km. Située à 270 km au nord-ouest de Rome, elle constitue une étape incontournable et remarquable du trajet routier et ferroviaire vers la capitale italienne en venant de la France et du reste de l'Europe.

### Climat
Le climat y est entre subtropical humide (classification de Köppen : Cfa) et méditerranéen (classification de Köppen : Csa). Il est influencé par la mer Tyrrhénienne, les Apennins et les collines toscanes, les trois distants de moins de 100 km, et assurant une certaine humidité même en été. L'hiver est par contre plus frais que sur la côte, marqué par la continentalité.
| Mois                | Jan  | Fev  | Mar  | Avr  | Mai  | Jun | Jul | Aou | Sep  | Oct  | Nov   | Dec  | Moy  |
| ------------------- | ---- | ---- | ---- | ---- | ---- | --- | --- | --- | ---- | ---- | ----- | ---- | ---- |
| Moyenne maximale °C | 10   | 13   | 17   | 21   | 25   | 30  | 34  | 33  | 28   | 23   | 17    | 13   | 22   |
| Moyenne minimale °C | 1    | 4    | 7    | 10   | 14   | 17  | 19  | 20  | 17   | 13   | 7     | 4    | 11   |
| Précipitations (mm) | 73,6 | 68,6 | 81,3 | 78,7 | 43,7 | 5,9 | 3,6 | 7,2 | 28,7 | 88,9 | 111,8 | 91,4 | 52,8 |

## Histoire

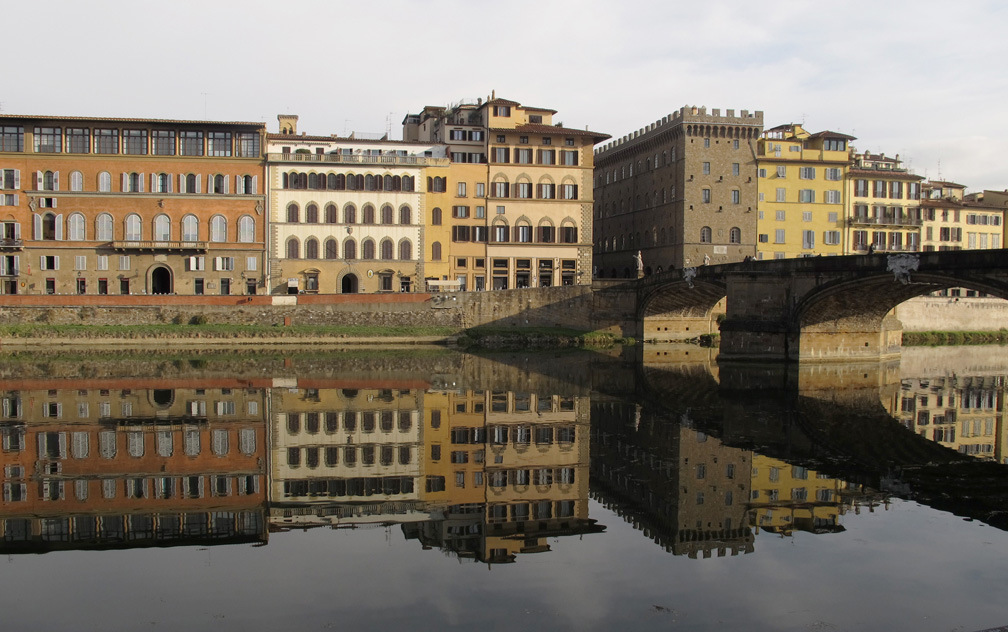
Florence et le fleuve Arno. En face du pont Santa Trinita, à droite, le palais Spini-Feroni (1290) avec son toit en créneaux.

Florence a été fondée sous le nom latin de Florentia pendant l'époque romaine, en 59 av. J.-C., près du fleuve Arno. Elle resta une simple bourgade jusqu'au XIIe siècle, début de son essor économique et artistique qui dura jusqu'au XVIe siècle.
Du XIIe au XIVe siècle, Florence connaît de profonds bouleversements politiques et sociaux avec l'essor des riches familles de marchands groupées au sein du popolo, et le conflit entre les guelfes et gibelins qui partage l'Italie et Florence en deux. Ces deux processus accompagnent le développement de la commune qui, comme dans les autres villes de l'Italie septentrionale, désigne l'émergence de gouvernements autonomes qui ont acquis leur souveraineté après une lutte féroce débouchant sur la paix de Constance, octroyée par l'empereur Frédéric Ier en 1183. Les communes italiennes y ont acquis des droits souverains qui en faisaient de véritables cités-États.
La commune florentine, qu'on connaît alors sous le nom de Fiorenza, naît environ un siècle après celle de Pise ; elle est attestée dès 1081. Faut-il voir là l'absence d'une noblesse urbaine qui créait les premières communes partout en Italie ? En tout cas, le popolo des marchands cherche rapidement à faire partie des instances de la commune : le conseil exécutif du consulat, puis du podestat, une assemblée délibérative qui aura plusieurs noms. Florence connaît le combat des factions, avec les gibelins qui triomphent dans les années 1240, avec le vicaire impérial Frédéric d'Antioche, bâtard de l'empereur Frédéric II. Les guelfes sont au pouvoir en 1250 puis en 1266, quand ils prennent Florence avec l'appui de Charles d'Anjou, frère du roi de France appelé comme roi de Naples par le pape. Ces guelfes sont soutenus par le popolo : ils créent la charge de capitaine du peuple en 1250, puis élaborent une nouvelle forme institutionnelle, la seigneurie (Signoria), en 1282 : un conseil de prieurs, appartenant aux corporations des marchands, les fameux 7 arts majeurs des Arti (laine, draps, changeurs, juges et notaires, etc.), auxquels sont juxtaposés un « gonfalonnier de justice » (Gonfaloniere di Giustizia) et des gonfalons (étendards) de quartiers, et ce alors que le podestat et le capitaine du peuple continuent d'exister.
Le florin, principale monnaie du Moyen Âge, est créé en 1252 par la corporation des changeurs et banquiers (Arte del Cambio) de Florence, l'une des cinq corporations majeures et contribue au succès de la ville, succès qui l'impose en Europe.
La faction guelfe se structure, reçoit même, pour les gérer, les biens des 4 000 gibelins qui ont fui la ville. Dans les années 1290, les lois anti-magnatices entrent en vigueur : c'est la revanche des corporations de marchands qui interdisent aux nobles l'accès aux charges et limitent la taille des tours qu'ils avaient érigées.
Au début du XIVe siècle, Florence expérimente, tout comme les autres villes d'Italie (ex. les Della Scala à Vérone à partir de 1273), les seigneuries personnelles : Charles de Calabre la gouverne en 1323, suivi par le duc d'Athènes Gautier VI de Brienne en 1343. Florence connaît une véritable crise au milieu du XIVe siècle : révolte du peuple, faillite des Peruzzi (grande banque) en 1343, peste noire qui fait disparaître la moitié de la population de la ville en 1348.

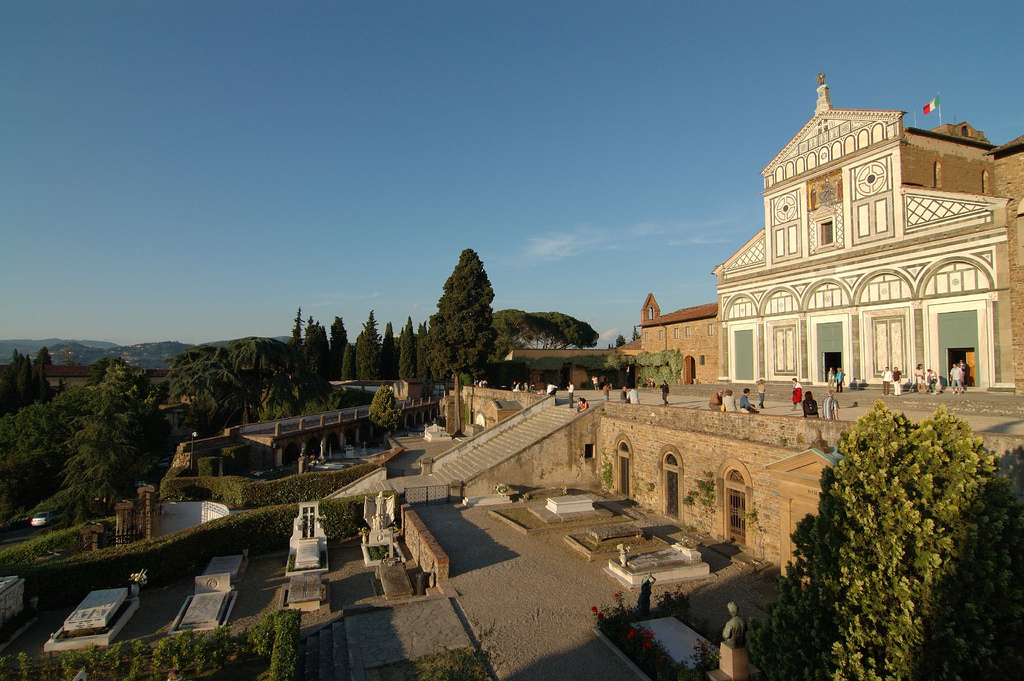
Église San Miniato al Monte.

La ville est ensuite dominée par différents clans qui se disputent le pouvoir. En 1434, ce sont les Médicis qui deviennent maîtres de la ville. Puis, à leur chute, nombre de grandes familles s'exilent en France et y font fortune. Les Gadagne quittent Florence vers la fin du XVe siècle, et détiennent la première place des banques lyonnaises, tandis qu'Albisse Del Bene, un autre banquier florentin, contrôle la levée des impôts dans toutes les régions de France.
En 1569, Florence devient la capitale du grand-duché de Toscane.
L’extinction de la dynastie des Médicis et l’accession au trône en 1737 de François-Étienne, duc de Lorraine et époux de Marie-Thérèse d’Autriche, ont conduit à l’inclusion temporaire de la Toscane dans les territoires de la couronne autrichienne. Florence a été alors gérée par la dynastie des Habsbourg-Lorraine, jusqu'à la création du royaume d'Étrurie instauré par Napoléon, et qui a existé de 1801 à 1807.
Florence a ensuite été le chef-lieu de l'Arno, département français créé le 25 mai 1808, à la suite de l'annexion du royaume d'Étrurie à l'Empire français par les troupes napoléoniennes. La dynastie des Habsbourg-Lorraine a été restaurée sur le trône de Toscane au Congrès de Vienne, mais finalement déposée en 1859. La Toscane est devenue une région du Royaume d’Italie en 1861. La ville connaît ensuite une période de lent déclin jusqu'en 1865, date à laquelle elle devient capitale du royaume d'Italie. C’est à cette époque que l’on construit la place de la république au centre de Florence, comme l’atteste la plaque commémorative qui s’y trouve. Elle perd ce statut en 1870, au profit de Rome.
Les chemises noires de Benito Mussolini multiplient les actions violentes contre leurs adversaires politiques au début des années 1920. Le 26 février 1921, les locaux du journal socialiste La Difesa sont détruits au cours d'une attaque, et le lendemain, des paramilitaires assassinent Spartaco Lavagnini, rédacteur en chef du journal communiste de la ville l'Azione Comunista. Ces violences ont provoqué une grève des employés des chemins de fer et plusieurs jours de rébellion populaire, au cours desquels des militants fascistes, soutenus par une partie des forces de police, ont également détruit les principaux bureaux syndicaux de la ville. Pendant la Seconde Guerre mondiale, la ville a connu une occupation allemande d’un an (1943-1944) dans le cadre de la République sociale italienne. Elle sera libérée le 8 août 1944.
Le 6 novembre 1966, l'Arno inonde une grande partie du centre-ville, endommageant de nombreux chefs-d'œuvre. Un grand mouvement de solidarité internationale naît à la suite de cet évènement et mobilise des milliers de volontaires, surnommés Les anges de la boue.
Les 30 et 31 mars 2017, le premier G7 de la Culture, organisé sur initiative de l'Italie, s'est tenu à Florence.

## Démographie
En 1200, la ville comptait 50 000 habitants. En 1300, la population de la ville proprement dite était de 120 000 habitants. Entre 1500 et 1650, la population était de 70 000 habitants.
Au 31 octobre 2010, la population de la ville proprement dite est de 370 702 habitants, tandis qu'Eurostat estime que 696 767 personnes vivent dans la zone urbaine de Florence. La zone métropolitaine de Florence, Prato et Pistoia, constituée en 2000 sur une superficie d'environ 4 800 km2, abrite 1,5 million de personnes. À Florence proprement dite, 46,8 % de la population était de sexe masculin en 2007 et 53,2 % de sexe féminin. L'âge moyen des résidents de Florence est de 49 ans par rapport à la moyenne italienne de 42 ans. Au cours des cinq années entre 2002 et 2007, la population de Florence a augmenté de 3,22 pour cent, tandis que l'Italie dans son ensemble a augmenté de 3,56 pour cent. Le taux de natalité de Florence est de 7,66 naissances pour 1 000 habitants par rapport à la moyenne italienne de 9,45 naissances.
Tout comme le reste de l'Italie, la plupart des habitants de Florence sont des catholiques romains, avec plus de 90 % de la population. Comme beaucoup d'autres villes en Italie, la population des retraités est bien supérieure à celles des jeunes (moins de 14 ans) et en constant vieillissement : de fait les mineurs (enfants âgés de 18 ans et moins) représentaient 14,10 % de la population par rapport aux retraités, qui représentaient 25,95 %. Les chiffres suivants sont de mai 2006.

### Structure par âge
| Quartier          | 0-14          | 15-64            | 65+             |
| ----------------- | ------------- | ---------------- | --------------- |
| 1                 | 7 026         | 45 380           | 14 635          |
| 2                 | 9 829         | 53 815           | 24 844          |
| 3                 | 4 854         | 24 371           | 11 654          |
| 4                 | 7 580         | 42 067           | 16 921          |
| 5                 | 11 811        | 65 063           | 26 772          |
| Total Commune (%) | 41 100 (11 %) | 230 696 (63,2 %) | 94 826 (25,8 %) |

### Famille
| Quartier      | 1 membre | 2 membres | 3 membres | 4 membres | 5 membres | 6 membres | 7+ membres | Total famille |  | Nombre moyen |  | Couples en cohabitation |
| ------------- | -------- | --------- | --------- | --------- | --------- | --------- | ---------- | ------------- |  | ------------ |  | ----------------------- |
| 1             | 20 304   | 7 723     | 4 752     | 2 740     | 617       | 182       | 83         | 36 401        |  | 1,8          |  | 1.376                   |
| 2             | 18 342   | 11 555    | 7 228     | 4 438     | 975       | 212       | 91         | 42 841        |  | 2,1          |  | 878                     |
| 3             | 6 984    | 5 348     | 3 575     | 2 079     | 518       | 122       | 60         | 18 686        |  | 2,2          |  | 411                     |
| 4             | 10 308   | 8 496     | 6 065     | 3 622     | 852       | 204       | 101        | 29 648        |  | 2,2          |  | 402                     |
| 5             | 19 909   | 13 475    | 8 684     | 5 209     | 1 143     | 325       | 207        | 48 952        |  | 2,1          |  | 662                     |
| Total Commune | 75 847   | 46 597    | 30 304    | 18 088    | 4 105     | 1 045     | 542        | 176 528       |  | 2,1          |  | 3 729                   |

### Profil ethnique
En 2019, la population de Florence est à peu près à 85 % d'origine italienne et 15% d'origine étrangère. Le plus grand groupe d'immigrants provenait d'autres pays européens (principalement roumains et albanais) : 3,52 %, Asie de l'Est (principalement chinois et philippins) : 2,17 %, Amériques : 1,41 % et Afrique du Nord (principalement marocains) : 0,9 %. La population étrangère totale comprend 60 000 personnes, dont :
- Roumains (8 400 personnes
- Chinois (6 400 personnes) ;
- Péruviens (5 900 personnes) ;
- Albanais (5 100 personnes) ;
- Philippins (5 000 personnes).

### Évolution démographique
Habitants recensés

## Art: architecture et connaissances intellectuelles
« Florence est, après Athènes, la ville qui a le plus fait pour l'esprit humain... Florence, mère, avec Athènes, de toute vérité et de toute beauté. »

— Voyage en Italie, Ernest Renan, 1928
Florence est réputée pour avoir la plus grande concentration d'art (en proportion de sa taille) au monde.

### Académies
Les premières académies d'Europe ont été fondées à Florence :
- Accademia degli Umidi puis Accademia fiorentina (1541) ;
- Académie du néoplatonisme médicéen, école philosophique de Laurent le Magnifique (1434) ;
- Académie du dessin de Florence, Accademia dell'Arte del Disegno devenue Accademia di Belle Arti Firenze (1563) ;
- Accademia della Crusca, académie de la langue italienne (toscane initialement) (1583) ;
- Accademia del Cimento, l'académie de l'Expérimentation, première académie scientifique en Europe (1630).

### Bibliothèques
- La bibliothèque nationale centrale de Florence, dont les fonds se sont constitués depuis les Médicis en 1747 suivant le legs d'Antonio Magliabechi (collection de l'ancienne bibliothèque publique Magliabecchiana) et qui recueille une partie du dépôt légal au même titre que la Bibliothèque nationale centrale de Rome ;
- la bibliothèque Laurentienne, fondée par les Médicis en 1571 à partir de leur bibliothèque privée. La bibliothèque, située dans le cloître de l'église San Lorenzo, a été dessinée par Michel-Ange. Elle contient aujourd'hui les collections de l'ancienne bibliothèque du couvent San Marco, fondée par Cosme de Médicis au XVe siècle dans le couvent San Marco à partir de la collection léguée par Niccolo Niccoli ;
- la bibliothèque Riccardiana, située dans le palais Medici-Riccardi ;
- la biblioteca Marucelliana, fondée comme bibliothèque publique au XVIIIe siècle.

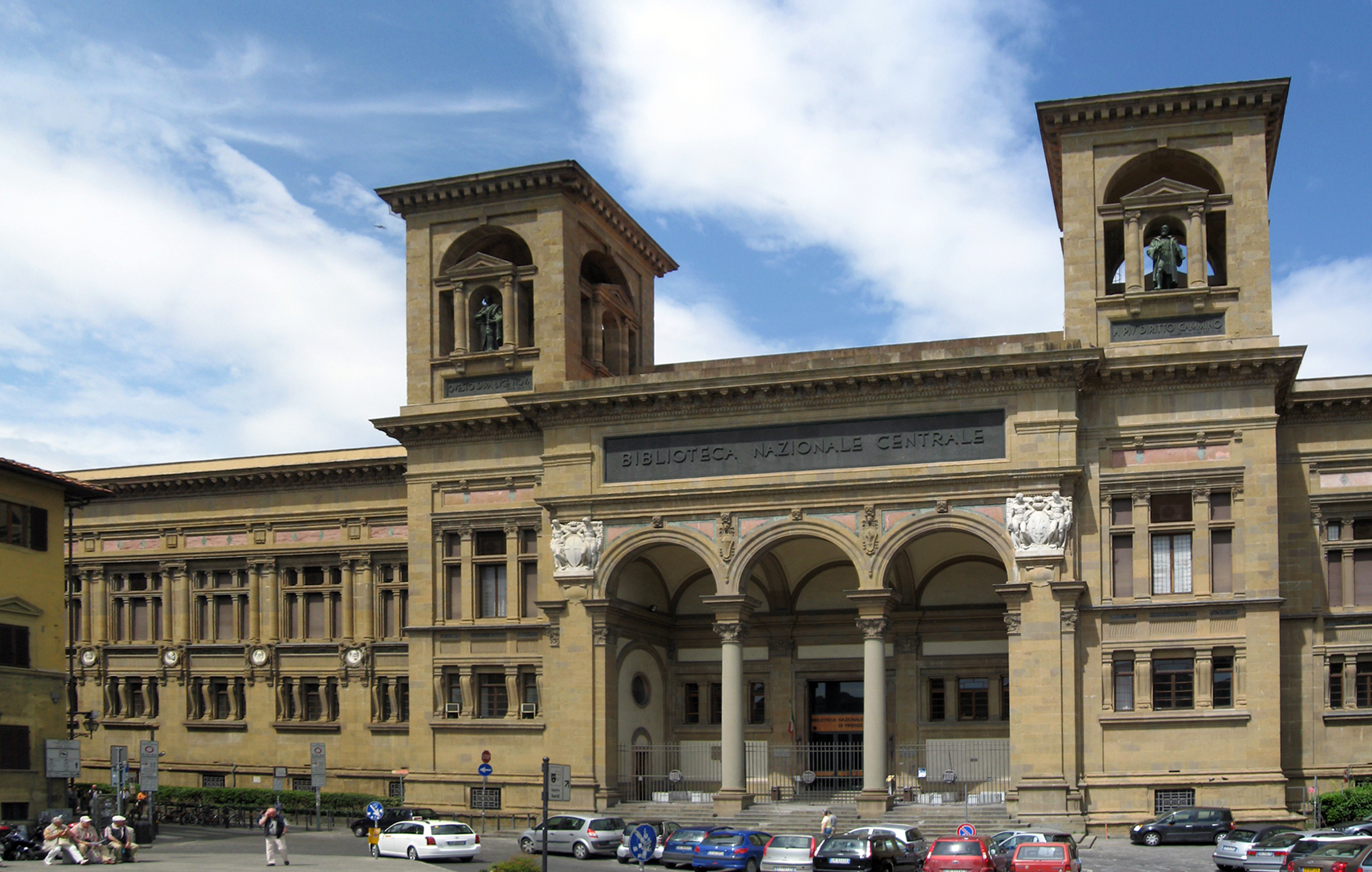
Bibliothèque Nationale Centrale.
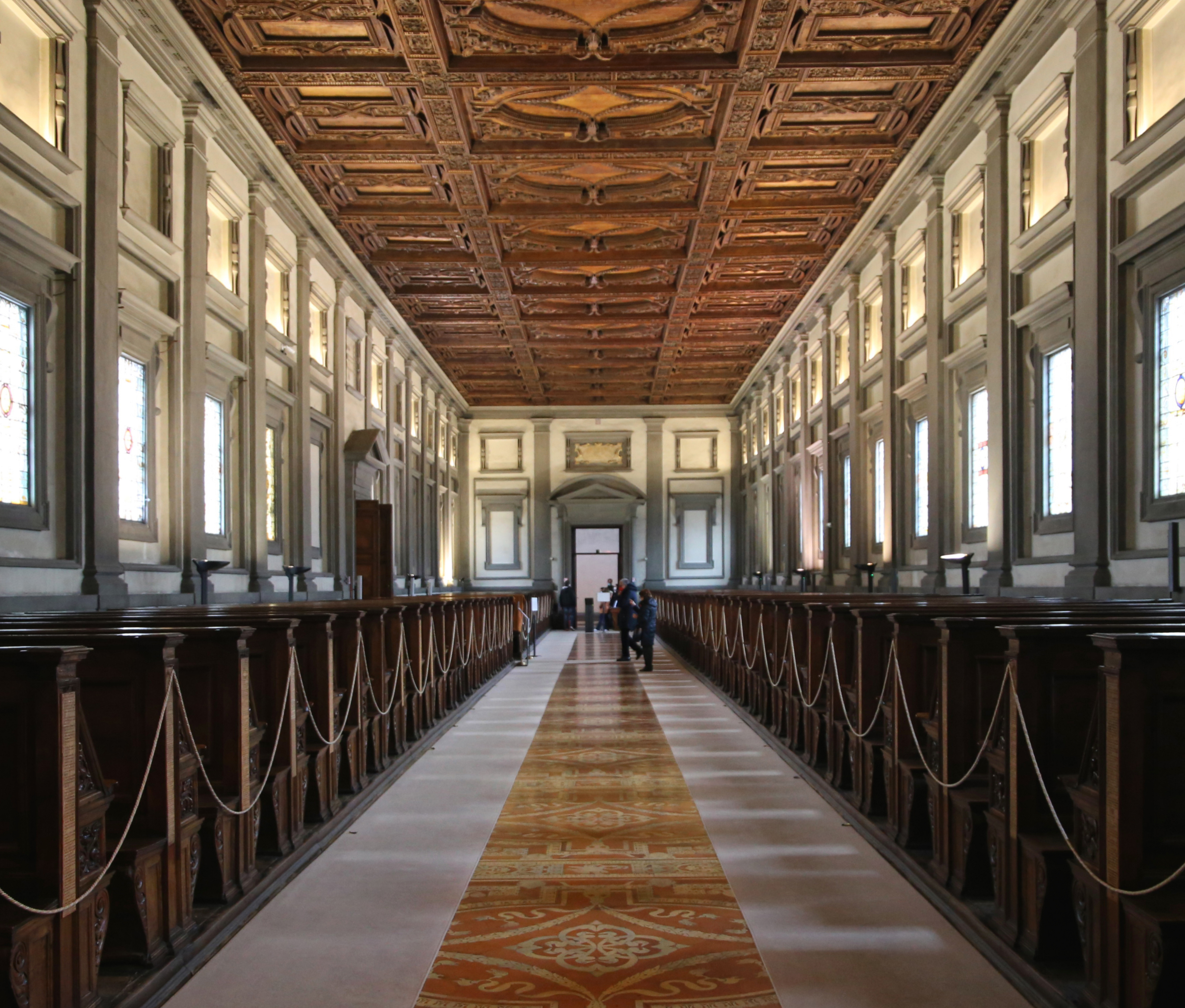
Bibliothèque Laurentienne.
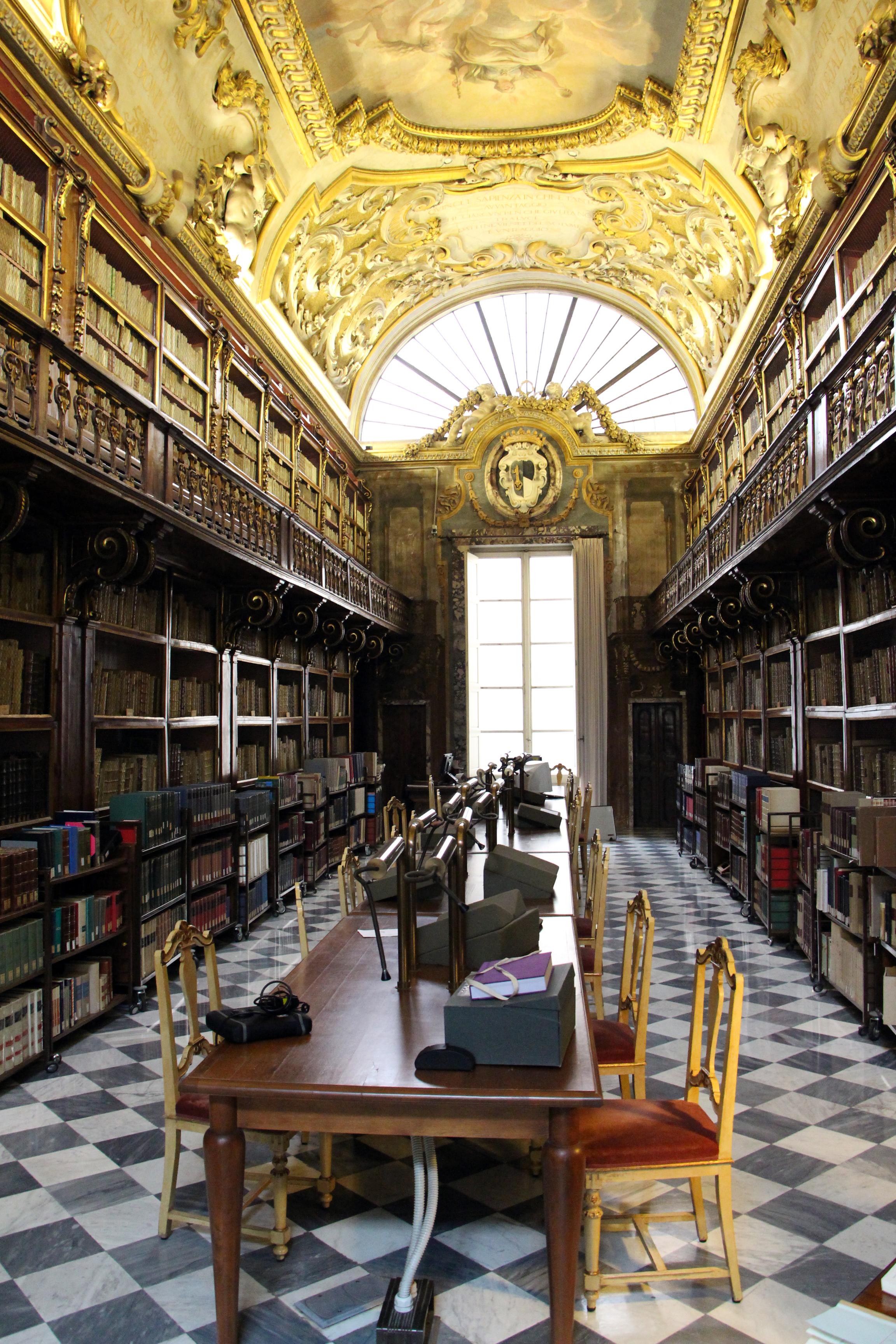
Biblioteca Riccardiana.
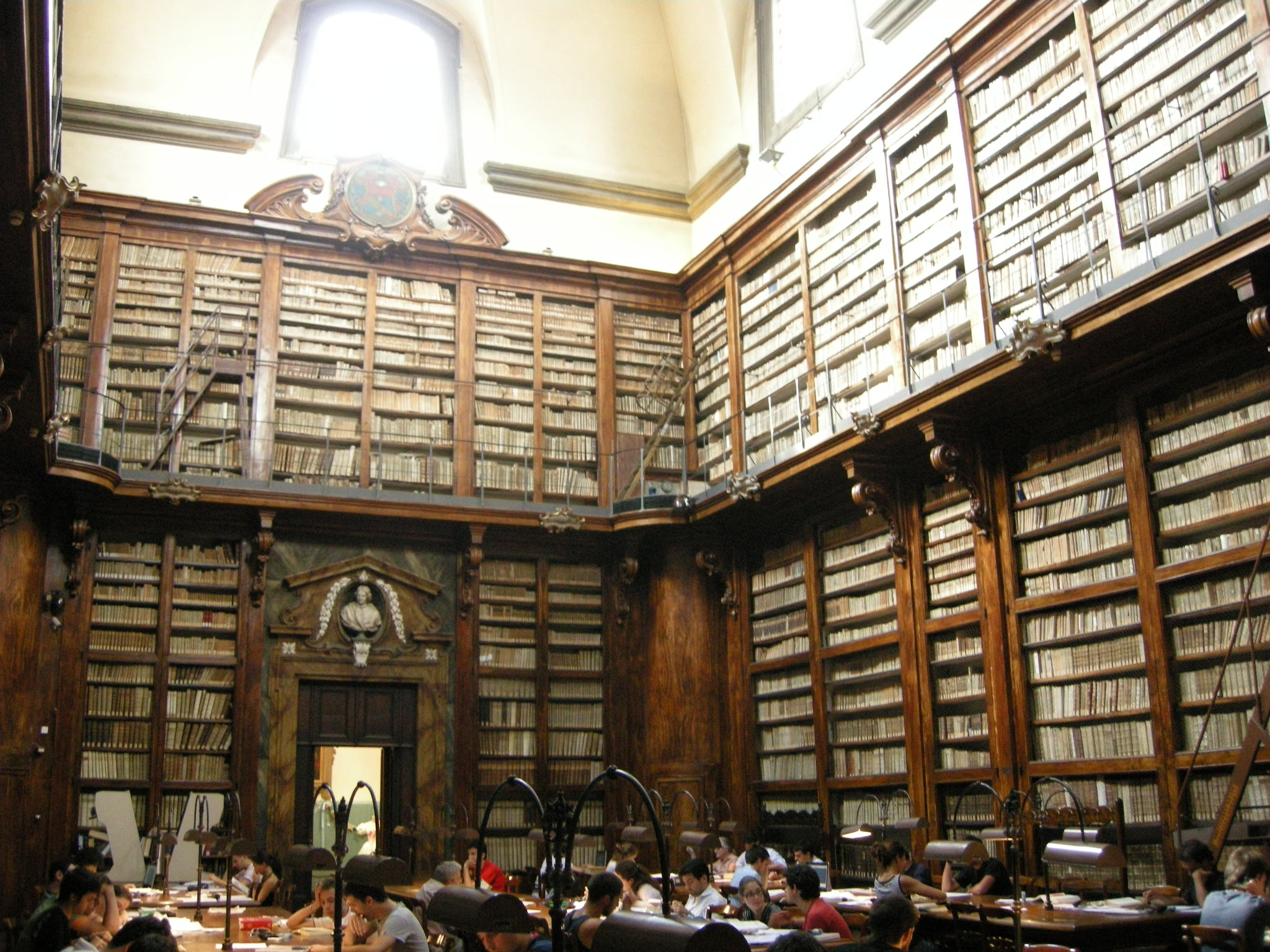
Bibliothèque Marucelliana.

### Universités, instituts
L'université de Florence a été fondée en 1321. C'est l'une des plus anciennes et prestigieuses universités italiennes, avec 12 facultés et 60 000 étudiants.
L'Institut universitaire européen de Florence est basé à Fiesole depuis son ouverture en 1976.
Plusieurs universités étrangères ont également une représentation ou une antenne à Florence, notamment pour les études concernant la Renaissance, l'histoire de l'art ou les activités artistiques et créatives. C'est le cas de l'université Harvard, à la villa I Tatti, de la New York University à la villa La Pietra ou encore de la California State University située sur la Via Leopardi. Plus de 8 000 étudiants américains sont inscrits pour étudier à Florence, qui est le plus grand centre universitaire américain au monde en dehors des États-Unis.
La ville abrite également le célèbre Institut d'art de Florence, ainsi que l'Institut français de Florence, le plus ancien de tous les Instituts français fondé en 1907, et le British Institute of Florence, institut culturel anglo-italien fondé en 1917.
À noter aussi que depuis 2009, la villa Salviati héberge les Archives historiques de l'Union européenne.

## Monuments

### Ponts

Le Ponte Vecchio, Florence.

- Le Ponte Vecchio, Florence.Le Ponte Vecchio est un des symboles de la ville de Florence. Il traverse l’Arno dans son point le plus étroit. La première construction en bois remonte à l'époque romaine. Détruit en 1333 par le fleuve, il fut reconstruit en pierre en 1345. Sa particularité réside dans le fait qu’il possède des boutiques (principalement des bijouteries) sur tout son long. Le corridor de Vasari surplombe une des deux rangées de boutiques et permettait aux Médicis de rejoindre le palais Pitti depuis le Palazzo Vecchio et les Offices sans les dangers de la rue ;
- le pont Santa Trinita ;
- le pont alle Grazie ;
- le Ponte alla Carraia ;
- le pont San Niccolò ;
- le pont Amerigo-Vespucci ;
- le pont alla Vittoria ;
- le Ponte all'Indiano.

Seul le Ponte Vecchio a échappé aux destructions de la Seconde Guerre mondiale (bombardements et minages allemands). Les autres ont tous été reconstruits depuis, plus ou moins à l'identique.

### Édifices religieux
Églises catholiques

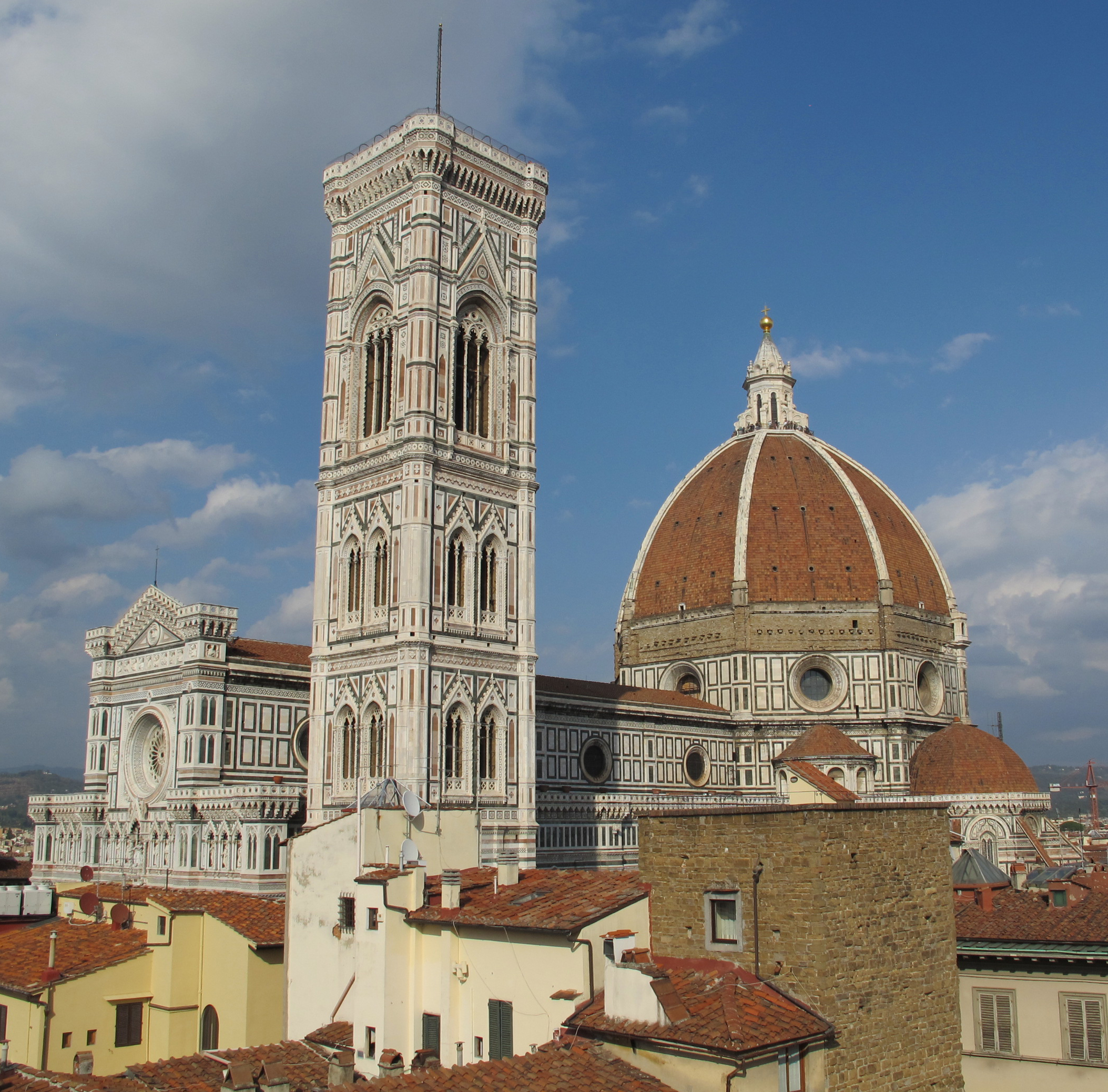
La cathédrale Santa Maria del Fiore et son campanile.

- La cathédrale Santa Maria del Fiore est le Duomo de Florence. C’est la quatrième plus grande église d’Europe derrière la basilique Saint-Pierre de Rome, la cathédrale Saint-Paul de Londres et la cathédrale de Milan[21]. Elle est avec le Ponte Vecchio l’un des symboles de la ville ;
- le baptistère Saint-Jean (Battistero di San Giovanni) est considéré comme le plus ancien bâtiment de la ville. Situé face au dôme, il est connu pour ses magnifiques portes de bronze et les mosaïques du plafond ;
- la basilique Santa Croce est l’une des plus grandes réalisations du gothique en Italie, mais aussi de l’architecture de la Renaissance avec l’harmonieuse chapelle des Pazzi de Brunelleschi. Elle est la plus grande église franciscaine au monde et constitue une sorte de panthéon italien, au regard des illustres personnages qui y reposent : Michel-Ange, Machiavel, Galilée, Rossini… ;
- la basilique San Lorenzo commencée par Brunelleschi, continuée par Antonio Manetti, intérieur de la façade de Michel-Ange. Elle abrite les chapelles des Médicis. La bibliothèque Laurentienne est accessible par son cloître ;

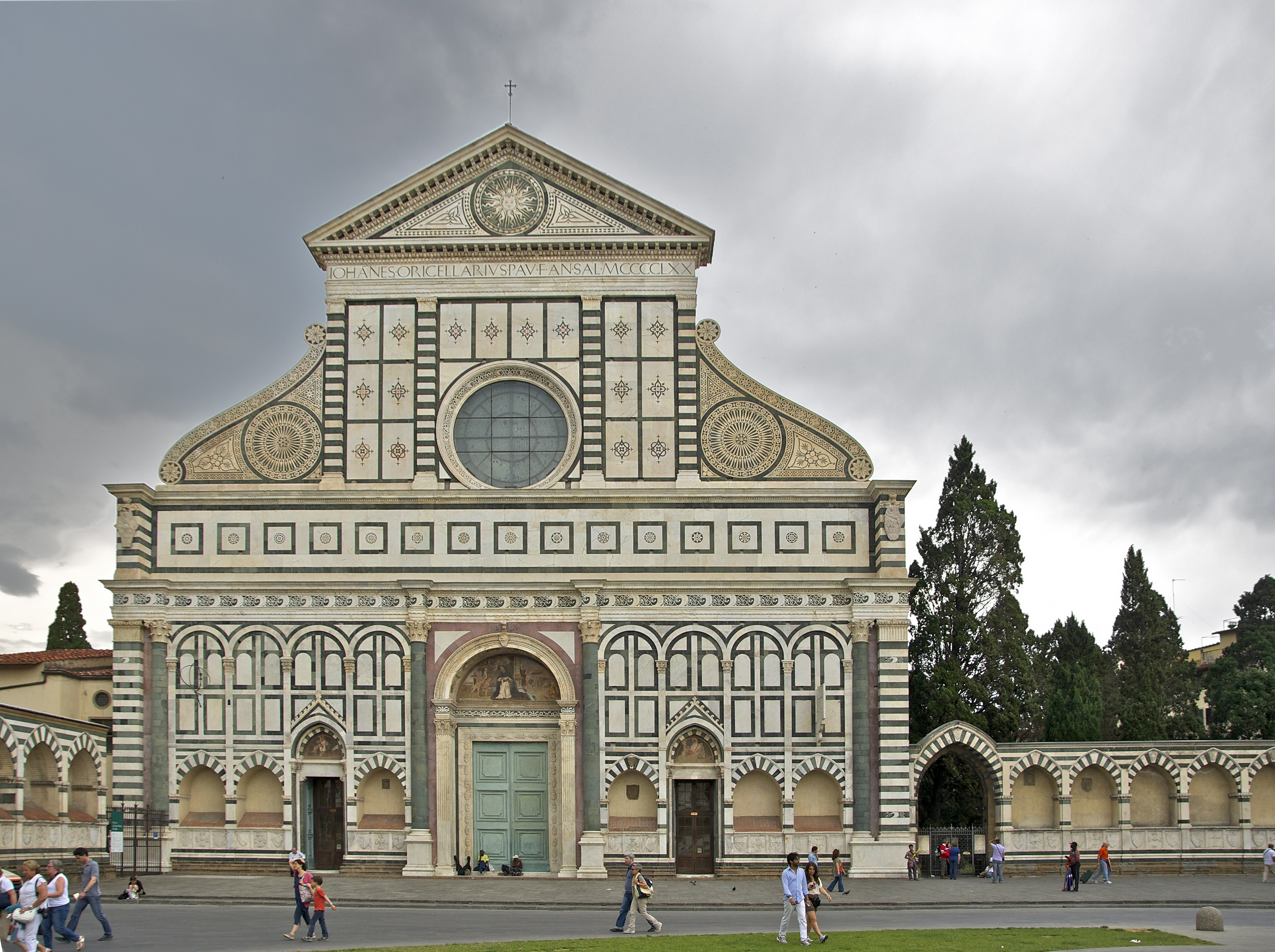
Façade de Santa Maria Novella.

- la basilique Santa Maria Novella est la première grande basilique de Florence. Construite au XIIIe siècle par les dominicains, elle possède une remarquable façade en marbre du XVe siècle, et à l’intérieur, de superbes fresques ;Façade de Santa Maria Novella.l'église Santa Maria del Carmine est célèbre dans le monde entier pour sa chapelle Brancacci couverte de fresques de Masolino, Masaccio et Filippino Lippi, cycle fondamental dans l'histoire de l'art ;
- la basilique San Miniato al Monte, sur sa colline, un des plus remarquables exemples d'art roman, et son cimetière monumental (enceinte fortifiée de Michel-Ange et tombe de Collodi) ;
- la Chiesa Santa Maria Assuntanella (de l'Assomption) dite Badia Fiorentina et son Apparition de la Vierge à saint Bernard de Filippino Lippi. Plus ancienne abbaye bénédictine de Florence, elle fut construite en 978 ;
- la basilique de la Santissima Annunziata : chapelle dei Puccio de San Sebastiano, le cloître des Morts (Chiostro dei Morti), le premier cloître, Chiostrino dei Voti ;
- l'ancienne église d'Orsanmichele, devenue ensuite loggia delle Arti et entrepôt dans les étages, puis chapelle. Elle est connue pour ses statues des saints protecteurs des corporations dans les niches du pourtour de ses murs extérieurs dont Les Quatre Saints couronnés de Nanni di Banco ;
- la Basilique Santo Spirito, dans le quartier d'Oltrarno, avec ses trente-six chapelles familiales et son crucifix réalisé par le jeune Michel-Ange ;
- l'église Santa Felicita, dans le quartier de l'Oltrarno, une des plus anciennes églises de Florence ;
- l'église San Michele in San Salvi et son cloître ;
- Chiesa dell'Immacolata ;
- Église Saint-Gaétan, une des rares églises baroques de la ville ;
- Église Saint-Ambroise ;
- la chartreuse de Florence ou chartreuse de Galluzzo ;
- Chiesa di San Carlo dei Lombardi ;
- Chiesa di San Donato in Polverosa ;
- Église San Felice in Piazza ;
- Chiesa del Sacro Cuore al Romito ;
- Église San Giuseppe ;
- Chiesa di San Niccolo Oltrarno ;
- Église Santa Lucia dei Magnoli ;
- Chiesa di Santa Margherita dei Ceroli ;
- Chiesa di San Paolino ;
- Chiesa di San Piero in Palco ;
- Chiesa di Santo Stefano in Pane ;
- Chiesa di San Salvatore al Monte.

Cloîtres
- Santa Maria Novella : Grand Cloître — Cloître Vert — Cloître des Morts ;
- cloître du Scalzo ;
- Chiostro degli Aranci (à la Badia Fiorentina) ;
- couvent Sainte-Marie-des-Anges : Grand Cloître — Cloître des Anges — Cloître des Morts ;
- couvent San Marco ;
- cloître de Santa Maria del Carmine ;
- chartreuse de Galluzzo.

Église orthodoxe
- Eglise orthodoxe russe de Florence.

Église protestante
- Église épiscopalienne américaine de Saint James ;
- Temple vaudois de Florence.

Synagogue
- Grande synagogue de Florence.

### Palais

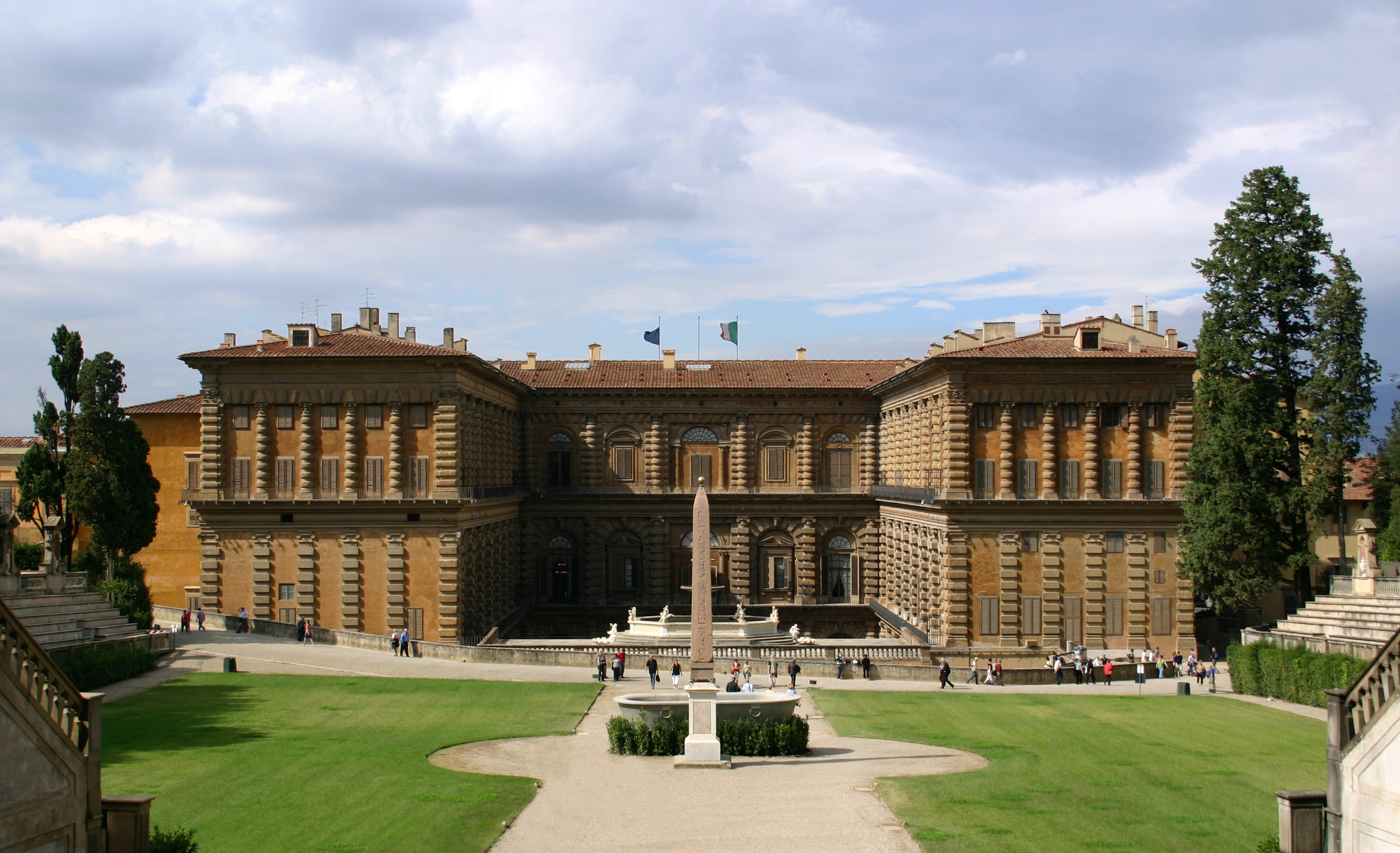
Le palais Pitti, ancienne résidence de la maison de Savoie et modèle pour le palais du Luxembourg à Paris.

- Le palais Pitti, ancienne résidence de la maison de Savoie et modèle pour le palais du Luxembourg à Paris.Le Bargello (Palazzo Bargello) est un palais construit en 1255 qui abrite depuis 1865 un musée national, le Museo Nazionale del Bargello. Ce bâtiment austère, qui est surplombé par une tour de 60 mètres, fut à son origine le palais du podestat, puis tribunal, prison et enfin musée depuis 1859 ;
- le Palazzo Vecchio qui se trouve sur la Piazza della Signoria, est l'hôtel de ville de Florence. Construit à la fin du XIIIe siècle par Arnolfo di Cambio, il fut entre autres, le siège de la Chambre des députés du royaume d'Italie durant cinq ans lorsque la ville était la capitale du pays (1865-1870). Le palais abrite également un musée ;
- le palais Pitti (Palazzo Pitti) est aujourd'hui le plus grand palais de la ville. Sa construction débuta en 1458, pour le compte d'un banquier du nom de Luca Pitti, et fut dessiné par Filippo Brunelleschi. Les Médicis acquirent le palais en 1560, et y emménagèrent. Actuellement, le palais abrite notamment la galerie Palatine, la galerie d'Art moderne et les appartements royaux ;
- le palais Bartolini (Palazzo Bartolini o Palazzo degli Sportici) est l'hôtel le plus vieux de la ville (première mention en 1386). L'actuel palais fut construit par Baccio d'Agnolo autour de 1520, au même emplacement qu'il occupait depuis le XIIe siècle probablement. Il abrite en ses murs une tour du XIIe siècle, la tour Monalda[22], des verrières[23] de Ulisse de Matteis du début du XXe siècle. Il est par ailleurs en plein centre de la ville, dans un quartier prestigieux, et entouré d'autres palais historiques (Palazzo Davanzati, palais Strozzi, Palazzo dello Strozzino…) ;
- le palais Davanzati, haut palais du XIVe siècle, surmonté d'une loggia de la Renaissance. Il abrite aujourd'hui un musée ;
- le palais Strozzi, résidence principale de la famille Strozzi jusqu'au XXe siècle, abrite, depuis la Seconde Guerre mondiale, un grand espace d'expositions ;
- le palais dello Strozzino, autre résidence des Strozzi, construite par Michelozzo et Giuliano da Maiano ;
- le palais Medici-Riccardi et la chapelle des Mages décorée par Benozzo Gozzoli ;
- le palais Rucellai, conçu par Leon Battista Alberti entre 1446 et 1451 et exécuté, en partie tout du moins, par Bernardo Rossellino pour la famille de banquiers des Rucellai.
- le palais Spini-Feroni, palais gothique du XIIIe siècle ;
- le Palazzo Vivarelli Colonna
- le palais des Assurances générales, construit en 1871 en style néo-Renaissance.

### Jardins
- Le jardin de Boboli (Giardino di Boboli) est adjacent au palais Pitti et au fort Belvedere. Le jardin, construit pour Éléonore de Tolède, est remarquable pour sa collection de sculptures, qui vont de l'Antiquité romaine aux XVIe et XVIIe siècles ;
- le jardin des simples (Giardino dei Semplici) est un département du musée d'histoire naturelle de l'université de Florence ;
- parc des Cascine, le plus grand espace vert de Florence (170 ha), et abritant de nombreuses installations sportives, un hippodrome… ;
- Giardino delle Rose, près du Piazzale Michelangelo, vers la colline de San Miniato al Monte, Oltrarno (rive gauche du fleuve Arno) ;
- Jardin des Iris, également près du Piazzale Michelangelo ;
- Orti Oricellari (jardins de la famille Rucellai), près de Santa-Maria-Novella ;
- Giardino Bardini dans l'Oltrarno (4 ha) : jardin historique avec des terrasses en pente sur la colline ;
- Jardin de l'horticulture, avec sa grande serre en verre du XIXe siècle, et sa loggetta ;
- Jardin Torrigiani, grand parc à l'anglaise du XIXe siècle.
- Villa Il Ventaglio avec son parc.

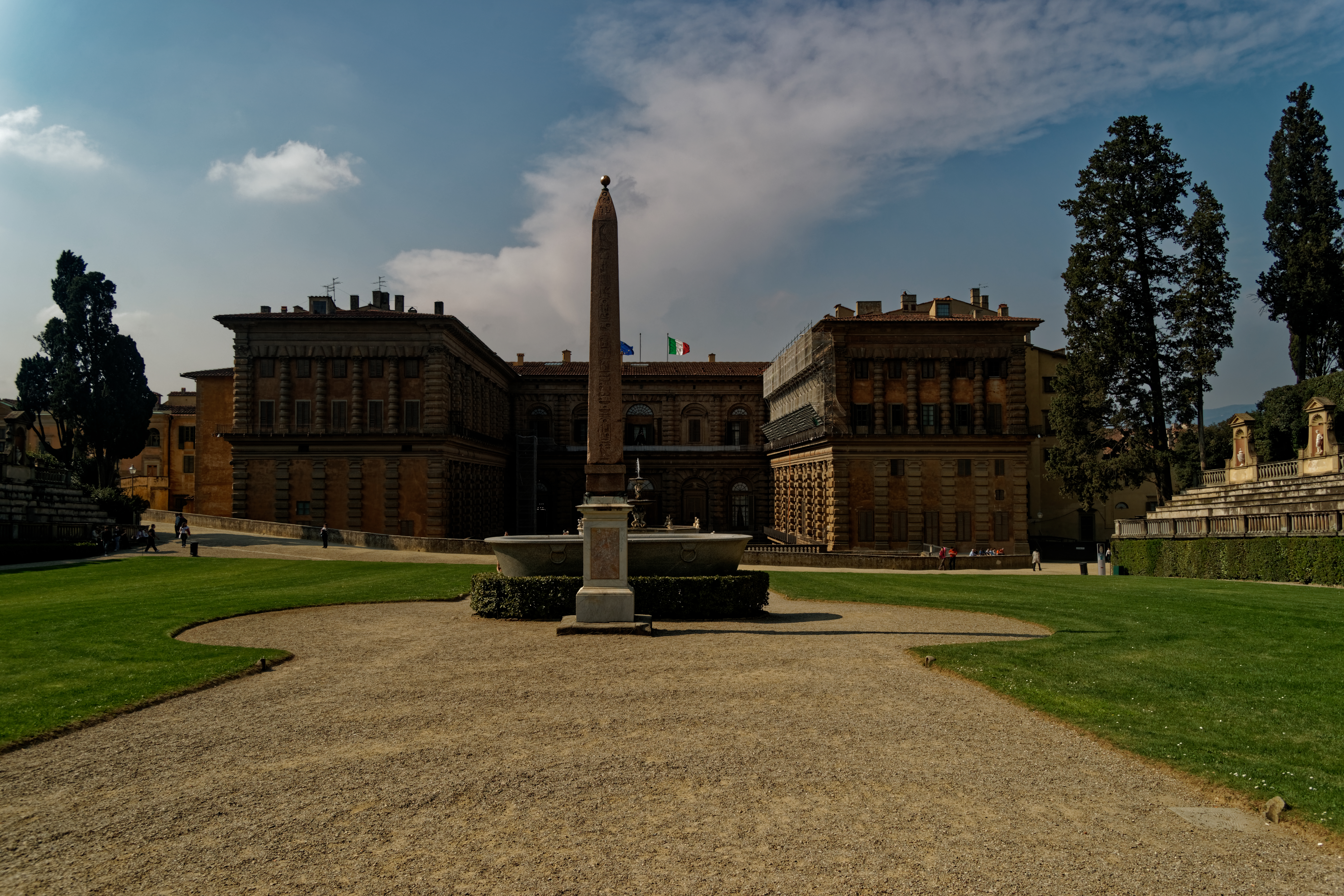
Jardin de Boboli.
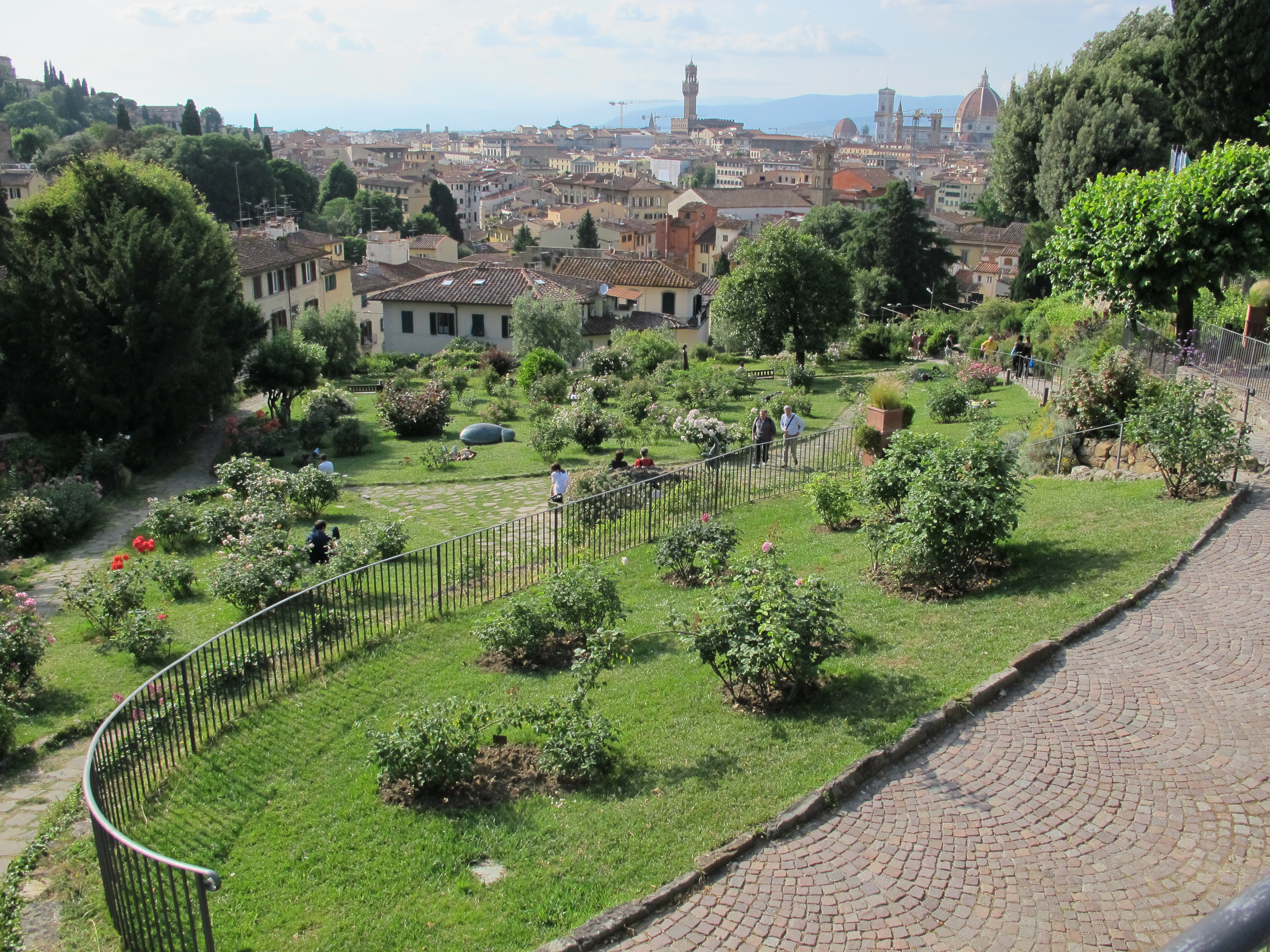
Jardin des Roses.
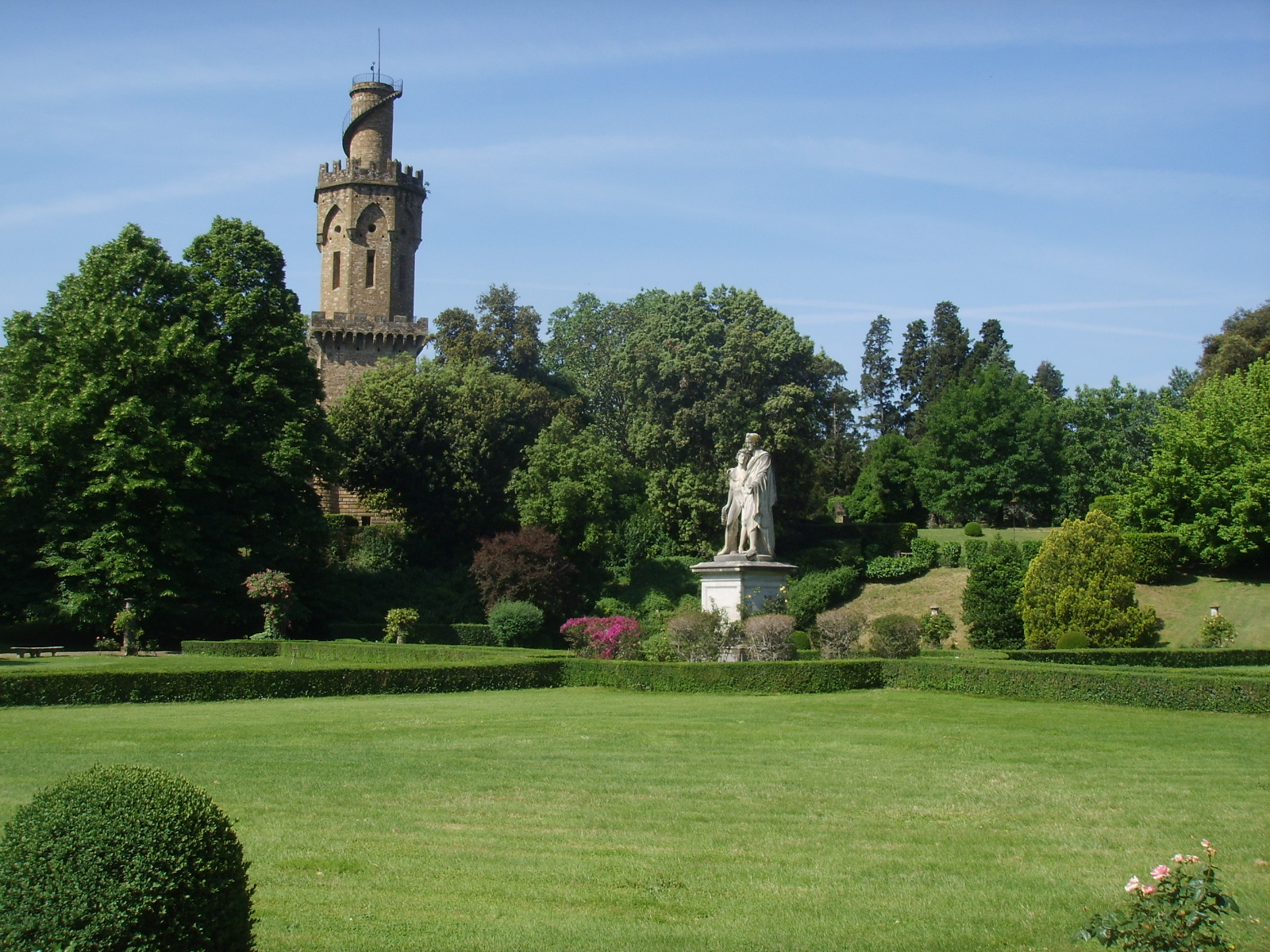
Giardino Torrigiani et sa tour.
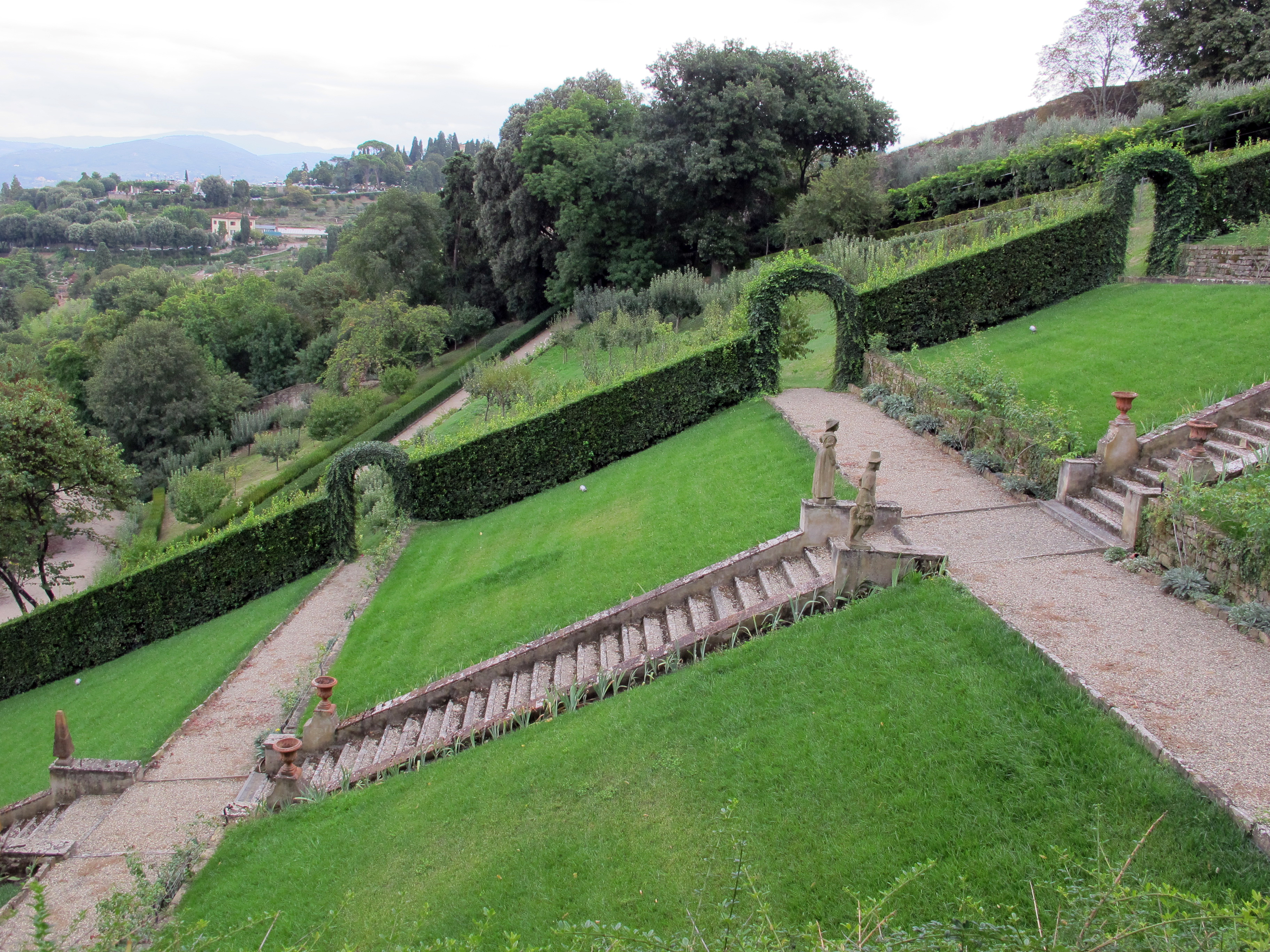
Terrasses du Giardino Bardini.
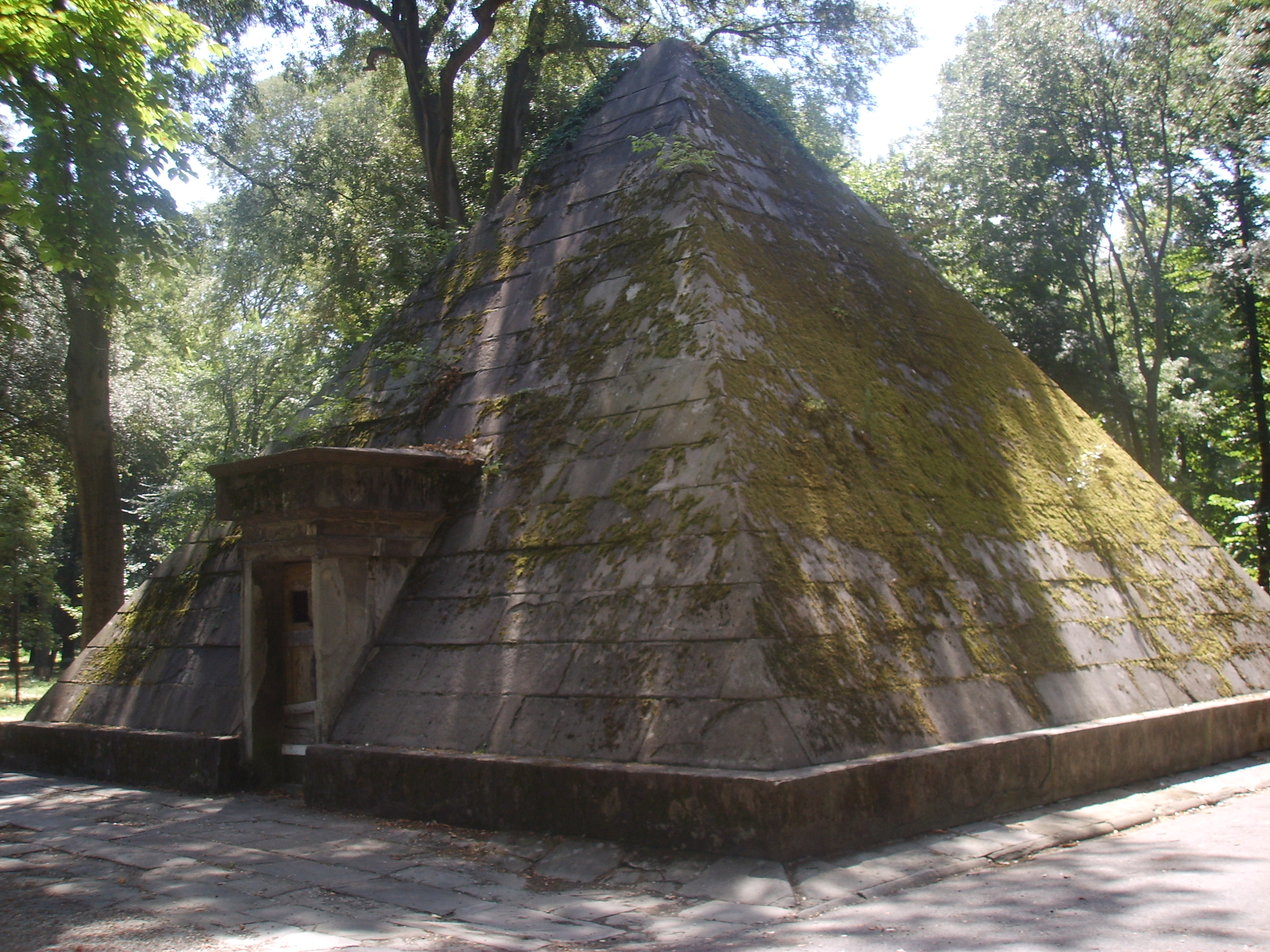
Parc des Cascine, pyramide.
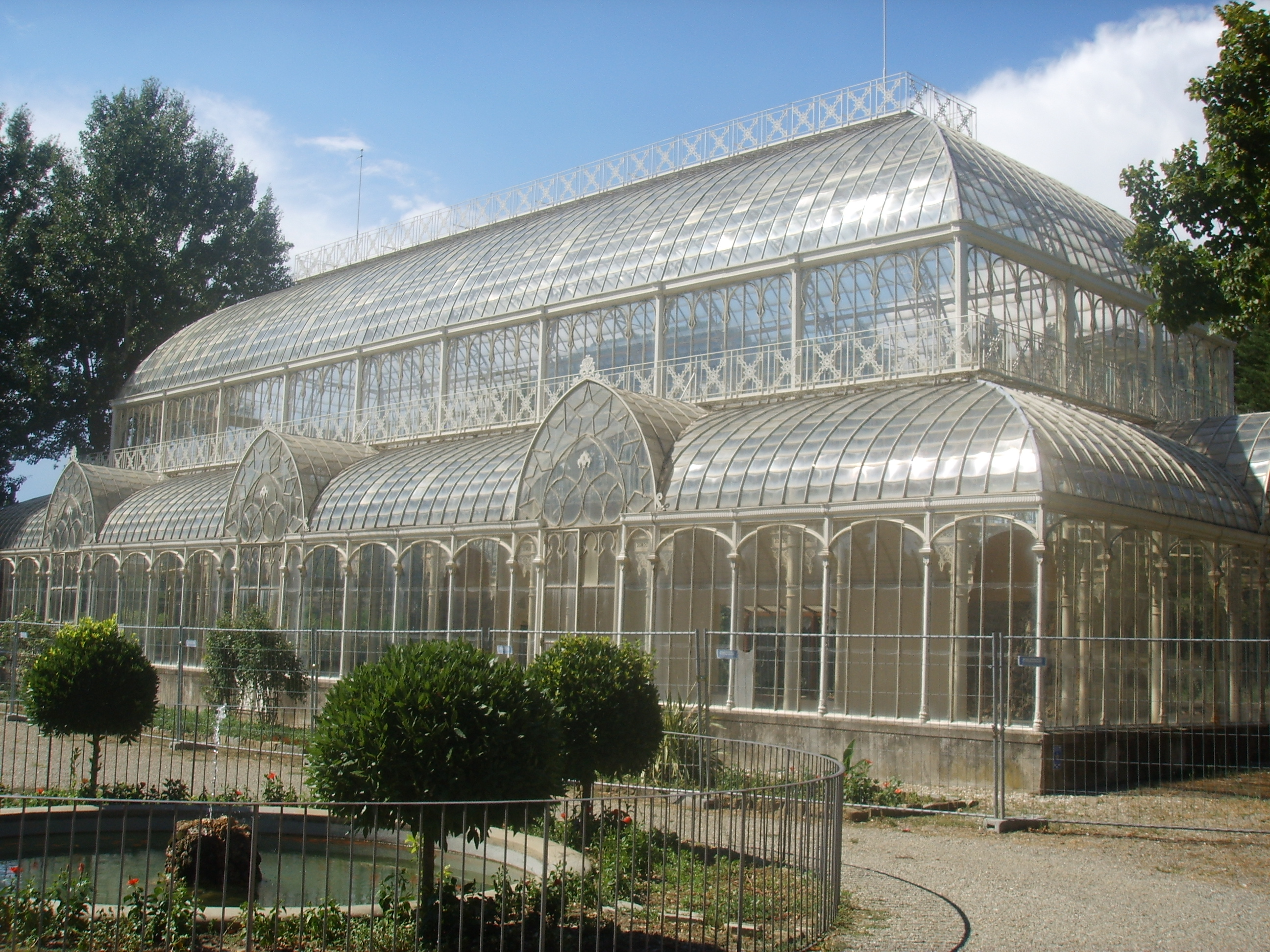
Giardino dell'Orticultura : grande serre.

### Musées
Florence contient de nombreux musées et galeries d'art où sont conservées certaines des œuvres d'art les plus importantes du monde. La ville est l'un des centres d'art et d'architecture de la Renaissance les mieux conservés au monde et possède une forte concentration d'art, d'architecture et de culture.
- La galerie des Offices (Galleria degli Uffizi) est sans conteste le plus beau musée de peinture d'Italie, et l'un des principaux au monde, avec une collection incomparable d’art de la Renaissance. Le palais qui l'accueille a été édifié entre 1560 et 1581 sur ordre de Cosme Ier pour centraliser l'administration. On trouve dans ses collections les toiles de grands maîtres de la Renaissance comme La Naissance de Vénus et Le Printemps de Botticelli, L'Annonciation de Léonard de Vinci, ou encore la Vénus d'Urbin de Titien, des tableaux de Cimabue et de Piero della Francesca. La Piazzale des Offices, sa galerie des grands hommes toscans ;Le Piazzale des Offices avec, au fond, le Palazzo Vecchio.

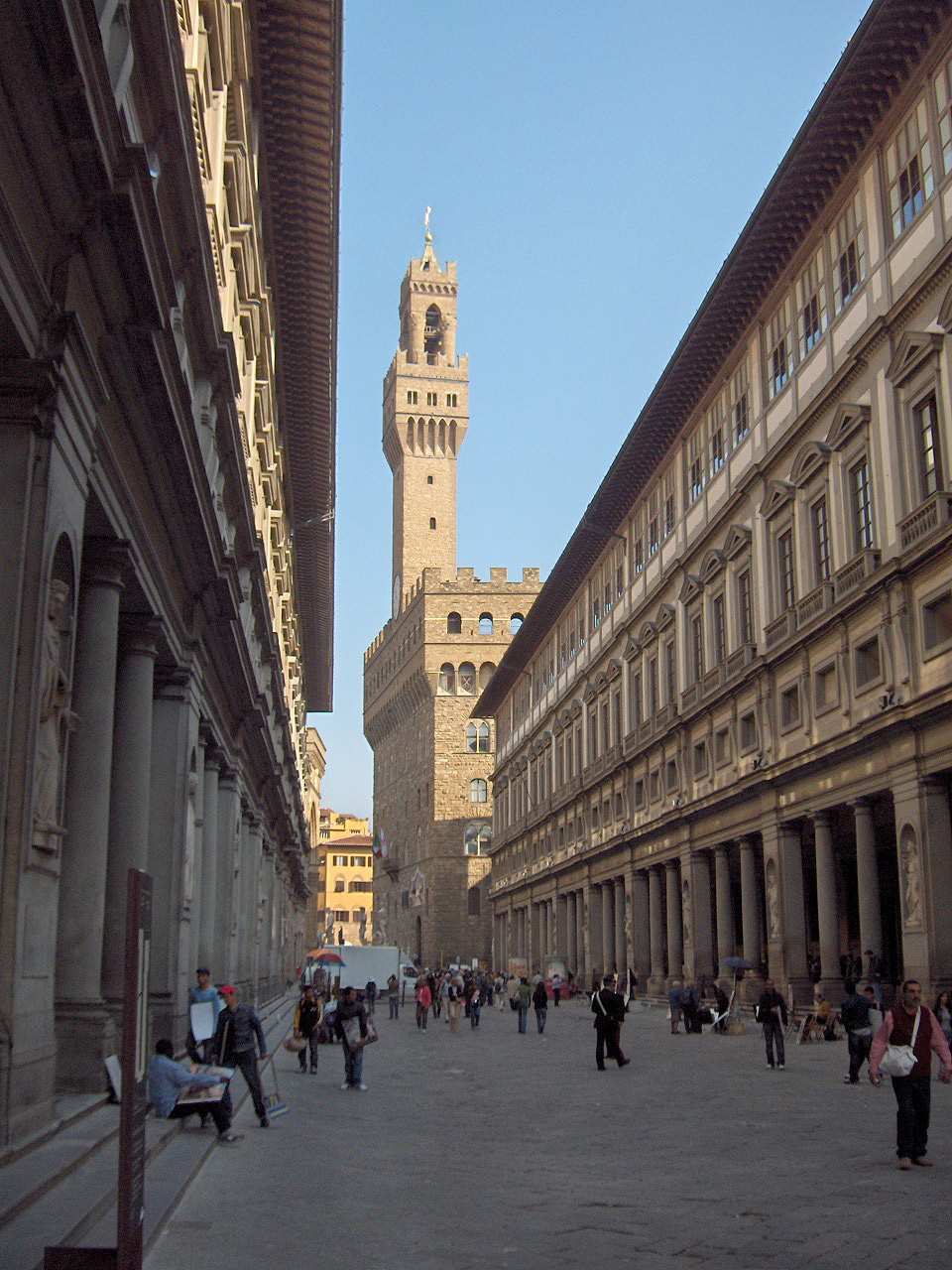
Le Piazzale des Offices avec, au fond, le Palazzo Vecchio.

- le musée national du Bargello (Bargello), considéré comme le deuxième musée de Florence par importance bien que moins connu des touristes que l'Accademia, abrite un grand nombre de sculptures médiévales et de la Renaissance, parmi lesquelles des chefs-d'œuvre de Donatello et de Michel-Ange, et une riche collection d'objets d'art ;
- la galerie de l'Académie (Galleria dell'Accademia) est l'un des musées incontournables de Florence. Il est abrité par l'Académie du dessin de Florence créée en 1562, transférée dans ses bâtiments en 1784 et comporte, depuis 1873, plusieurs œuvres de Michel-Ange, notamment le célèbre David, Les Quatre Prisonniers et la Pietà da Palestrina ; une collection importante des peintures byzantines des peintres florentins. La galerie de l'Académie abrite également le musée des instruments de musique de Florence ;
- la loggia des Lanzi (loge des Lansquenets) qui comprend nombre de statues (originaux ou copies) dont le Persée de Cellini, l'Enlèvement des Sabines et Hercule luttant avec le Centaure Nessus de Giambologna, Le Viol de Polyxène de Pio Fedi ;
- la galerie Palatine est un musée situé au palais Pitti. Construit sur ordre de Ferdinand II de Médicis, il fut décoré par Pierre de Cortone. Il regroupe les œuvres des collections Médicis et Lorraine, soit 500 peintures, parmi lesquelles un ensemble exceptionnel de Raphael. Les œuvres exposées couvrent principalement la période comprise entre les XVIe et XVIIIe siècles ;
- le Trésor des Grands-ducs, ancien musée de l'Argenterie, au sein du palais Pitti ; également connu sous le nom de Trésor des Médicis, ses 27 salles abritent une vaste collection de pièces inestimables d’orfèvrerie, d’argenterie, de camées, de cristaux, d’ivoire et de pierres semi-précieuses, dans des salles souvent décorées de fresques.
- la galerie d'Art moderne, au palais Pitti, présente l'art italien de la fin du XVIIIe siècle jusqu'au début du XXe siècle ;
- le musée du couvent San Marco qui abrite la plus riche collection au monde d’œuvres de Fra Angelico, qui a vécu et travaillé ici, notamment ses fresques dans chacune des cellules des moines et son Annonciation à Marie ;
- le musée de l'Histoire de la science (histoire de la science) : instruments scientifiques (comme une sphère armillaire d'Antonio Santucci, un perspectographe), les collections Médicis et de la dynastie Lorraine, des laboratoires et des expositions thématiques, permanentes et temporaires. Dans une des vitrines consacrées à Galilée, on peut voir la relique momifiée de l'index de Galilée, celui-là même ayant désigné les astres qu'il voyait avec sa lunette astronomique lors de sa première présentation ;
- le musée de l'Œuvre du Duomo (Museo dell'Opera del Duomo) qui contient des sculptures originales des façades du dôme, des maquettes préliminaires et des outillages de sa construction ; les originaux des losanges et hexagones sculptés du Campanile ; les panneaux en bronze doré du Baptistère ;
- le musée du Cénacle de San Salvi (Chiesa di San Michele in San Salvi) ;
- le musée archéologique national et ses collections égyptiennes, grecques, romaines et étrusques (Arringatore, Chimère d'Arezzo, Sarcophage des Amazones…) ;
- le musée de Opificio delle pietre dure, partie de l'Institut de restauration d'œuvres d'art de Florence ;
- le museo delle porcellane, ouvert en 1973 dans le casino del Cavaliere dans les jardins du palais Pitti (27 salles, 2 000 pièces) ;
- le musée d'histoire naturelle de l'université de Florence, l’un des plus grands et des plus importants musées scientifiques italiens, comprenant 9 millions d'objets, divisé en 6 sections :
  - Anthropologie et Ethnologie (21 000 objets),
  - Géologie et Paléontologie (30 000 fossiles et minéraux),
  - musée botanique,
  - musée de la Specola (zoologie),
  - jardin des simples (2,3 ha), jardin botanique fondé en 1545, l'un des plus anciens du monde ;
- le musée de la Mode et du Costume, ouvert en 1983 au palais Pitti (14 salles) ;
- le musée des Carrosses, également dans une aile du palais Pitti.
- le Museo di Firenze com'era ;
- le musée Salvatore-Ferragamo, consacré au travail créatif du styliste italien, se trouve à l'intérieur du palais Spini Feroni, le siège historique de la maison de couture ;
- le musée Stibbert, comprenant une riche collection d'armes et d'armures, et diverses collections léguées à la ville par un riche collectionneur britannique ;
- le musée Horne, abritant une collection d'objets anciens, de manuscrits et de peintures des Trecento et Quattrocento, légués en 1916 à la ville par l'historien d'art et collectionneur anglais Herbert Horne.

#### Musées privés
- Musée Maison de Dante ;
- Musée Galilée ;
- Casa Buonarroti, maison de Michel-Ange.

### Sites archéologiques
- Le Théâtre romain de Florence
- Le Temple d'Isis

### Loggias
Bâtiment ouvert, la loggia accueille beaucoup des activités des Florentins, marchés couverts ou lieux d'exposition ouverts jour et nuit :
- Loggia del Bigallo et son musée ;
- Loggia del Grano ;
- Loggia del Mercato Nuovo et son Porcellino ;
- Loggia Rucellai ;
- Loggia Reale
- Loggia des Lanzi : unique musée en plein air avec ses statues, de Cellini, Giambologna, Pio Fedi, Flaminio Vacca… ;
- Loggia dei Servi di Maria ;
- Loggia dei Tessitori ;
- Loggia del Pesce, démonté à la fin du XIXe siècle, puis remonté à son nouvel emplacement en 1956 ;
- Le Mercato Centrale, marché couvert du XIXe siècle ;
- Marché de Sant'Ambrogio, marché couvert métallique du XIXe siècle.

### Fontaines
- Fontana del Bacchino, au jardin de Boboli ;
- Fontana del Carciofo ;
- Fontaine de Neptune de Bartolomeo Ammannati, sur la Piazza della Signoria ;
- Fontana dell'Oceano, au jardin de Boboli ;
- Fontana del Porcellino
- Fontaine de l'Éperon.

### Places

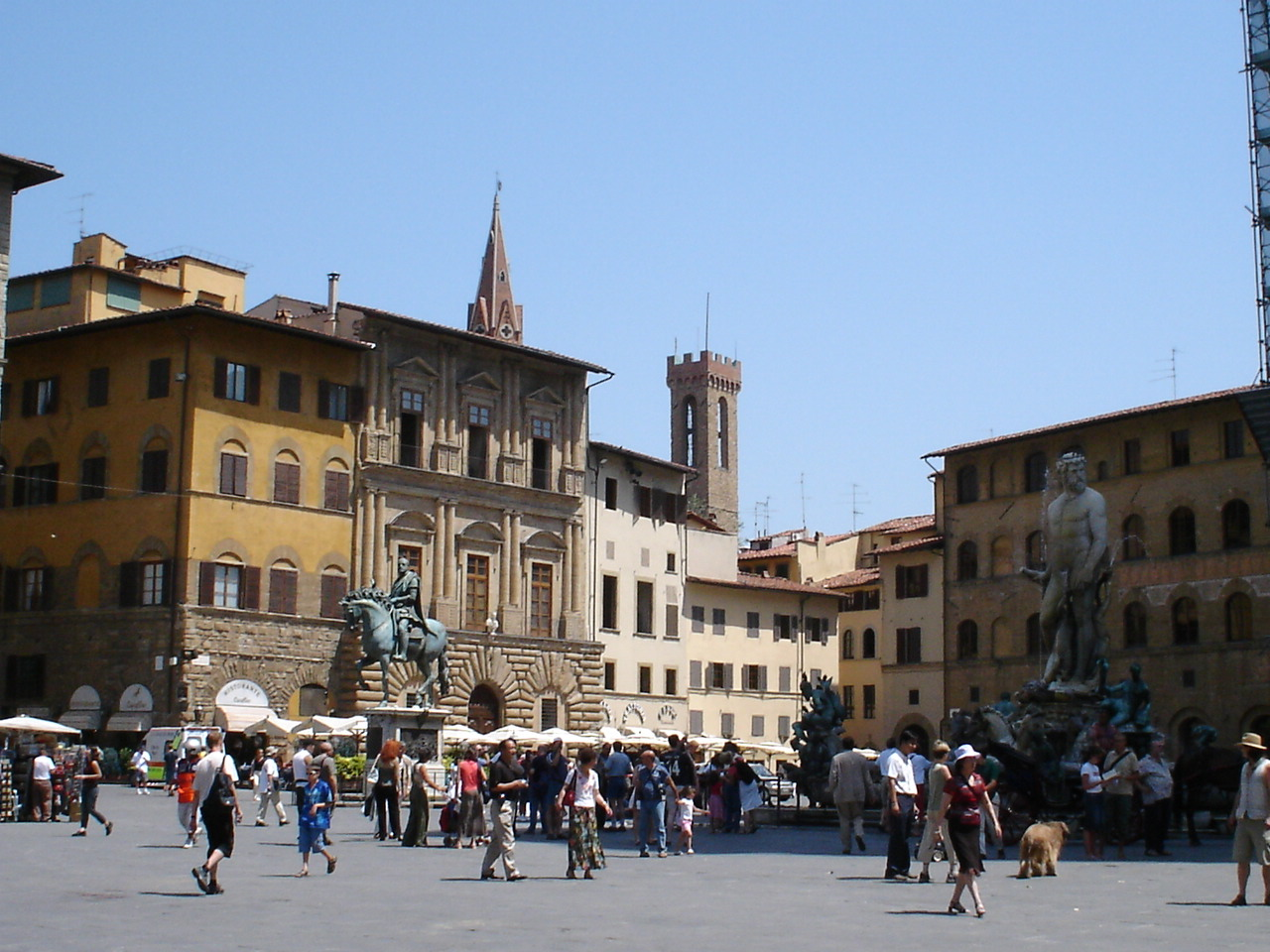
Piazza della Signoria.

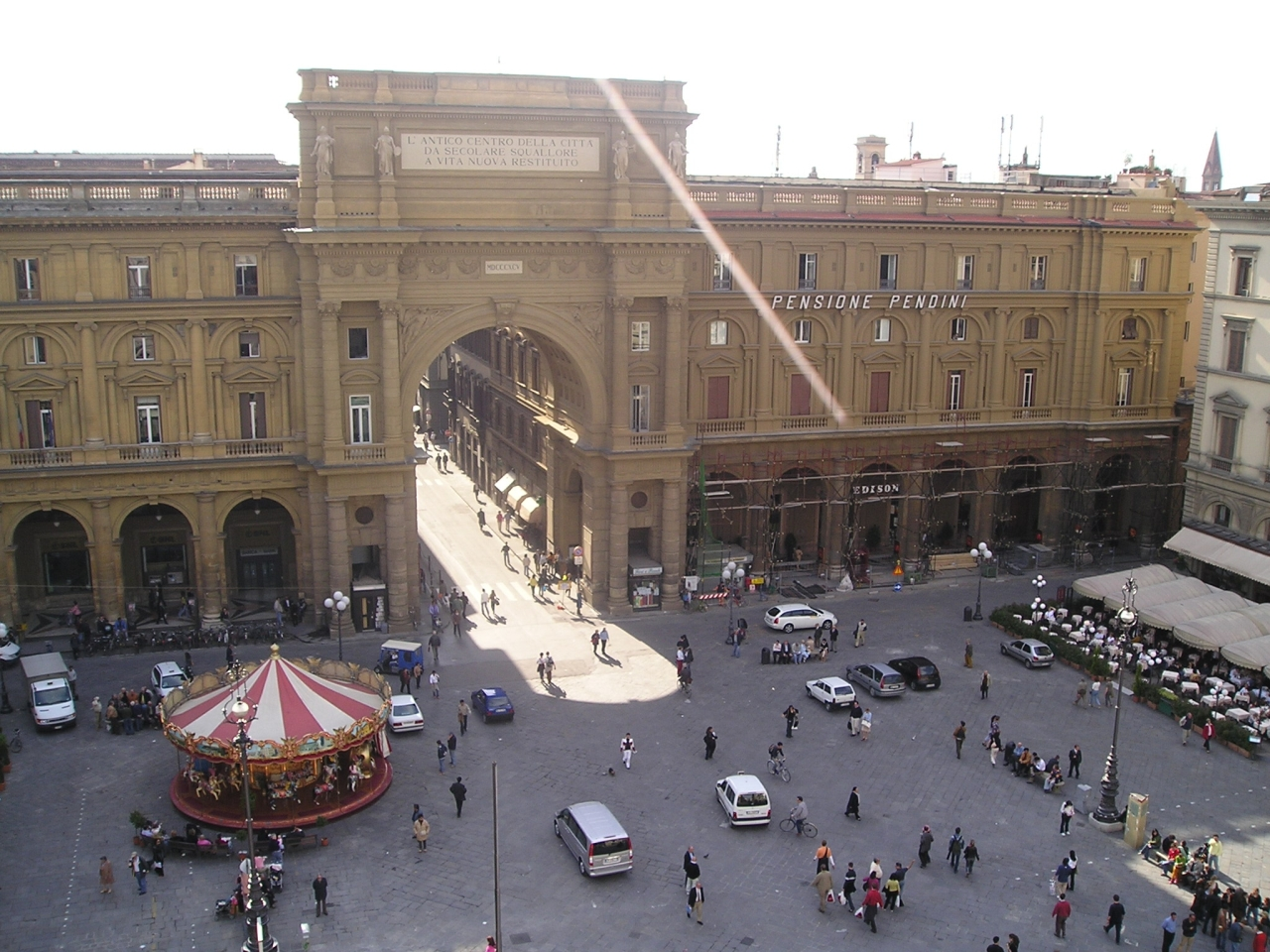
Piazza della Repubblica.

- Piazza della Signoria, l'historique place centrale de la ville
- Piazza del Carmine ;
- Piazza San Giovanni ;
- Piazza Santa Croce ;
- Piazza del Duomo, la célèbre place de la cathédrale
- Piazza di Castello ;
- Piazzale Michelangelo, belvédère offrant un panorama extraordinaire sur la ville
- Piazza Ognissanti ;
- Piazza della Passera ;
- Piazza della Repubblica : un dégagement obtenu au XIXe siècle après la destruction du Mercato Vecchio et du ghetto pendant le Risanamento ;
- Piazza San Felice in Piazza ;
- Piazza San Firenze ;
- Piazza San Marco ;
- Piazza San Lorenzo ;
- Piazza Santa Maria Novella ;
- Piazza della Santissima Annunziata ;
- Piazza Santo Spirito ;
- Piazza Santa Trinita ;
- Piazzale des Offices : une petite place, le passage à travers le cortile des Offices, une galerie des grands hommes toscans et leurs statues ;
- Piazza della Liberta : en son centre, l'Arc de Triomphe des Lorraine du XVIIIe siècle.
- Piazza Oberdan : place ornée du buste de Guglielmo Oberdan par Ugo Cipriani.

### Architecture militaire
- La forteresse de Basso ;
- le fort Belvedere ;
- les fortifications entourant la ville, les fortifications de Florence (ce qu'il en reste depuis le réaménagement urbanistique de la ville au XIXe siècle, le Risanamento) ;
- les portes d'entrée dans la ville du temps de l'intégrité des fortifications, dont certaines restent de vraies portes telles la Porta Romana et la Porta San Giorgio ; d'autres sont devenues des monuments au centre des places récentes le long des boulevards périphériques (Viali di Circonvallazione) comme la porte San Gallo sur la Piazza della Libertà, la porte San Niccolò sur la Piazza Giuseppe Poggi, la Porta alla Croce sur la Piazza Cesare Beccaria, etc. ;
- la caserne Antonio Baldissera.

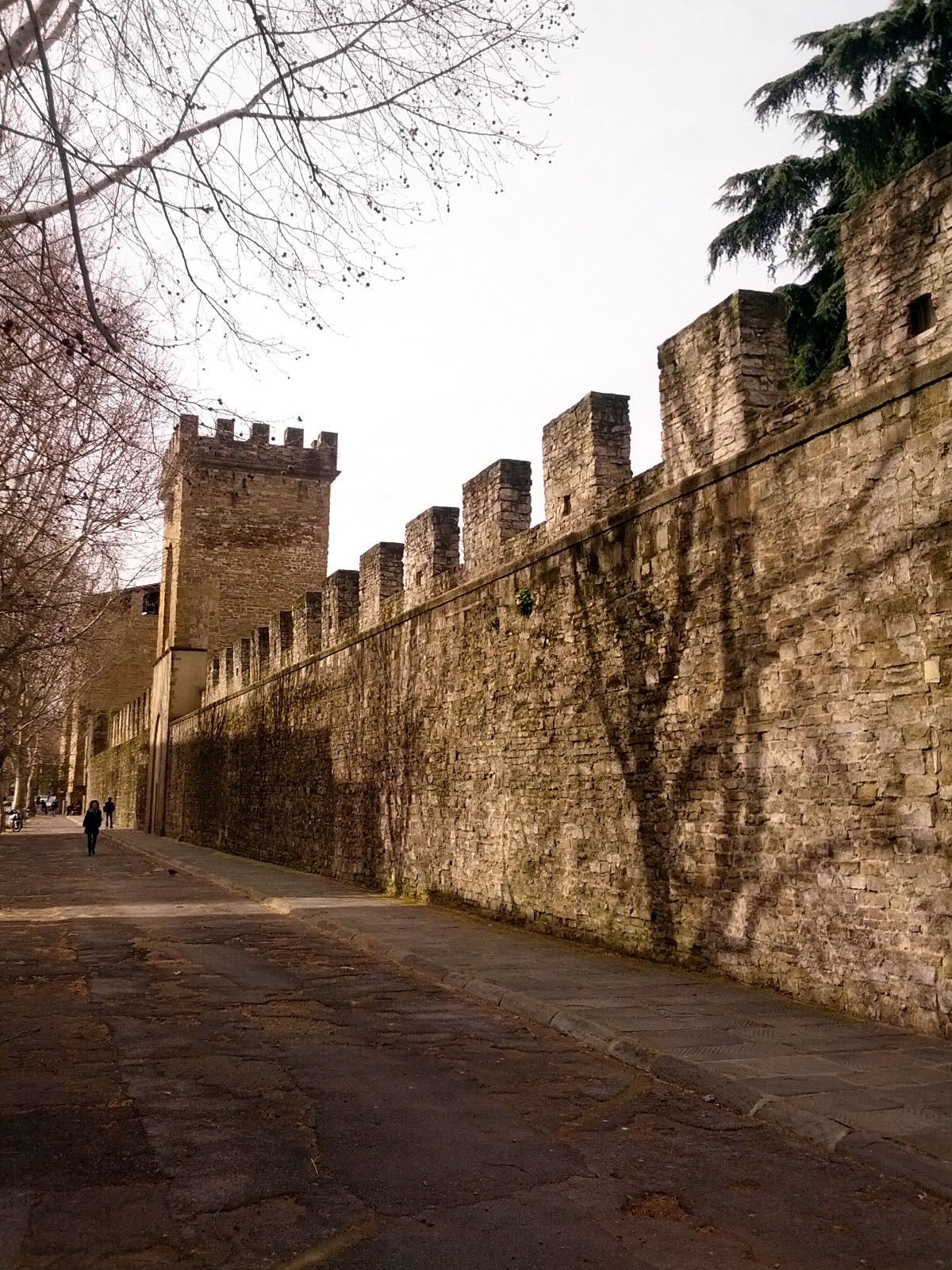
Murs de Florence.
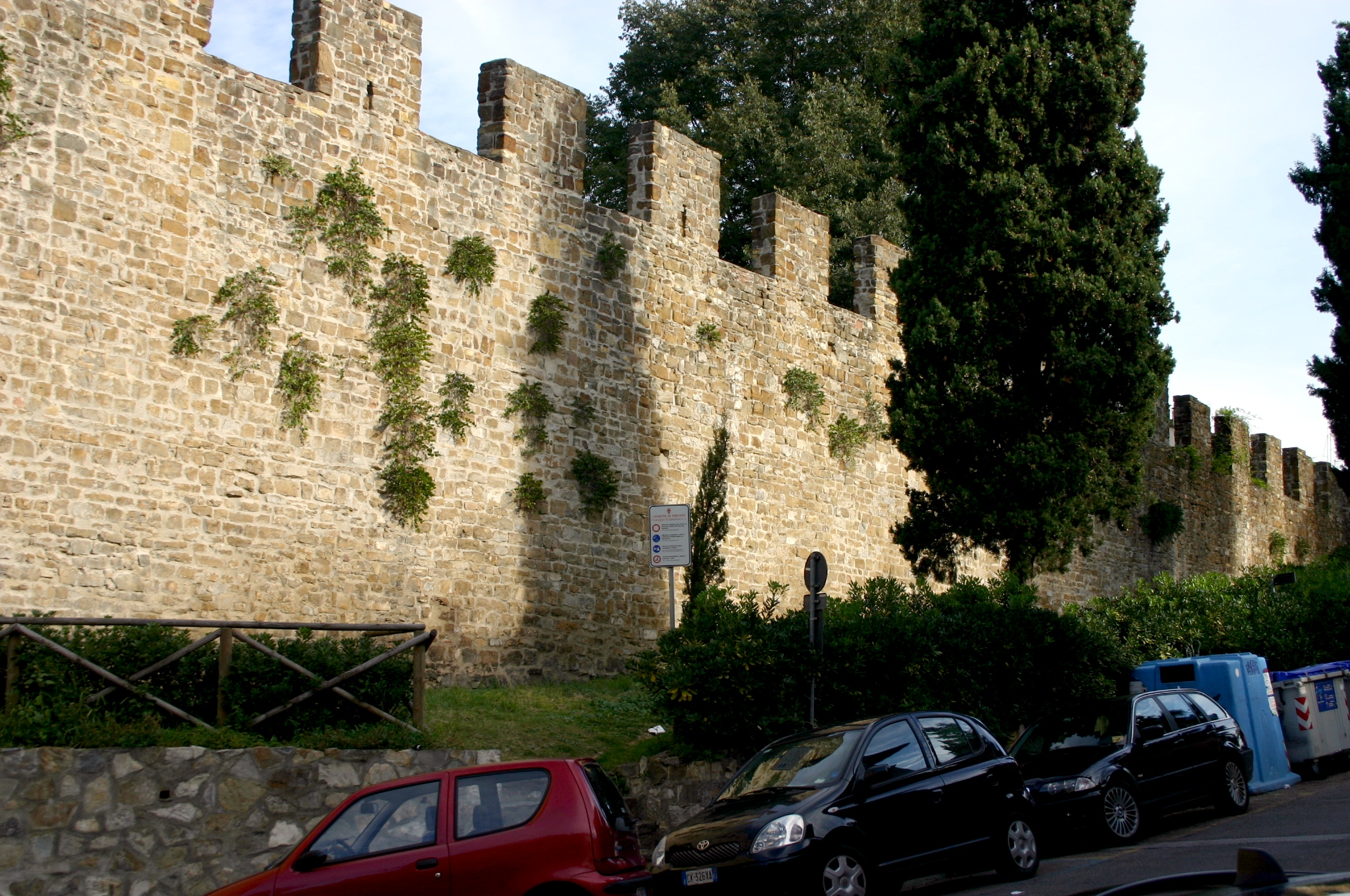
Porta San Miniato.
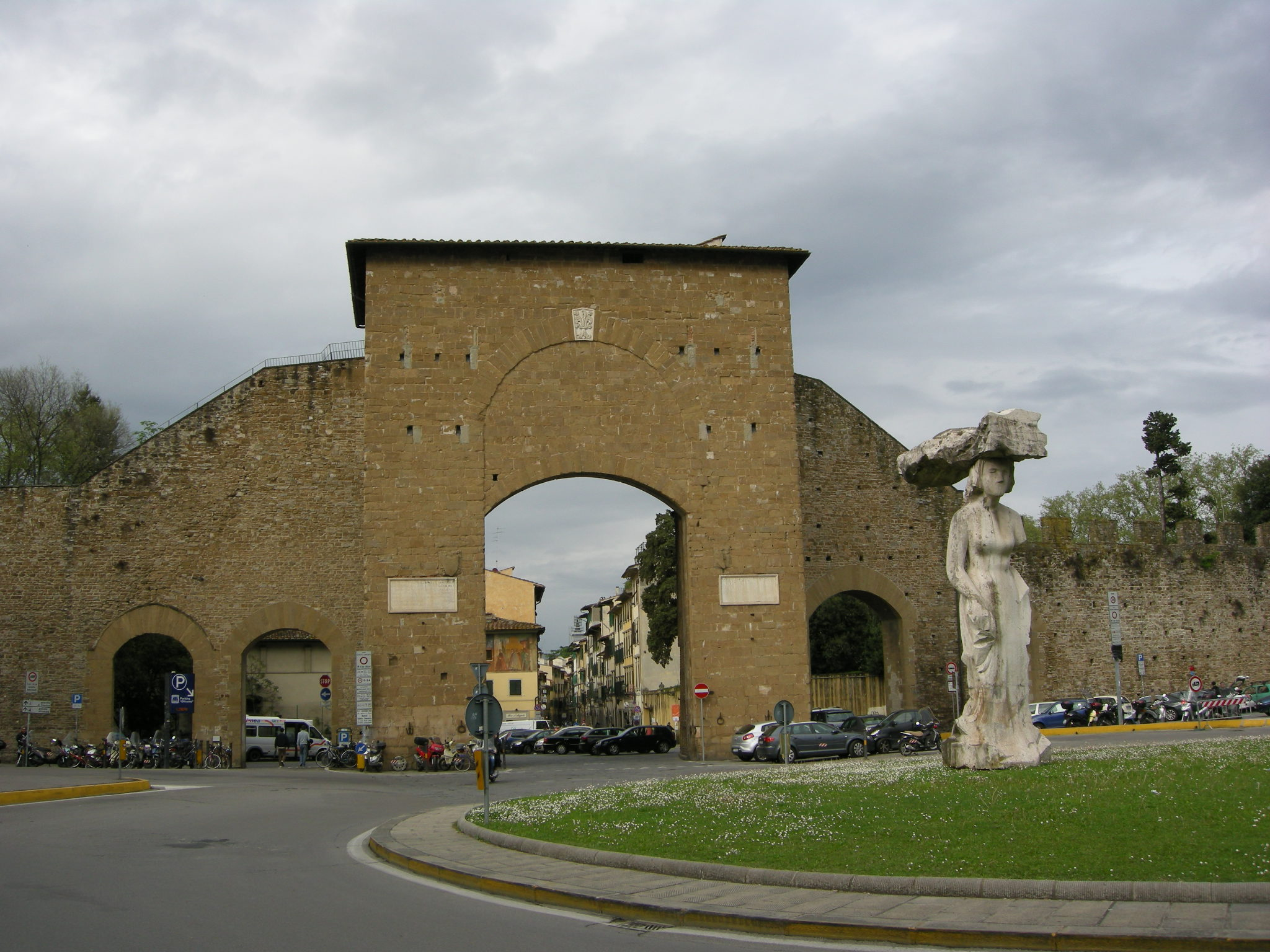
Porta Romana.
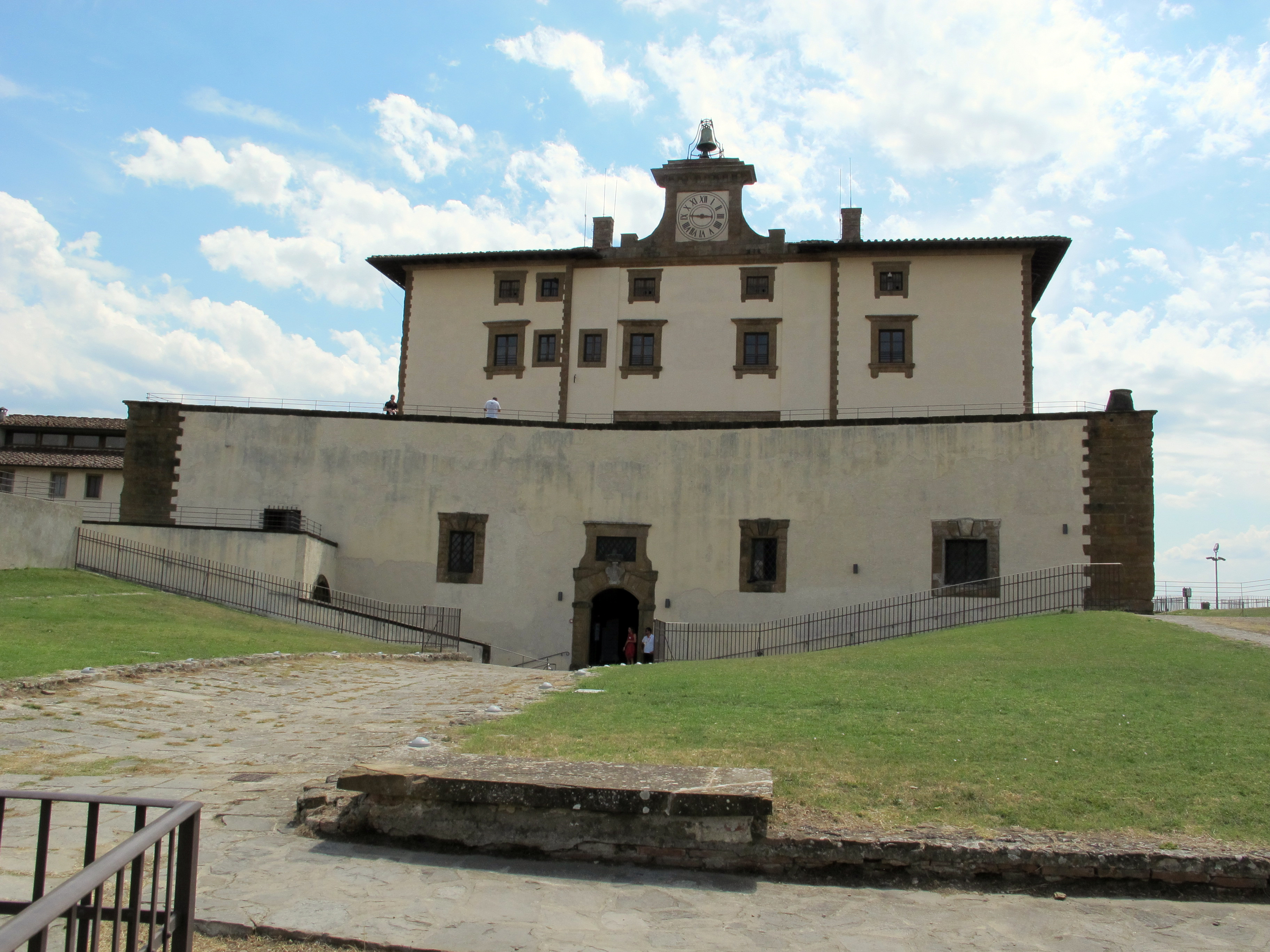
Fort Belvedere.
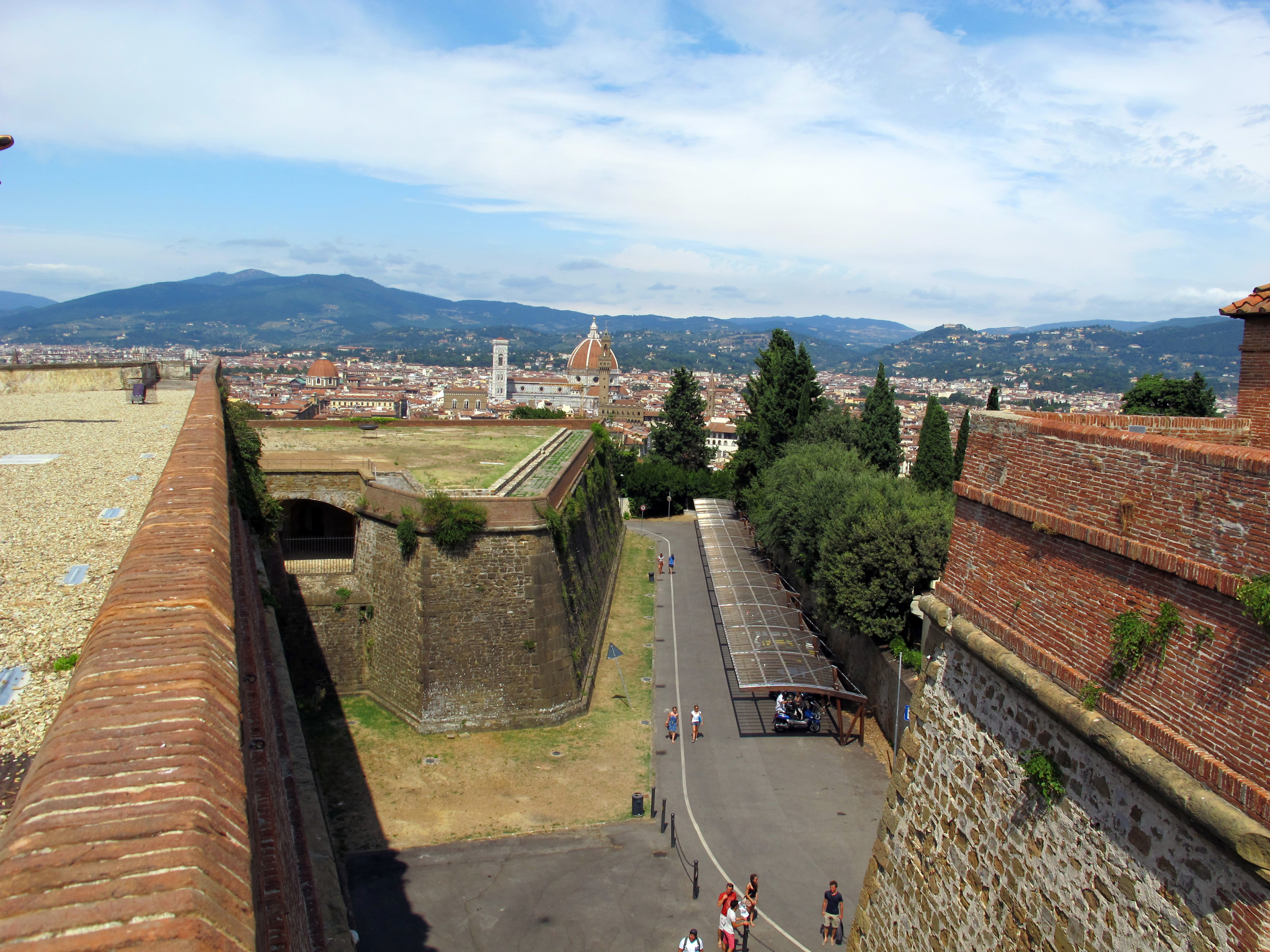
Bastions du Fort Belvedere.
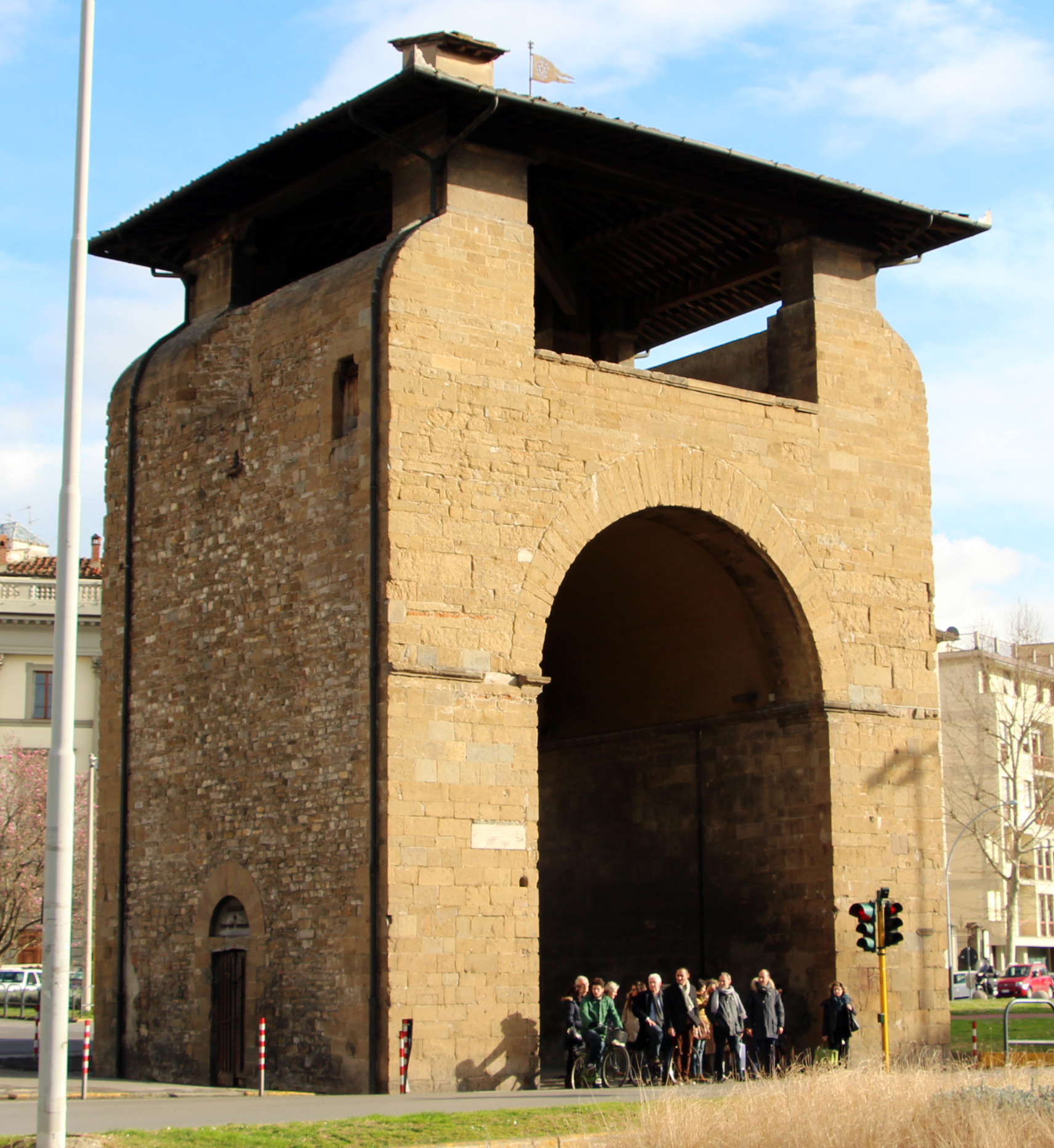
Porta alla Croce.

### Maisons tours

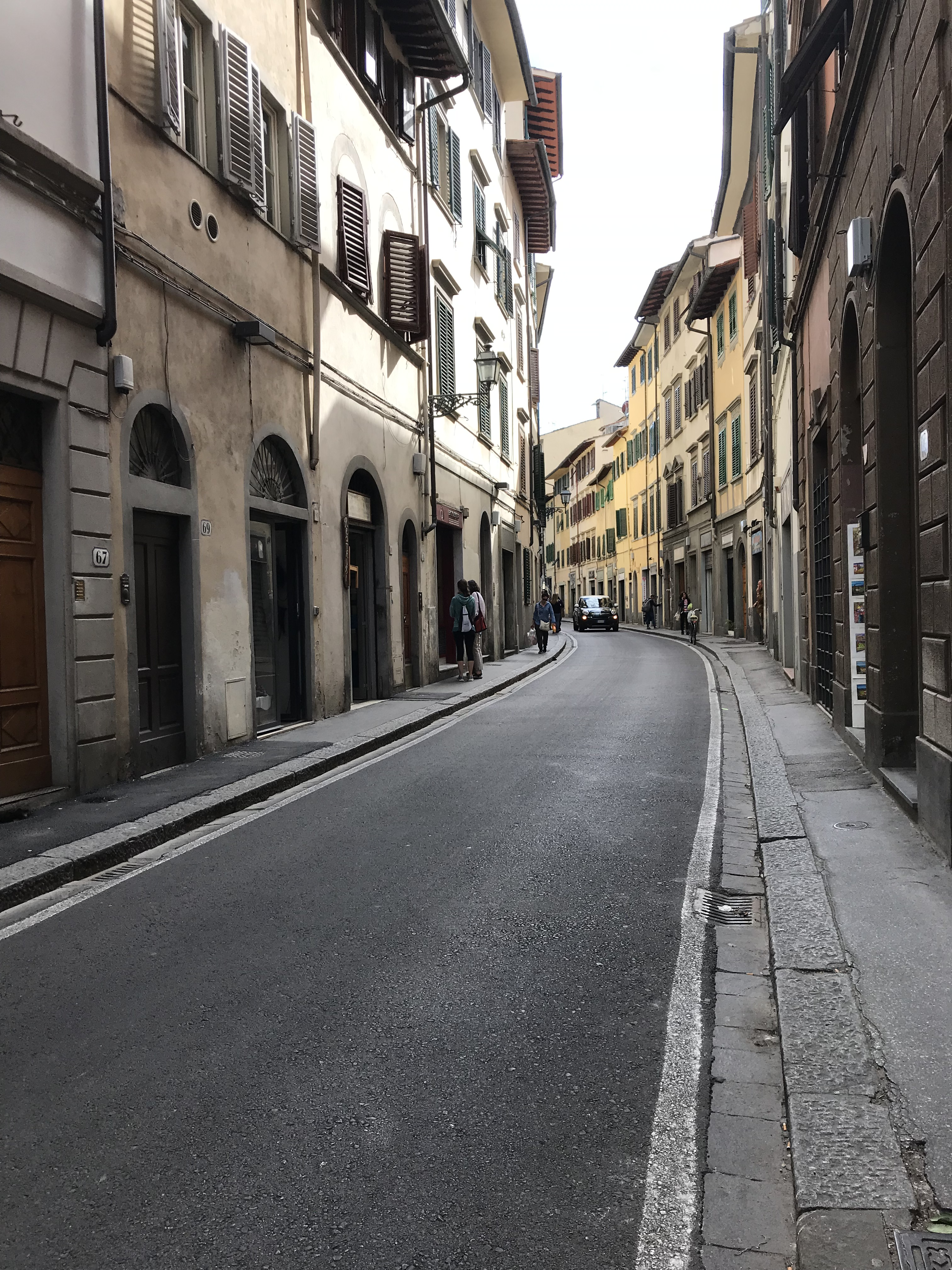
Rue typique de Florence.

- Vingt-deux tours dans le quartier romain dont les Torre degli Adimari, tour des Amidei, tour des Baldovinetti, tour des Buondelmonti, Torre della Castagna, Torre dei Ciacchi, etc. ;
- six tours dans le quartier de Santa Croce : tour des Alberti, Torre dei Bagnesi, Torri di Corso Donati, Torre dei Filipetri, Torre dei Pazzi di Valdarno, Torri dei Peruzzi ;
- dix tours dans l'Oltrarno : Torre del Gallo, Torre degli Angiolieri, Torri dei Barbadori, tour des Belfredelli, Torre dei Lanfredini, tour Mannelli, Torre dei Marsili, Torre dei Ramaglianti, Torre dei Rossi-Cerchi, Torre degli Ubriachi.

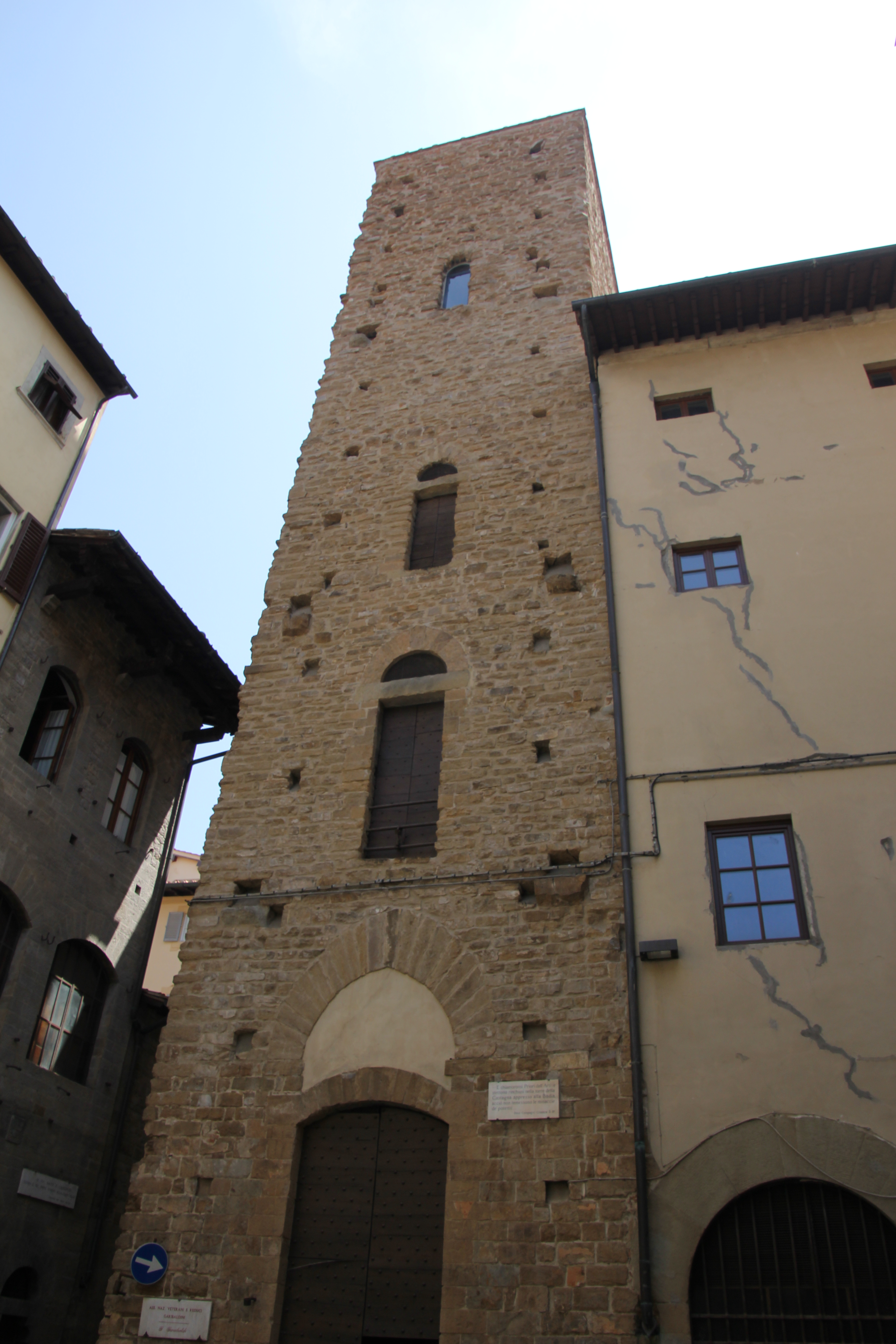
Torre della Castagna.
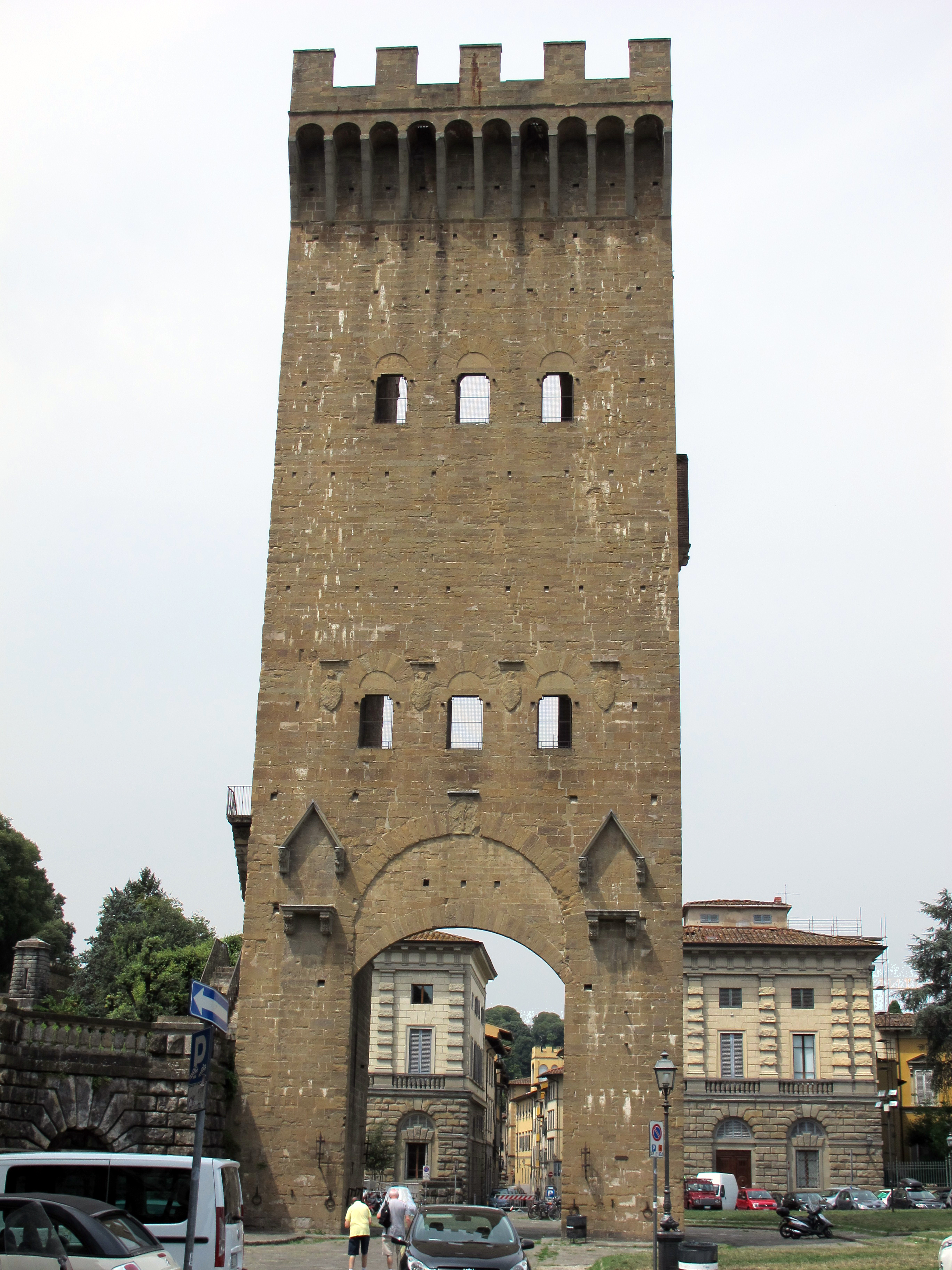
Torre di San Niccolo.
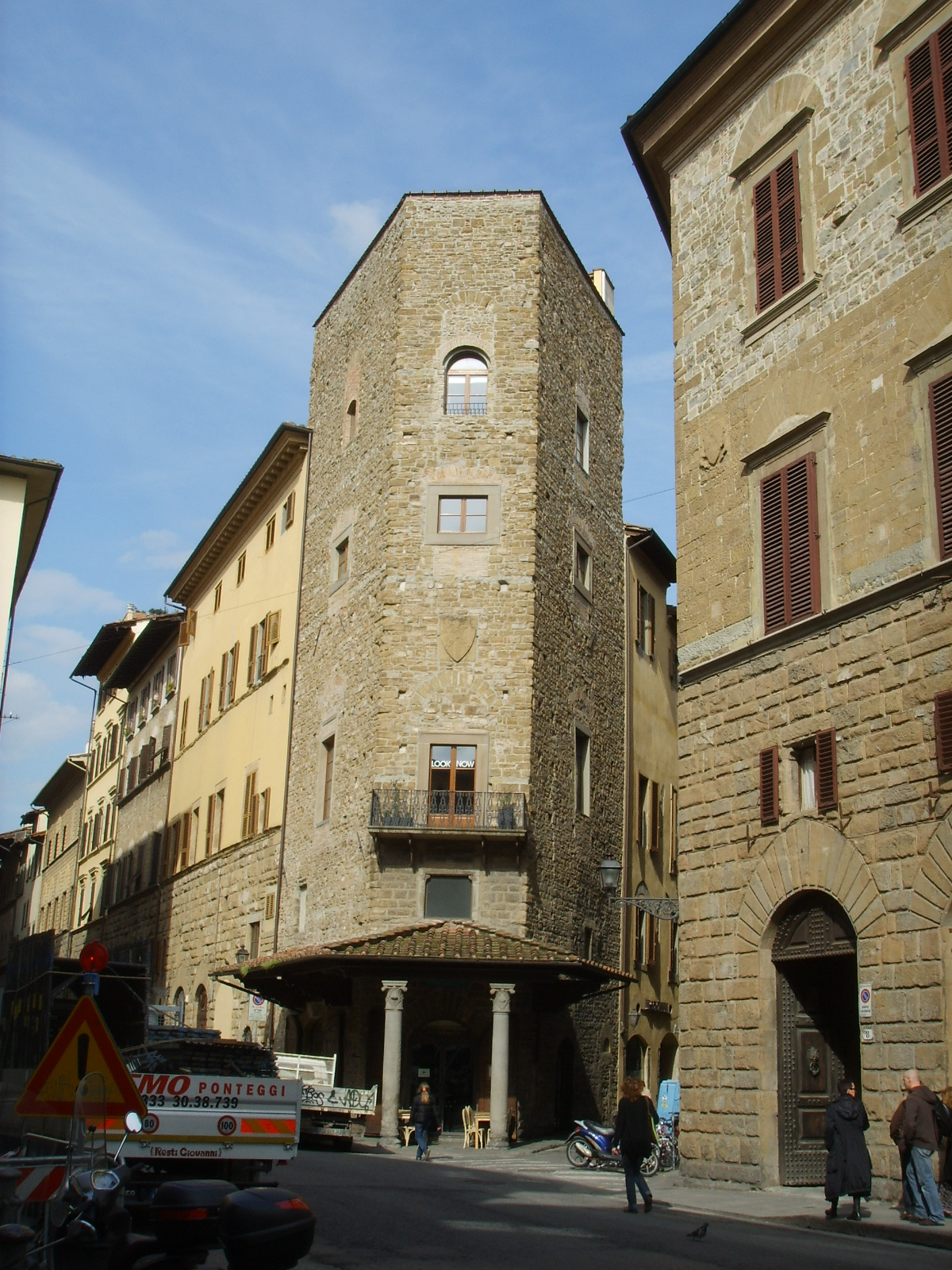
Torre degli Alberti.
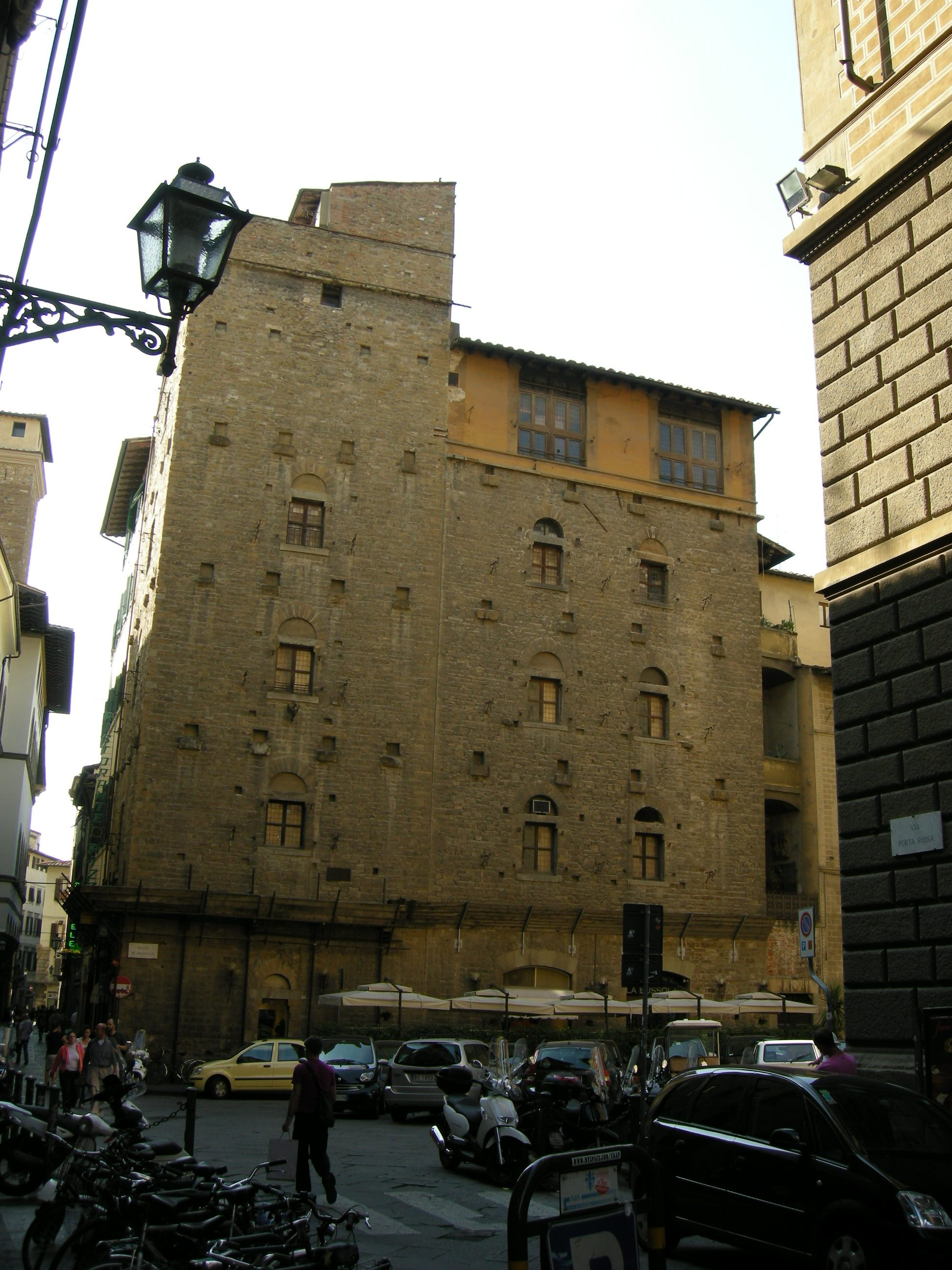
Torre dei Foresi.

### Villas médicéennes
- Villa Medicea La Petraia ;
- Villa di Poggio Imperiale ;
- Villa Medicea di Careggi ;
- Villa Medicea di Castello ;
- Villa della Topaia ;
- Villa di Marignolle.
- Villa Medicea di Lilliano

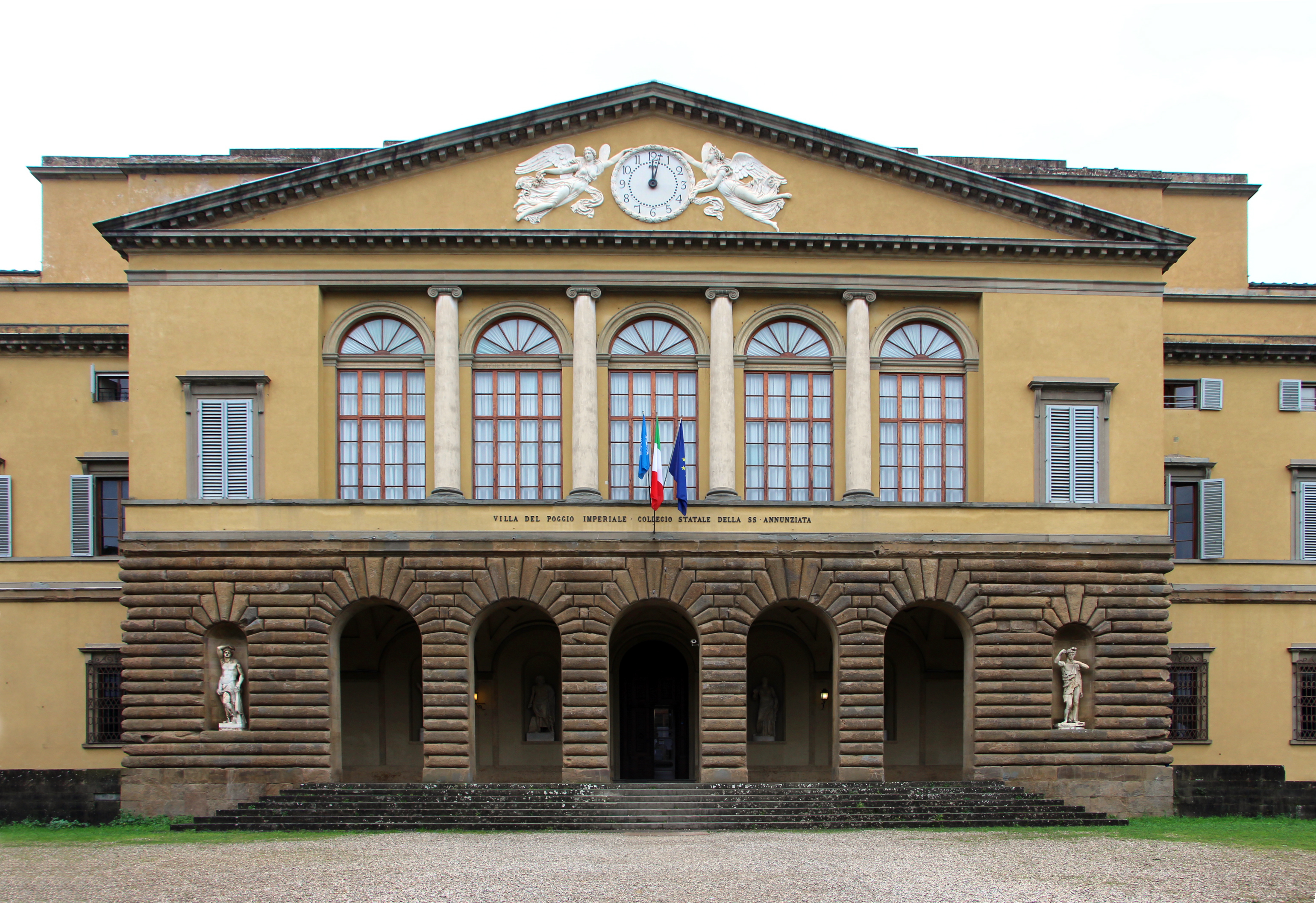
Villa di Poggio Imperiale.
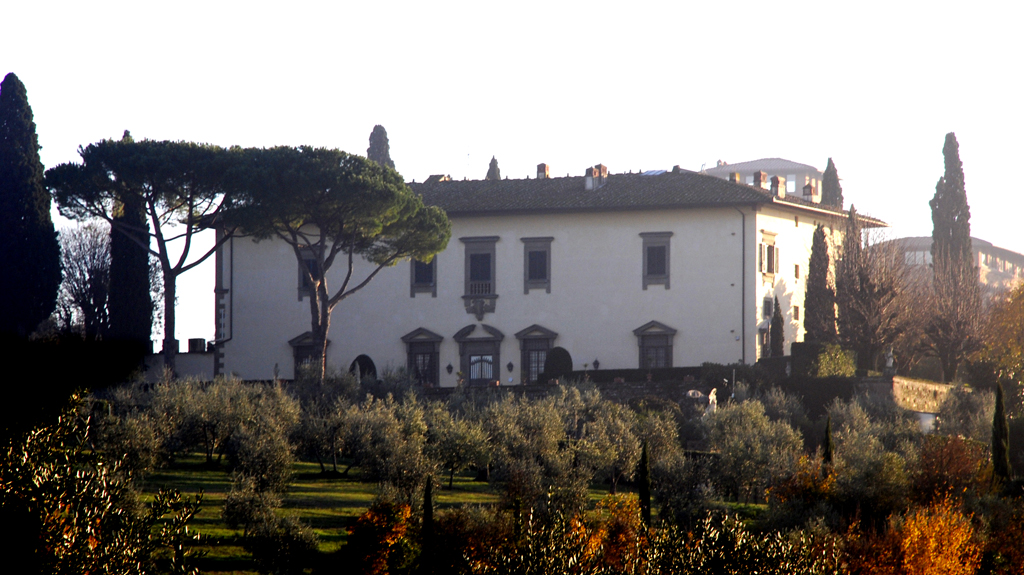
Villa di Marignole.
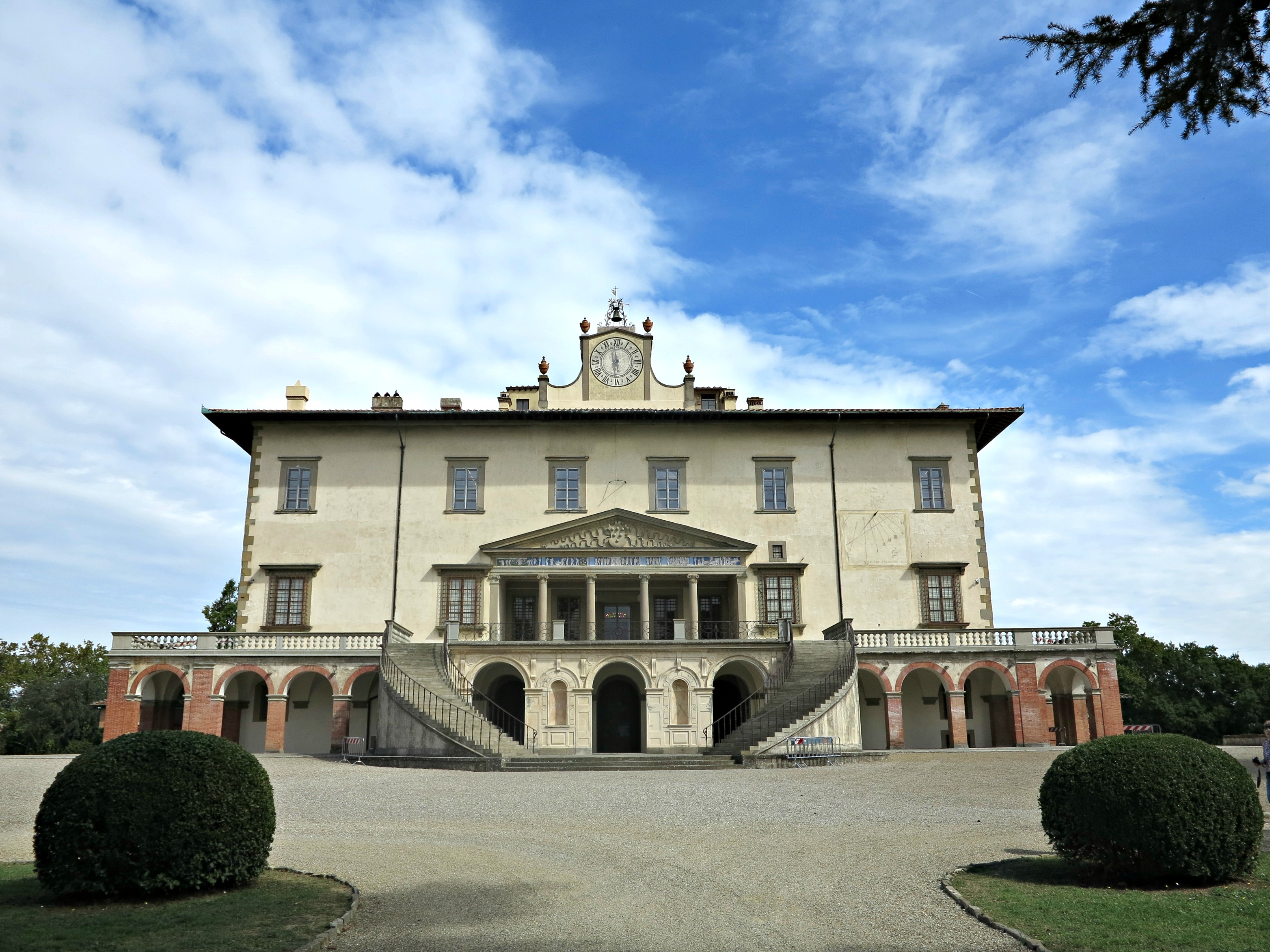
Villa di Poggio Imperiale.
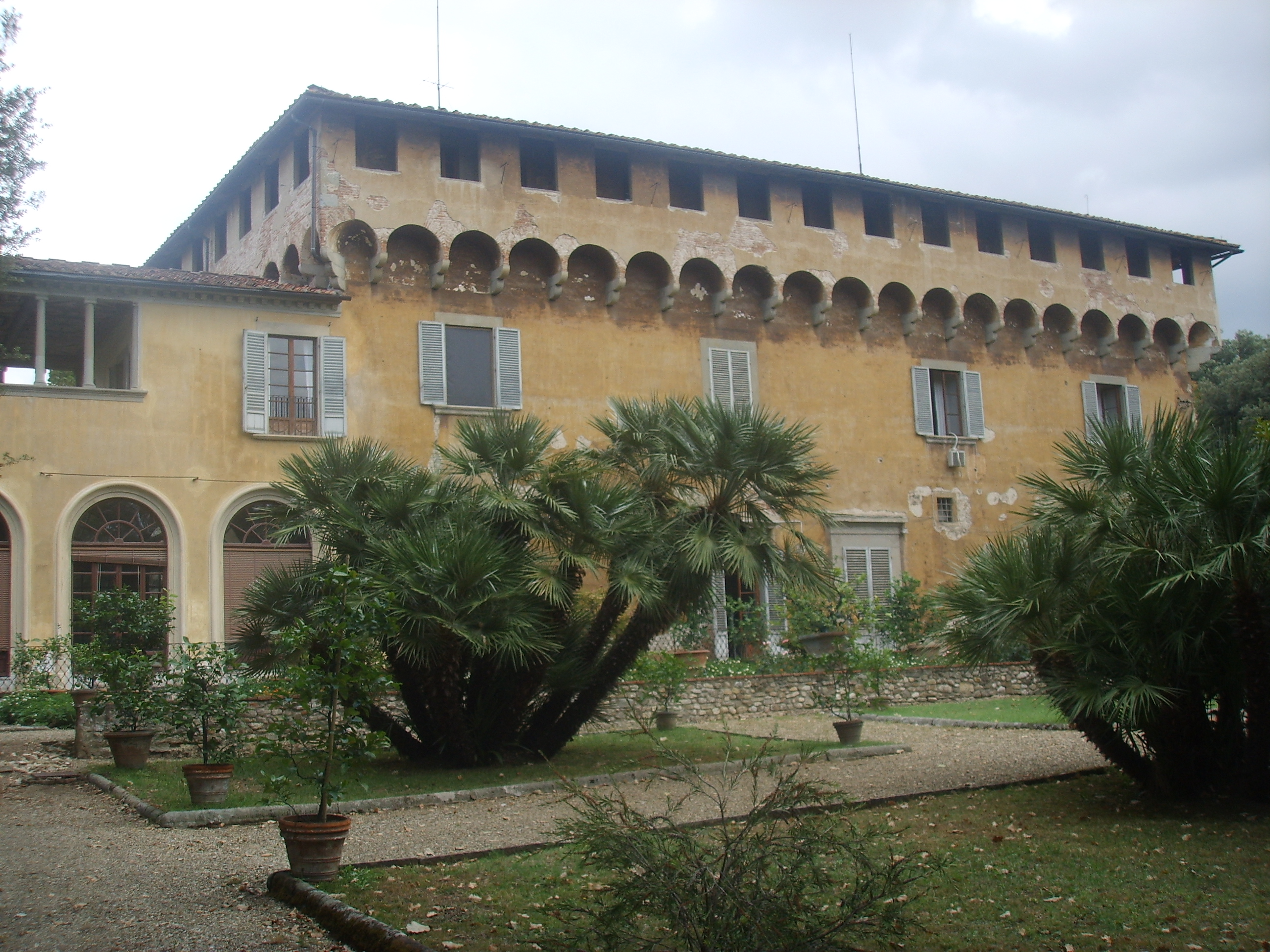
Villa di Careggi.
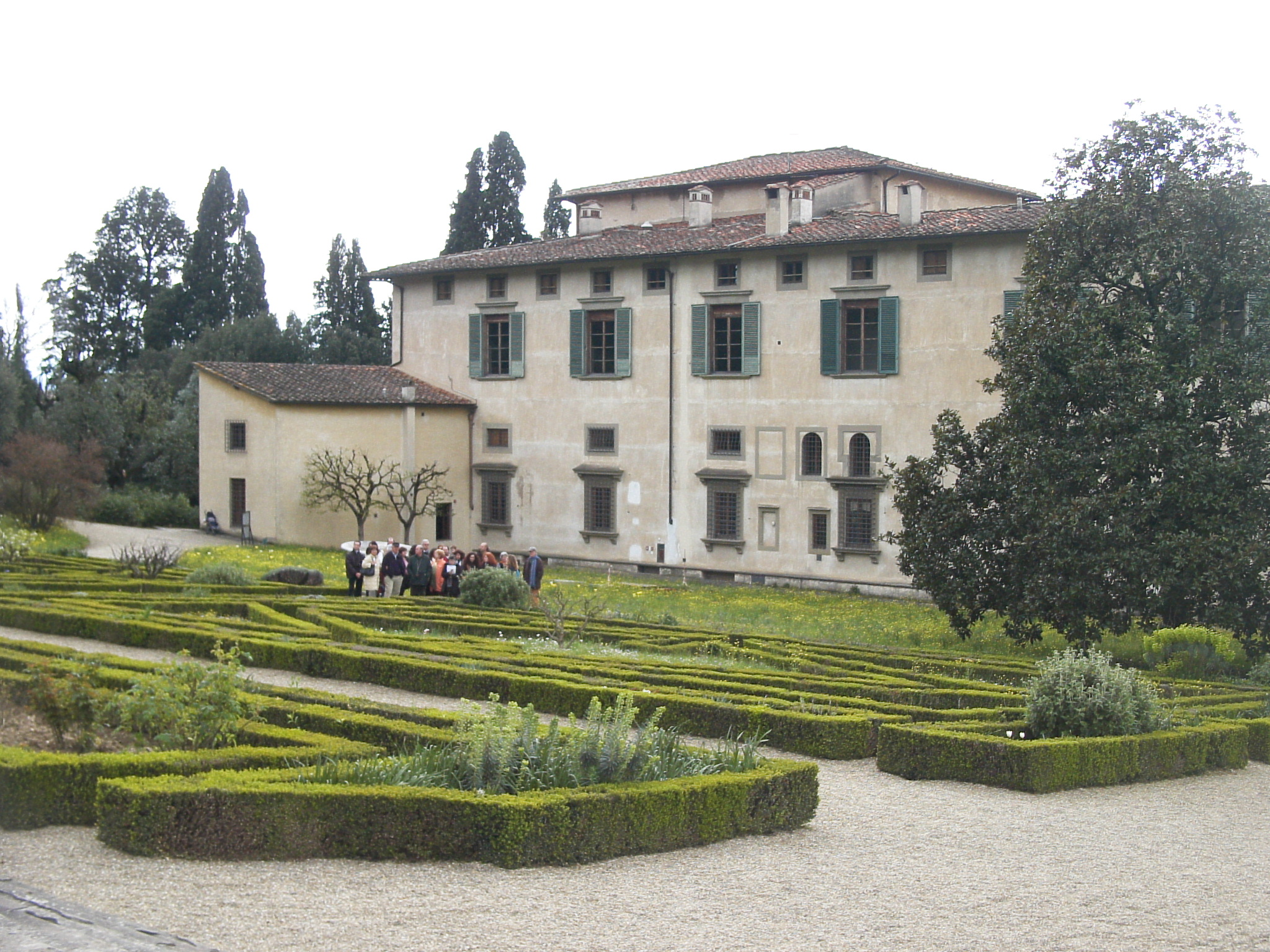
Villa di Castello.

### Autres villas
- Villa San Donato ;
- Villa di Pratolino ;
- Villa Gamberaia ;
- Villa Bardini ;
- Villa La Quiete ;
- Villa Corsini ;
- Villa La Pietra ;
- Villa Favard ;
- Villa Fabbricotti ;
- Villa Il Ventoglio ;
- Villa Strozzial Boschetto.

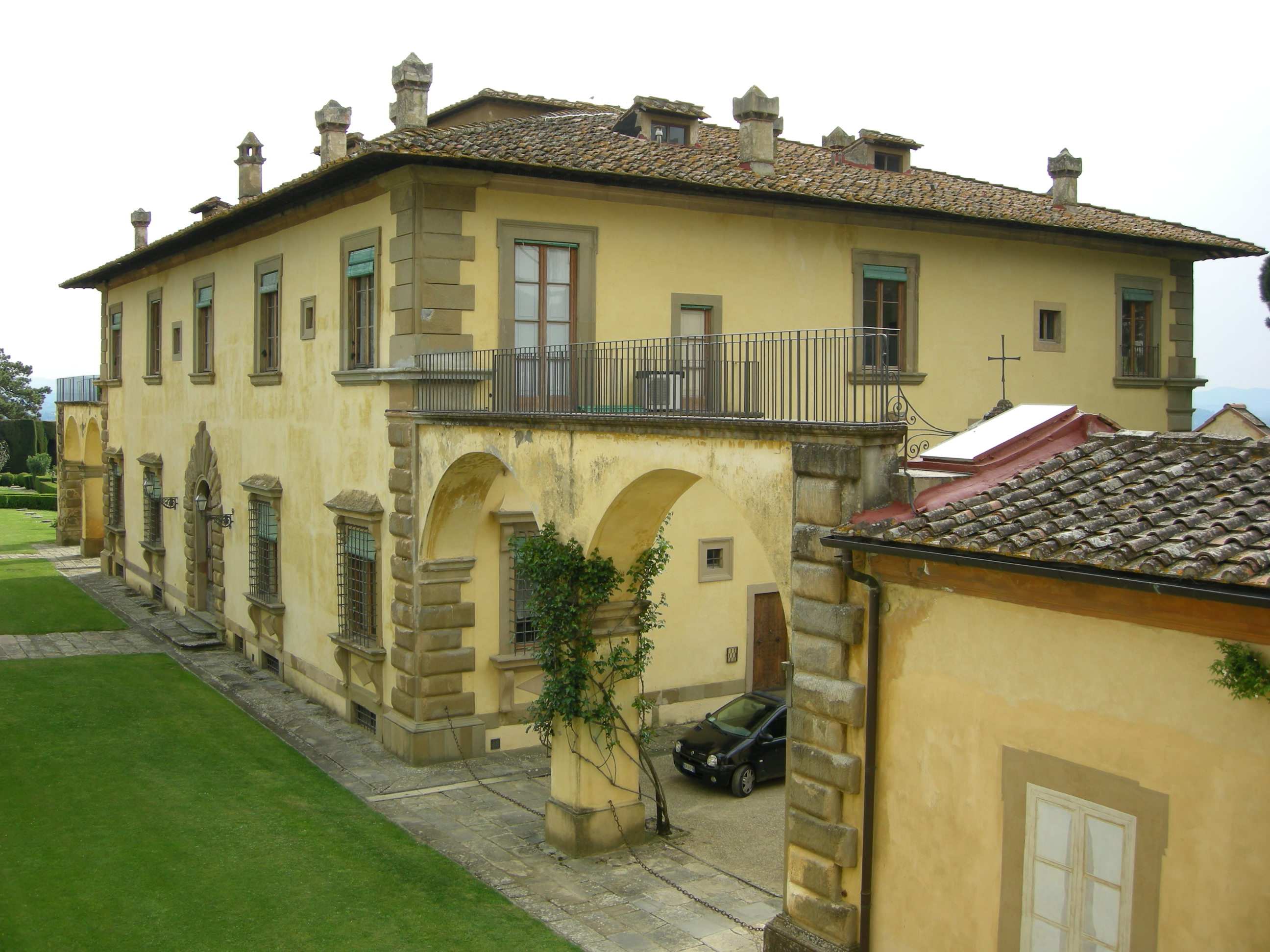
Villa Gamberaia.
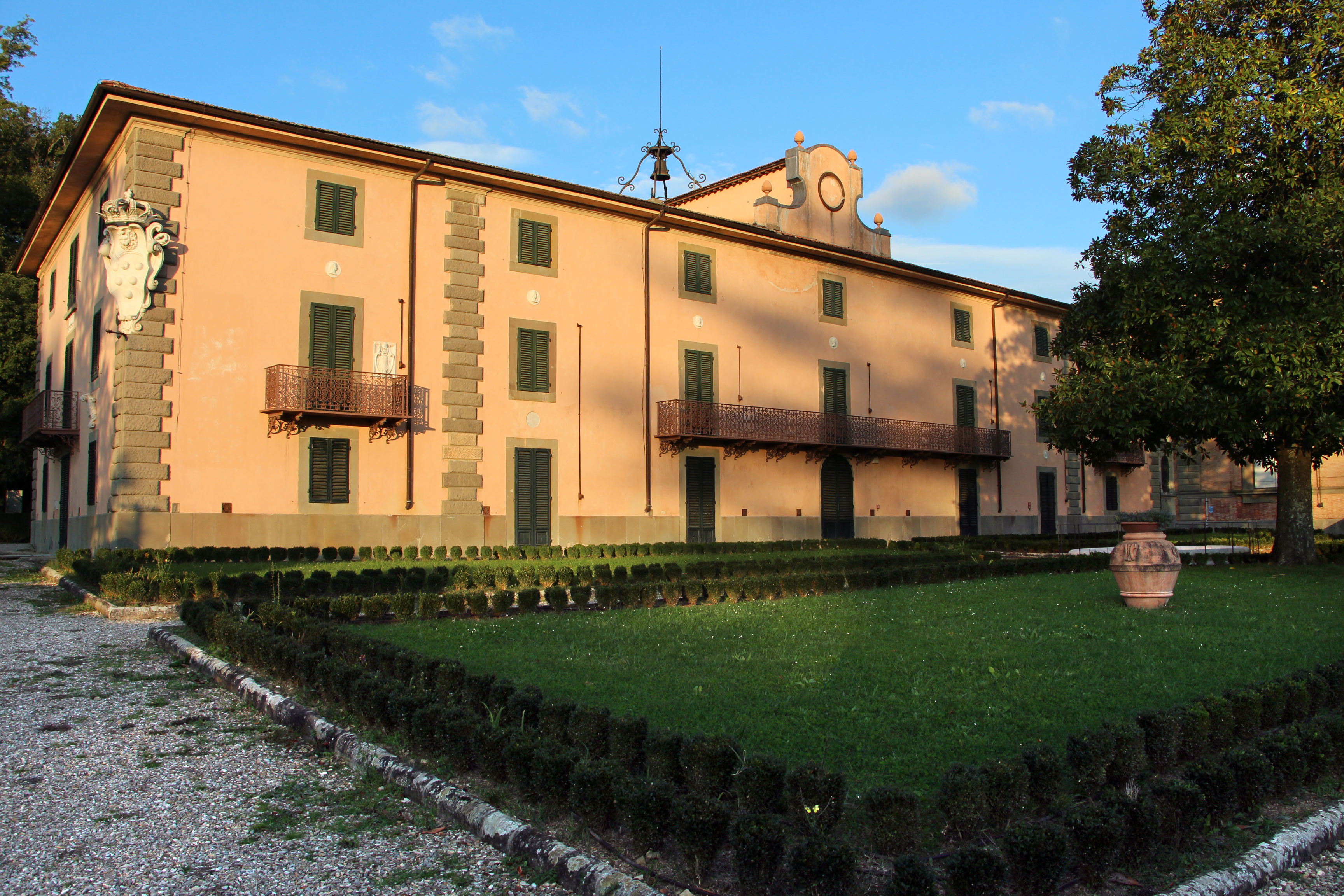
Villa Demidoff.
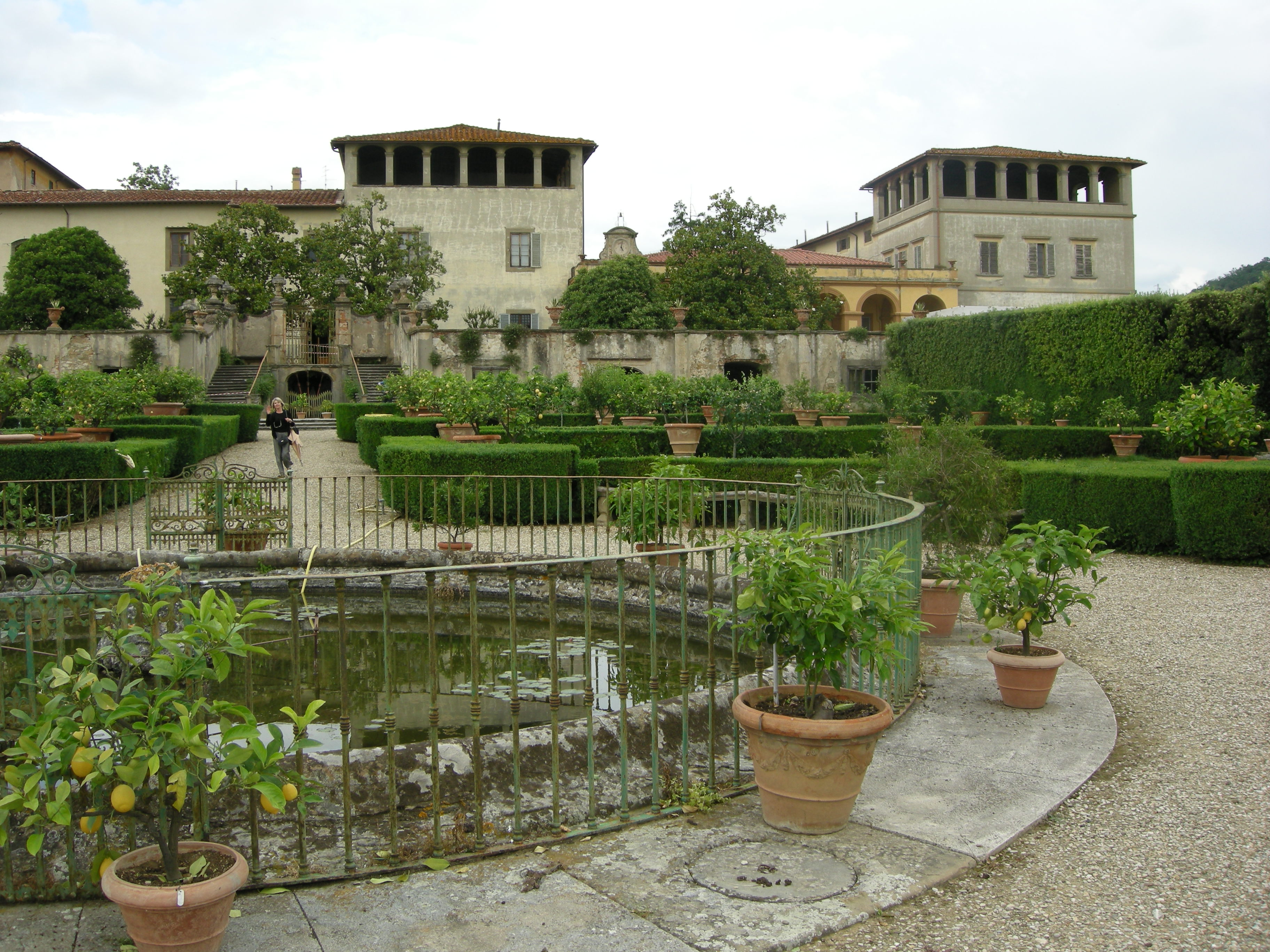
Villa La Quiete.
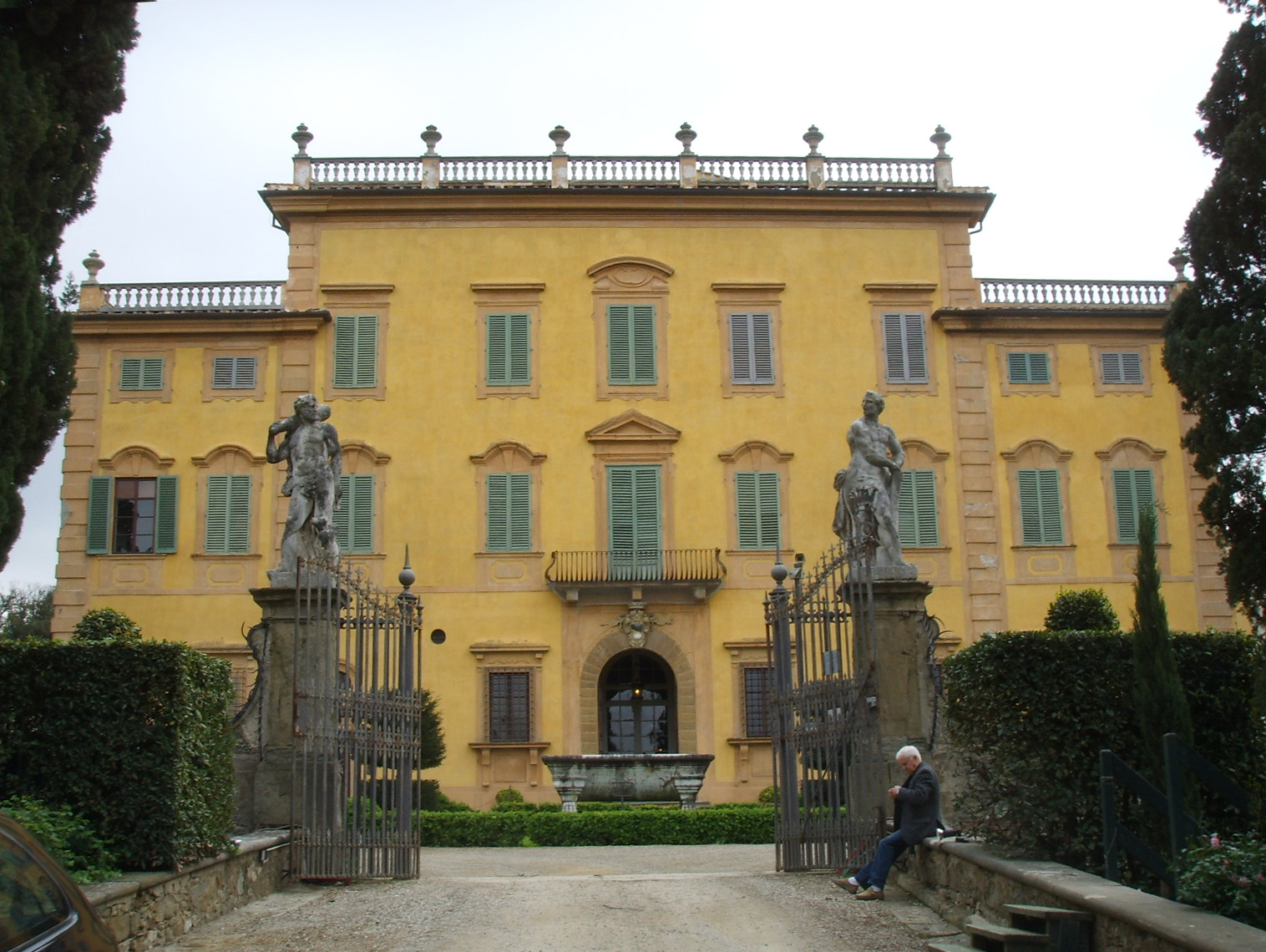
Villa La Pietra.
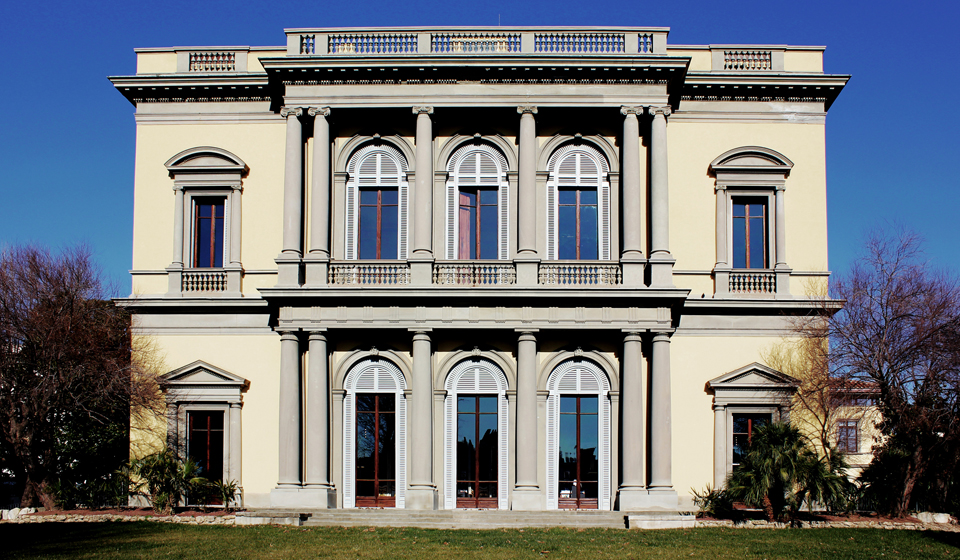
Villa Favard.

### Théâtres historiques
- L'ancien Teatro Comunale, l'opéra de Florence (1862, 2 000 places) ;
- Teatro alla Pergola (1656) ;
- Teatro Nicolini (1648) ;
- Teatro Goldoni (1807) ;
- Teatro Verdi (1854).

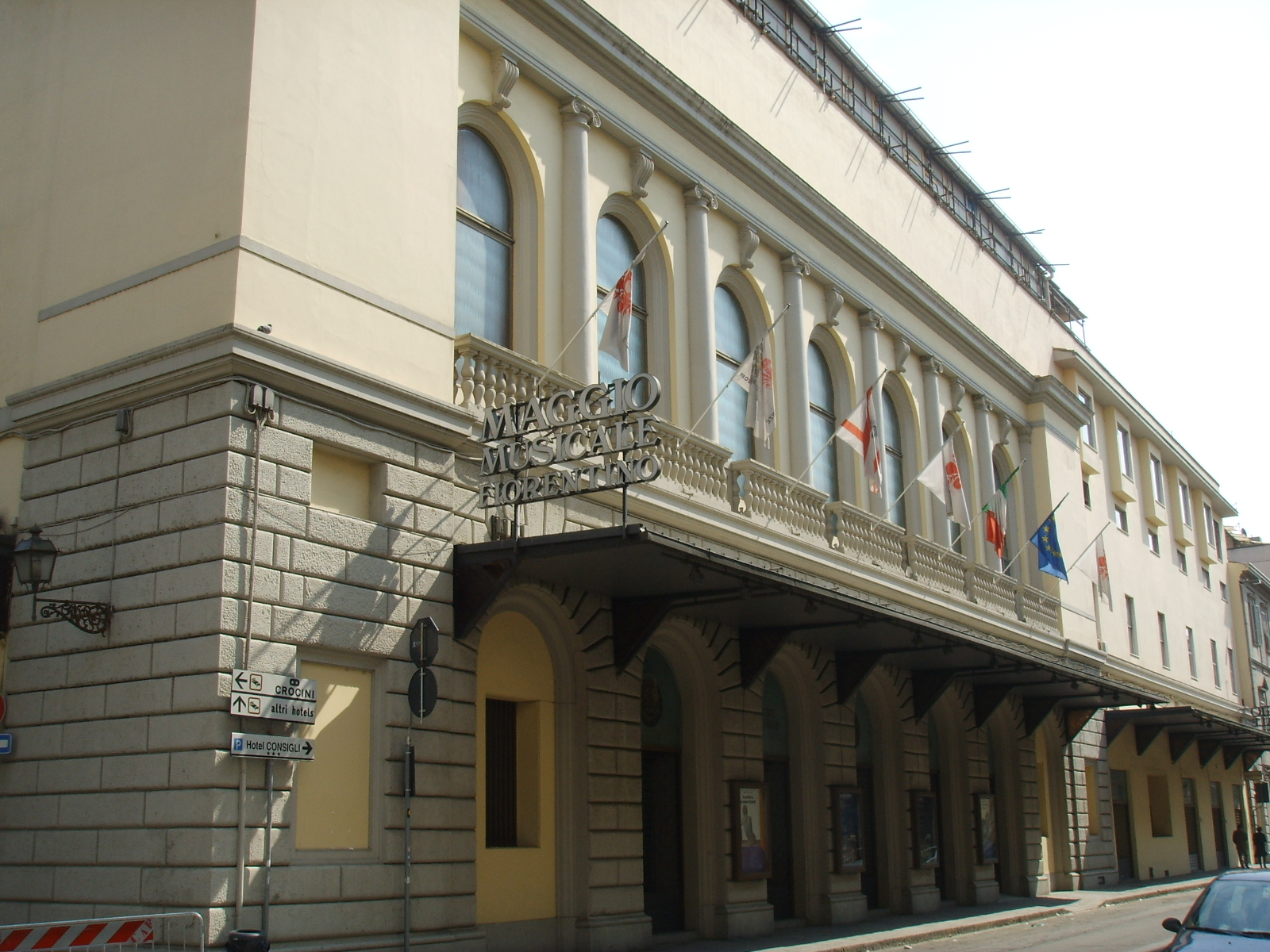
Teatro Comunale.
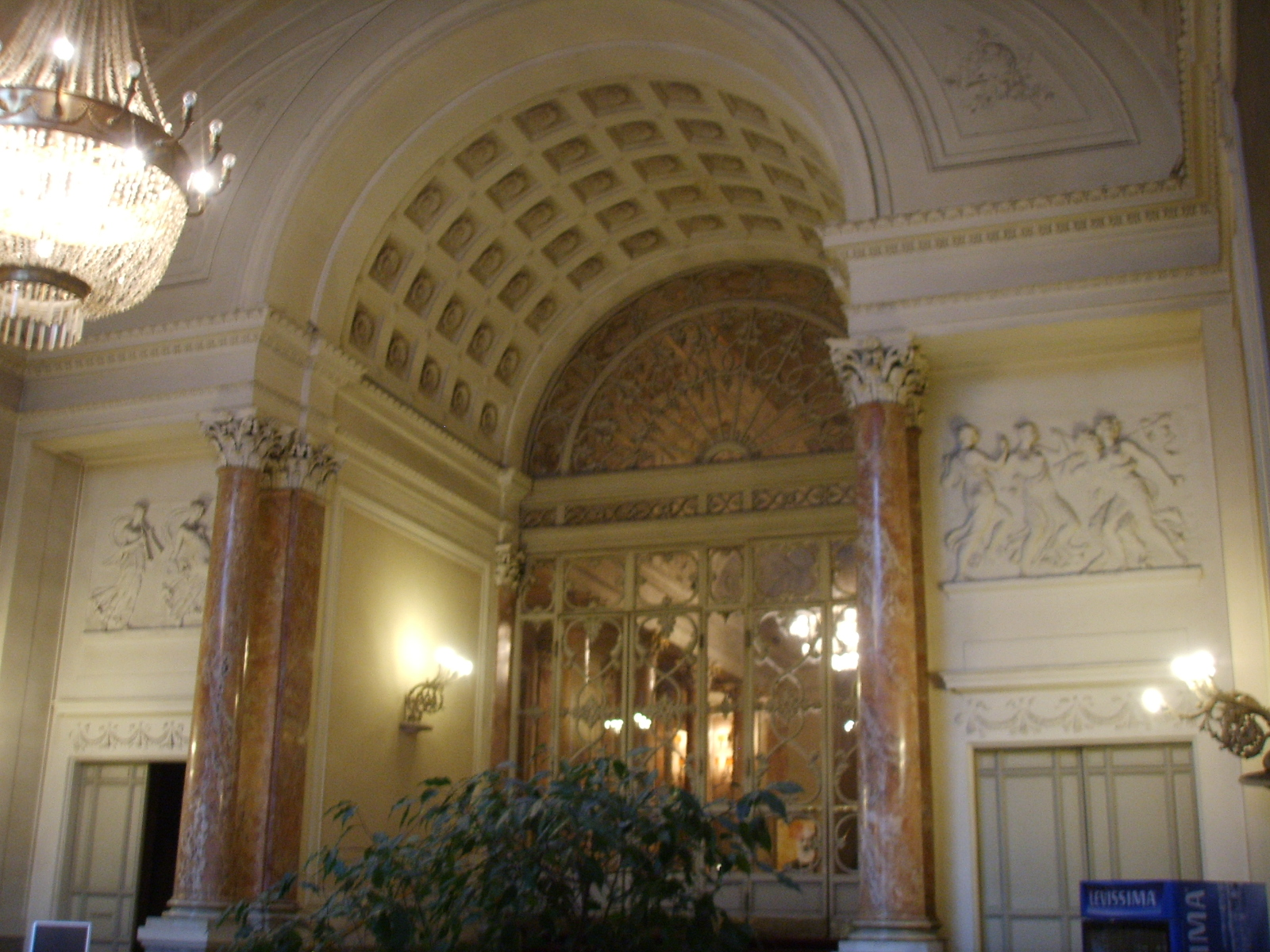
Teatro alla Pergola.
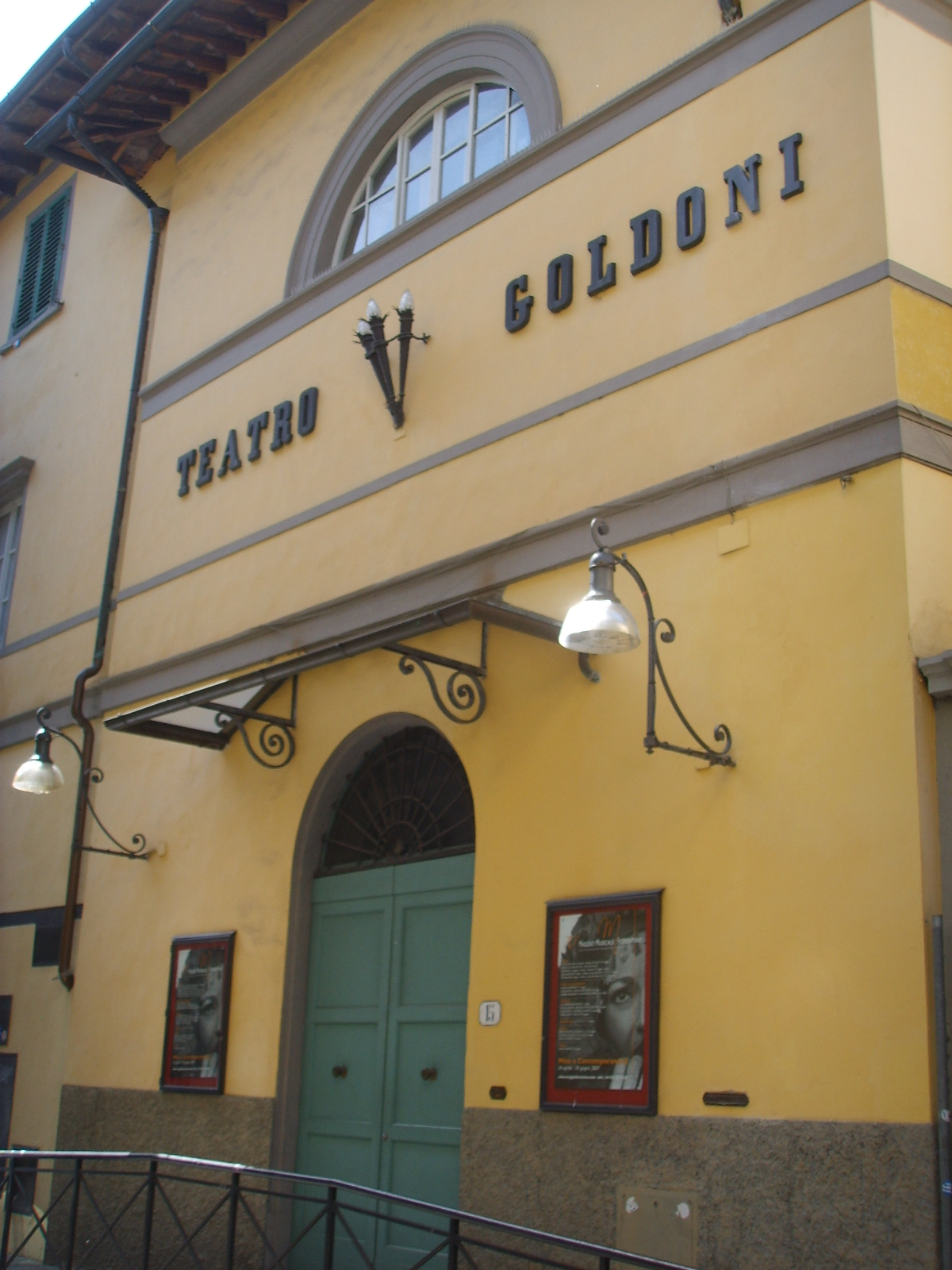
Teatro Goldoni.
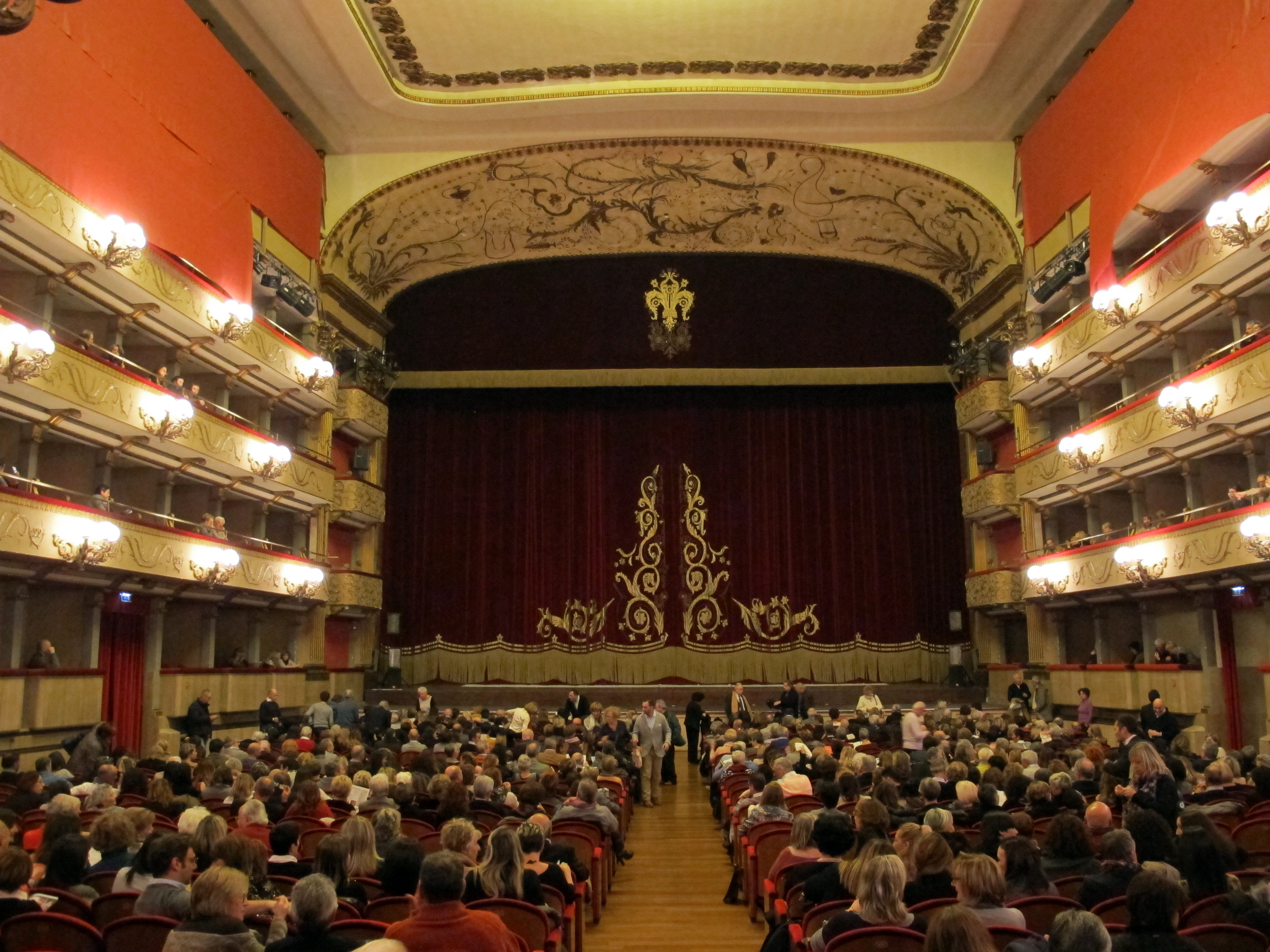
Teatro Verdi.

### Cimetières monumentaux
- Cimetière des Portes Saintes ;
- cimetière des Allori ;
- cimetière des Anglais ;
- cimetière américain de Florence ;
- cimetière juif monumental de Florence.

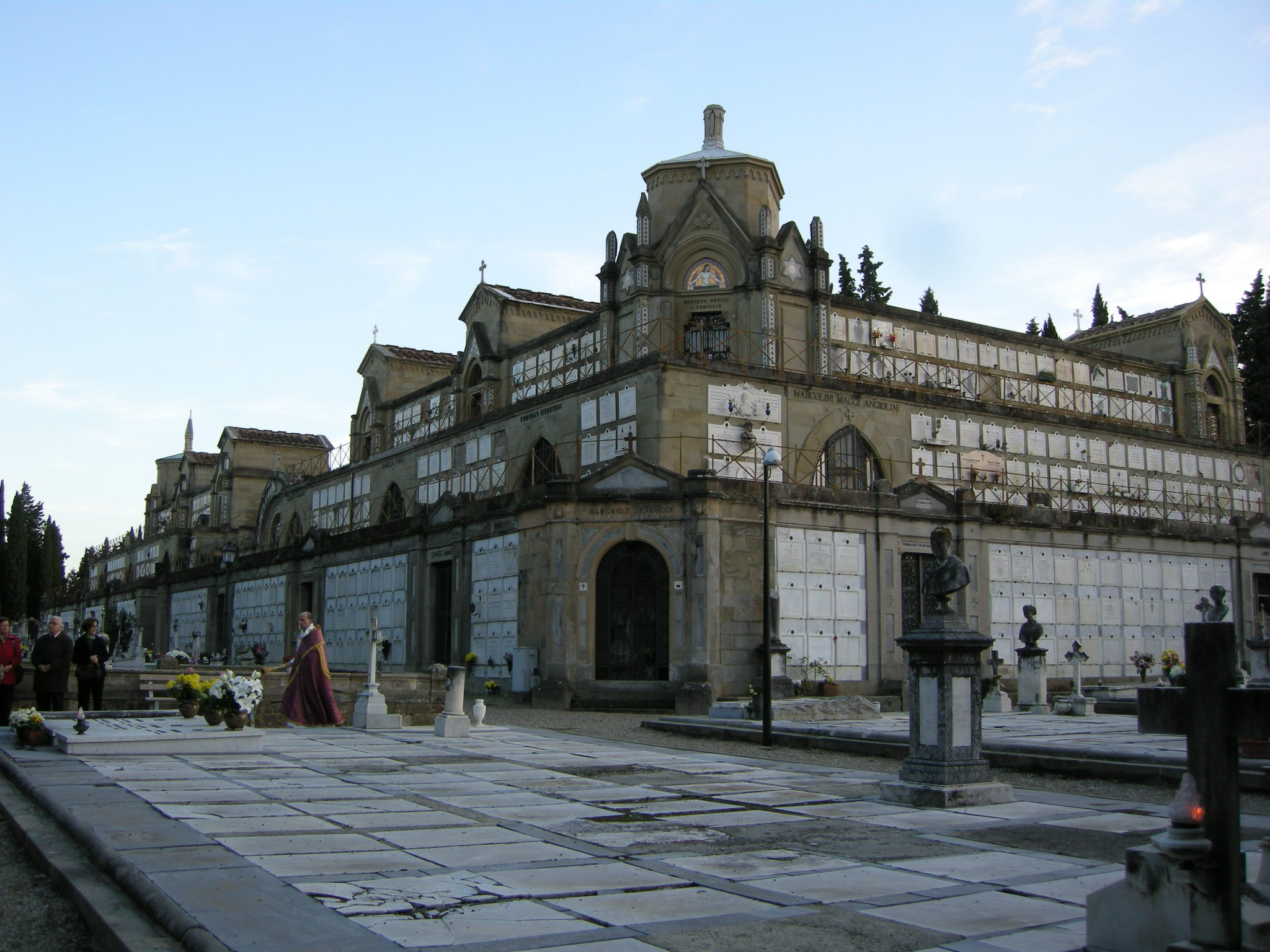
Cimetière des Portes Saintes, à San Miniato.
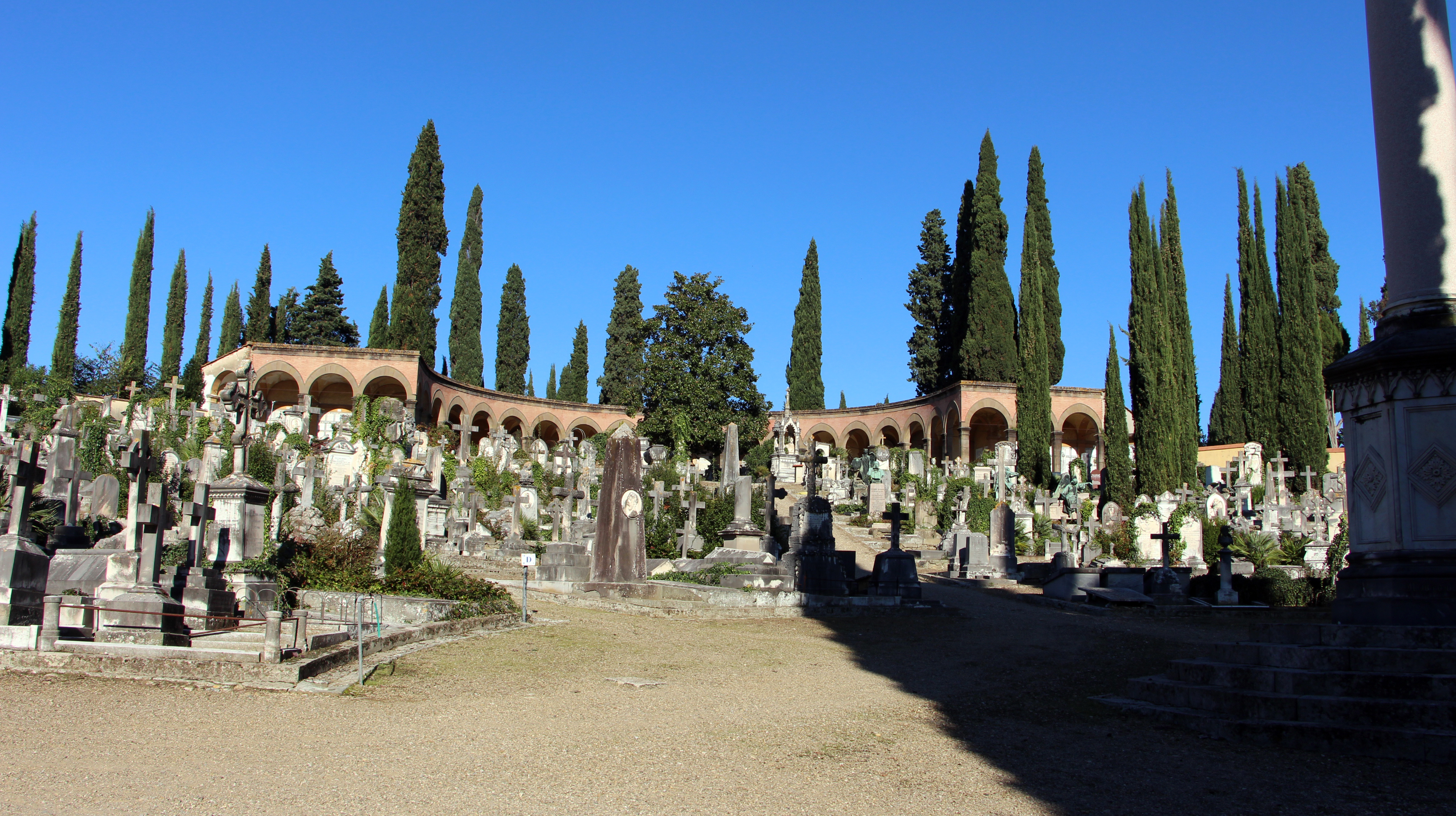
Cimetière des Allori.
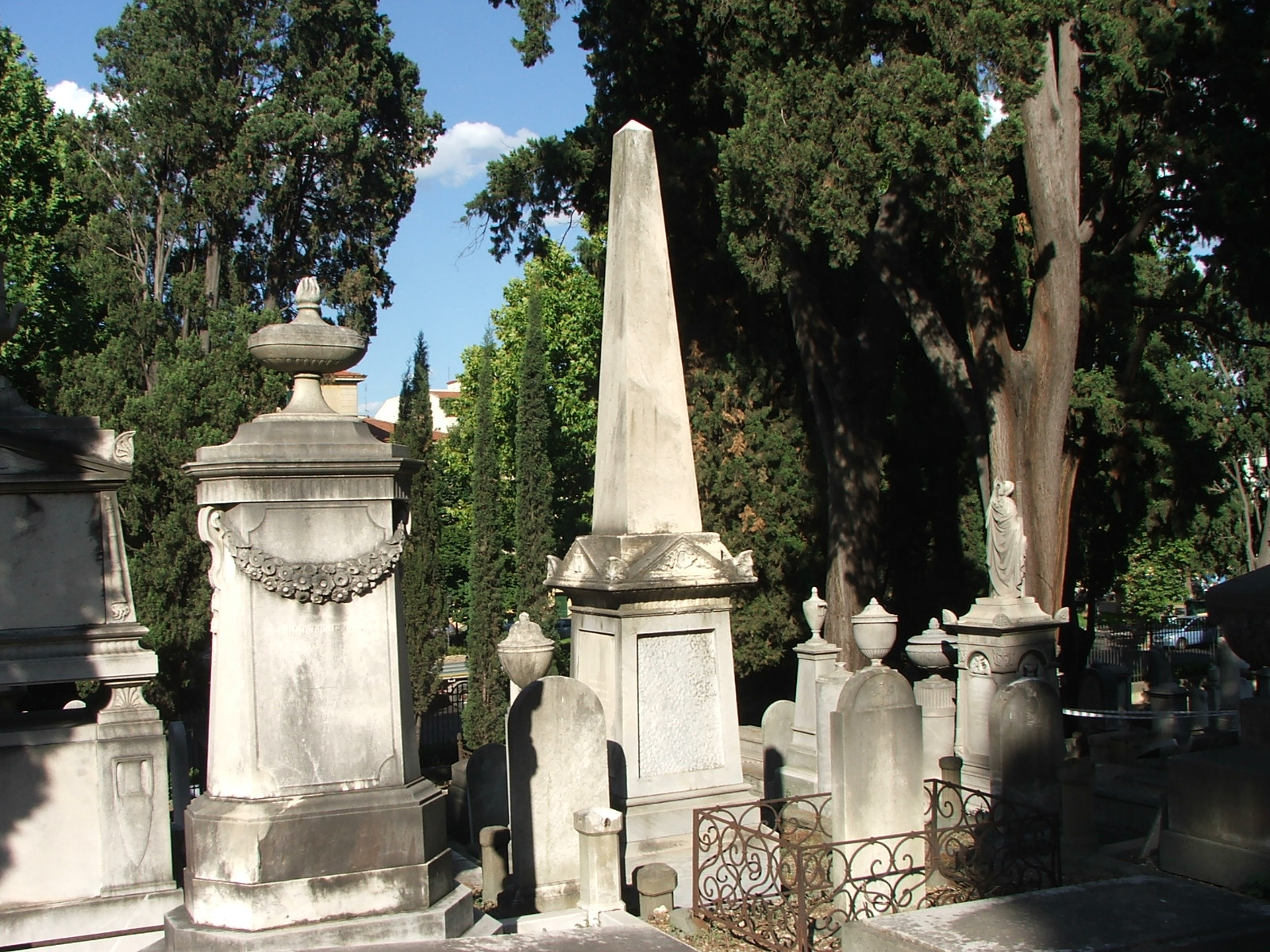
Cimetière des Anglais.
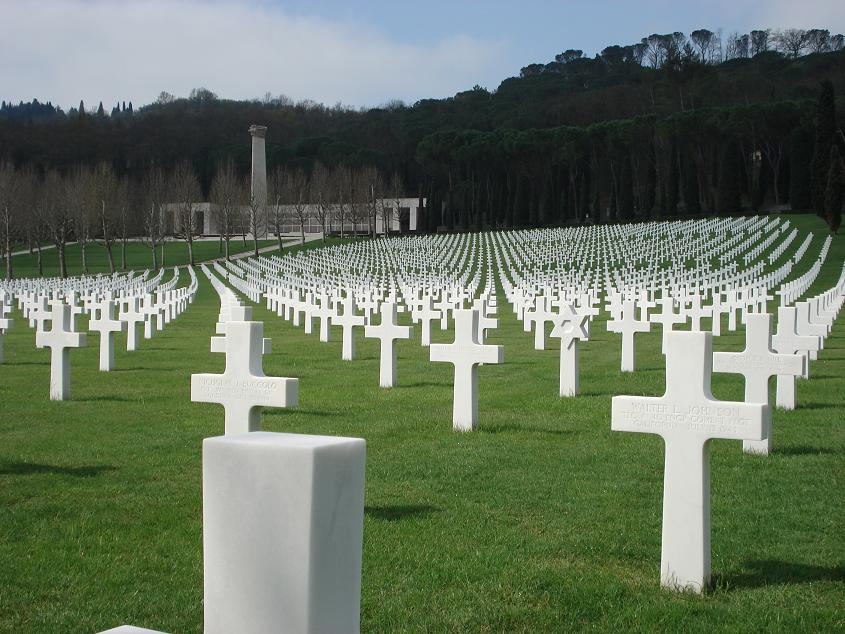
Cimetière américain.

### Cafés historiques
- Gran Caffè Doney ;
- Caffè Gilli ;
- Giubbe Rosse ;
- Caffè Michelangiolo ;
- Caffè Paszkowski ;
- Caffè Rivoire.

## Événements

### Festivals
- le Festival du film français de Florence destiné à favoriser les échanges entre les deux pays en matière de production cinématographique ;
- le Mai musical florentin, créé en 1933, qui se tient tous les ans dans les théâtres de la ville ;
- la Biennale Internazionale dell'Arte Contemporanea, depuis 1995 à la forteresse de Basso ;
- le Korea film festival, festival du film coréen.

### Folklore
- Le Scoppio del Carro, l'explosion du char chaque année devant la cathédrale Santa-Maria del Fiore pour le dimanche de Pâques ;
- le tournoi de Calcio Storico, qui a lieu chaque année devant la basilique Santa-Croce, qui maintient la tradition de jeu de balle au pied florentin hérité du Moyen Âge[24].

Le Lys de Florence, d'argent, à la fleur de lys florencée de gueules.

## Blason
Le lys rouge (il Giglio), distinct des lys jaunes de l'Emblème des Rois de France, symbolise la cité de Florence. Il est nommé « fleur de lys florencée » et est semblable au meuble présent dans les armes de Lille. Ce symbole figure sur l'ancienne monnaie de la cité-État, le florin (fiorino à rapprocher tant de fiore (« fleur ») que de Fiorentia, ancien nom toscan de la cité), et lui donne son surnom littéraire, la Cité au lys rouge.

## Sport
Florence a une équipe de football célèbre, la Fiorentina, surnommée la Viola, d'après la couleur violet de son maillot. Fondé en 1926, le club joue au stade Artemio Franchi (46 000 places), a gagné une Coupe d'Europe en 1961 et participé à plusieurs finales européennes. Le Forum Nelson-Mandela est la grande salle omnisports de la ville (8 200 places).
- Le marathon de Florence est organisé chaque année dans la ville depuis 1984 ;
- Course de côte della Consuma ;
- la ville a accueilli les championnats du monde de cyclisme sur route en 2013[26],[27].
- Ville départ du Tour de France 2024.

## Économie
Le tourisme est, de loin, la plus importante de toutes les industries et la majeure partie de l'économie florentine repose sur l'argent généré par les arrivées internationales et les étudiants qui étudient dans la ville. La valeur du tourisme pour la ville s'élevait à quelque 2,5 milliards d'euros en 2015 et le nombre de visiteurs avait augmenté de 5,5% par rapport à l'année précédente
- Florence compte à peu près 35 000 chambres d’hôtes et 23 000 emplacements hors hôtel (campings, locations de chambres ou gîtes). Le nombre annuel de nuitées s’élève à 10 millions, un tiers des touristes sont italiens, 20 % américains, 13 % allemands, 8 % japonais, 7,8 % anglais, 5,7 % français et 5 % espagnols. La galerie des Offices reçoit 1 875 000 visiteurs, tandis que la Galleria dell'Accademia reçoit 1 200 000 visiteurs. La fréquentation de Florence liée aux congrès et aux foires s’est largement développée grâce au réaménagement au cours des années 1990 du centre des congrès[29].

En mars 2021, le maire de la ville Dario Nardella et celui d'une autre ville très concernée par le tourisme durable, Venise, tous deux inquiets des « dommages causés par le tourisme de masse », ont présenté un projet de relance du tourisme dans leurs villes respectives, afin de faire émerger « un nouveau modèle de tourisme qui serait lié également à la valorisation, à la promotion et à la protection des villes d'art ». Les deux maires engagés dans ce projet de long terme de tourisme durable ont estimé qu'il requiert « plus de pouvoir afin de mieux réglementer l’industrie touristique ». Ils ont réclamé du gouvernement italien une augmentation du nombre d’agents de police, des fonds pour les transports publics et une nouvelle réglementation pour les guides touristiques, mais aussi pour les locations de logements à court terme.
Florence est confrontée à la crise du logement, tout comme d'autres grandes villes italiennes. Avec une offre considérablement réduite, le salaire moyen ne permet plus de s’y loger. Entre 2016 et 2022, les prix des logements ont ainsi crû de 42 %. Le coût de la vie dans la ville, même dans un appartement de 35 mètres carrés, est désormais supérieur au salaire moyen des moins de 35 ans, selon la Confédération italienne des syndicats de travailleurs. Selon le syndicat des locataires CGIL-Sunia, les expulsions de personnes qui ne sont plus en mesure de payer leurs loyers, en forte hausse, se traduisent de plus en plus par la transformation de logements en locations touristiques. Pour tenter d’endiguer le phénomène, le conseil municipal a adopté en octobre 2023 une mesure « anti-Airbnb ».
Florence a une économie diversifiée active surtout dans le secteur tertiaire. Important centre ferroviaire et routier, la ville est aussi le siège d’une activité industrielle mécanique (comme Selex Galileo, Beta Motor ou la Nuovo Pignone), chimique, pharmaceutique (le Groupe Menarini par exemple), le travail du cuir (Braccialini), de l’habillement (souvent dans le secteur du luxe, comme Roberto Cavalli, Gucci, Ermanno Scervino et Ferragamo), du mobilier. Il y a de nombreuses entreprises typographiques et éditoriales ainsi qu’un artisanat florentin, d’antique réputation, surtout dans le secteur mobilier (ébénisterie), de la porcelaine (Richard Ginori), de la carte décorée, du bronze et de l’orfèvrerie. Les produits traditionnels et locaux, tels que les antiquités, la verrerie, la maroquinerie, les reproductions d'art, les bijoux, les souvenirs, le métal et la ferronnerie élaborés, les chaussures, les accessoires et les vêtements de haute couture, dominent également un secteur équitable de l'économie de Florence.
Dans le tertiaire, le secteur bancaire (Banca Toscana, Banca CR Firenze) et des assurances (La Fondiaria) est important.
Dans une étude publiée en 2016, des économistes ont constaté que les familles riches de Florence sont généralement héritières de fortunes constituées depuis le XVe siècle.

### Commerce
La ville est un centre important du commerce, avec une activité de haute spécialisation et très diversifiée. Le centre de la ville, outre l’activité liée au tourisme et à l’accueil, est l’hôte de nombreuses activités traditionnelles (travail du cuir), magasins de produits artisanaux et produits typiques. Les dernières années du XXe siècle ont vu l’érosion de l’activité artisanale au profit des grandes chaines internationales actives surtout dans le secteur de la mode, qui par des magasins associés aux marques les plus importantes du secteur, ont créé (surtout via de’ Tornabuoni, via della Vigna Nuova, via degli Strozzi) un quartier de commerce de luxe.
La grande distribution est active dans la zone externe au centre urbain et près de l’aéroport de Florence-Peretola, Osmannoro concentre de nombreuses activités industrielles.

### Mode
Florence a une longue tradition de la mode. En 1300, Florence était devenue un centre de production textile en Europe. Beaucoup de familles riches de la Renaissance étaient des acheteurs importants de vêtements raffinés produits localement, et les spécialistes de la mode dans l'économie et la culture de Florence à cette période sont souvent sous-estimés. Florence est considérée par certains comme le berceau et le premier centre de l'industrie de la mode moderne (après la Seconde Guerre mondiale) en Italie. Les « soirées » florentines du début des années 1950 organisées par Giovanni Battista Giorgini étaient des événements où plusieurs créateurs italiens ont participé à des expositions de groupe et ont d'abord attiré l'attention internationale.
L'industrie de la haute couture est importante : la ville s'enorgueillit de maisons de mode célèbres telles Gucci, Salvatore Ferragamo, Enrico Coveri, Roberto Cavalli, Emilio Pucci, Patrizia Peppe, Conte of Florence, et beaucoup d'autres. D'autres acteurs majeurs de l'industrie de la mode comme Prada et Chanel ont de grands bureaux et magasins à Florence ou en périphérie. La majorité de ces enseignes sont concentrées dans le secteur des commerces de luxe des Via Tornabuoni et Via della Vigna Nuova. C'est à Florence que s'est tenue en 1951 le premier défilé de haute couture italien, via dei Serragli. La ville abrite depuis cette date une série d'évènements de mode prestigieux : Pitti Imagine, qui se tient chaque année dans différents lieux de la cité. Parmi eux, le Pitti Uomo, né en 1972, est un salon international de mode masculine qui se tient deux fois par an : c'est l'un des plus importants rendez-vous du monde. Tous les ans également se tient le Percorsi di Moda a Firenze, une série de visites guidées permettant de visiter les lieux de création et les produits liés à la mode à travers la ville. Enfin, Florence possède une importante école de mode, le Polimoda Istituto Internazionale Fashion Design & Marketing, ainsi que l'Accademia Italiana, située au palais Pitti, école de mode, graphique et design.
Florence abrite l'unique musée italien consacré à la mode, le musée de la Mode et du Costume (dans les jardins du Palais Pitti), et depuis 1995, s'est installé le musée Salvatore Ferragamo dans le palais Spini Ferroni. La ville comprend également le musée Gucci, Piazza della Signoria à côté du Palazzo Vecchio. Il retrace l'histoire de la maison de luxe de sa création à nos jours.

### Cinéma
L'action de nombreux films internationaux et italiens se déroule à Florence. Parmi ceux-ci, Mes chers amis de Mario Monicelli avec Philippe Noiret et Ugo Tognazzi et le chef-d'œuvre de Valerio Zurlini Journal intime avec Marcello Mastroianni et Jacques Perrin, d'après un roman de Vasco Pratolini.
Se démarquent aussi le thriller de Brian De Palma Obsession, Un thé avec Mussolini de Franco Zeffirelli, Chambre avec vue, Portrait de femme de Jane Campion, Caruso Pascoski di padre polacco de Francesco Nuti, ou encore Il ciclone, l'un des plus gros succès au box-office en Italie, réalisé par Leonardo Pieraccioni.
Plus récemment, les thrillers Hannibal de Ridley Scott et Inferno de Ron Howard, les comédies Matrimoni e altri disastri avec Margherita Buy et C'è chi dice no avec Luca Argentero, les drames Il suffit d'une nuit de Philip Haas et Lost in Florence d'Evan Oppenheimer et Contes italiens des frères Taviani, le film biographique Leopardi : Il giovane favoloso, le drame Le Colibri ou encore la série historique Les Médicis : Maîtres de Florence et la série dramatique américaine Le Goût de vivre, ont eu pour toile de fond la ville de Florence.
En 2022, la série italo-allemande The Net - gioco di squadre de Volfgango de Biasi, transmise par la RAI, raconte le quotidien d'un club de football à Florence, en plein marasme financier.

## Cuisine
La cuisine florentine est caractérisée par quatre éléments fondamentaux :
- le pain toscan ;
- l'huile d'olive extra vierge ;
- la viande ;
- le vin de Chianti.

La cuisine florentine est issue d'une tradition de cuisine paysanne plutôt que de cuisine élevée. La majorité des plats sont à base de viande. L'animal entier était traditionnellement mangé ; les tripes (trippa alla fiorentina) et l'estomac (lampredotto) étaient autrefois régulièrement au menu et sont toujours vendus dans des kiosques typiques répandus dans toute la ville. Les antipasti comprennent les crostini toscani, des rondelles de pain en tranches garnies d'un pâté à base de foie de poulet et des viandes en tranches (principalement du prosciutto et du salame). Le pain toscan, typiquement sans sel, figure fréquemment dans les plats florentins, en particulier dans ses soupes, comme la ribollita et la pappa al pomodoro, ou dans la salade de pain et de légumes frais appelée panzanella qui est servie en été. La bistecca alla fiorentina (bifteck à la florentine) est une autre spécialité.
Parmi les desserts, le schiacciata alla fiorentina, un gâteau de pain plat blanc, est l'un des plus populaires ; c'est un gâteau très moelleux, préparé avec des ingrédients simples, typiques de la cuisine florentine, qui se déguste surtout au carnaval. Le zuccotto (en français « bombe glacée ») est un dessert glacé local. On peut enfin citer les crêpes à la florentine.

## Transports
Florence se trouve sur l'axe principal de la liaison nord-sud de l'Italie et elle est raccordée au principal réseau d'infrastructure et de transport.

### Transports urbains
En ville, il existe des pistes cyclables mais leur entretien laisse à désirer ainsi que les liaisons entre les différentes pistes. Utiliser le vélo en dehors du centre historique s’avère assez dangereux à cause de l’importance du trafic.
À Florence, il existe un service de covoiturage.

#### Bus

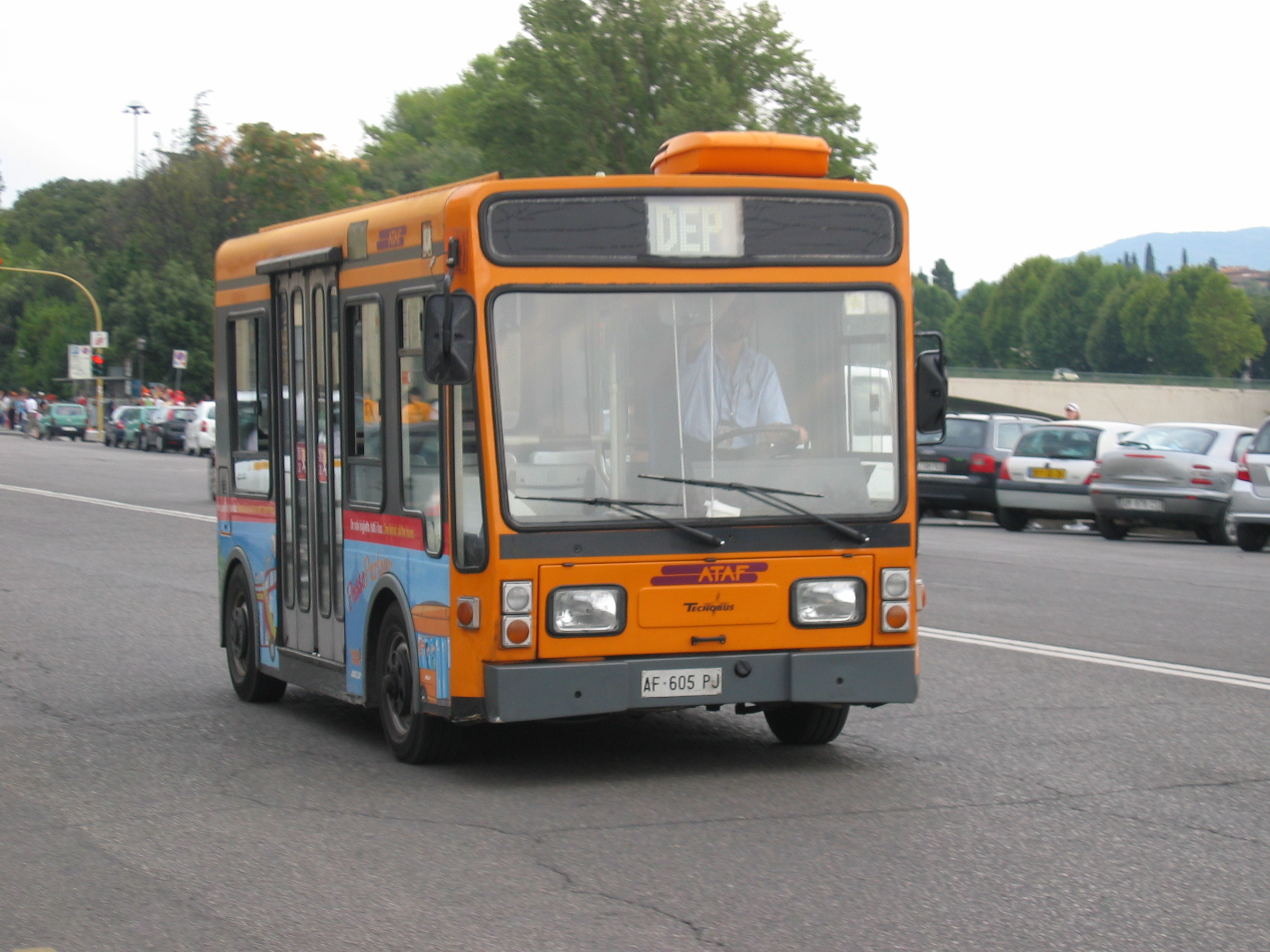
Minibus.

Les transports urbains à Florence sont constitués de lignes d’autobus et minibus (utilisés dans le centre de la ville) administrés par l’ATAF qui gère aussi deux lignes touristiques avec des autobus à double étage découverts.
Il existe aussi un réseau d’autobus long parcours, les principales agences sont SITA, Copit, CAP et Lazzi.

#### Tramway

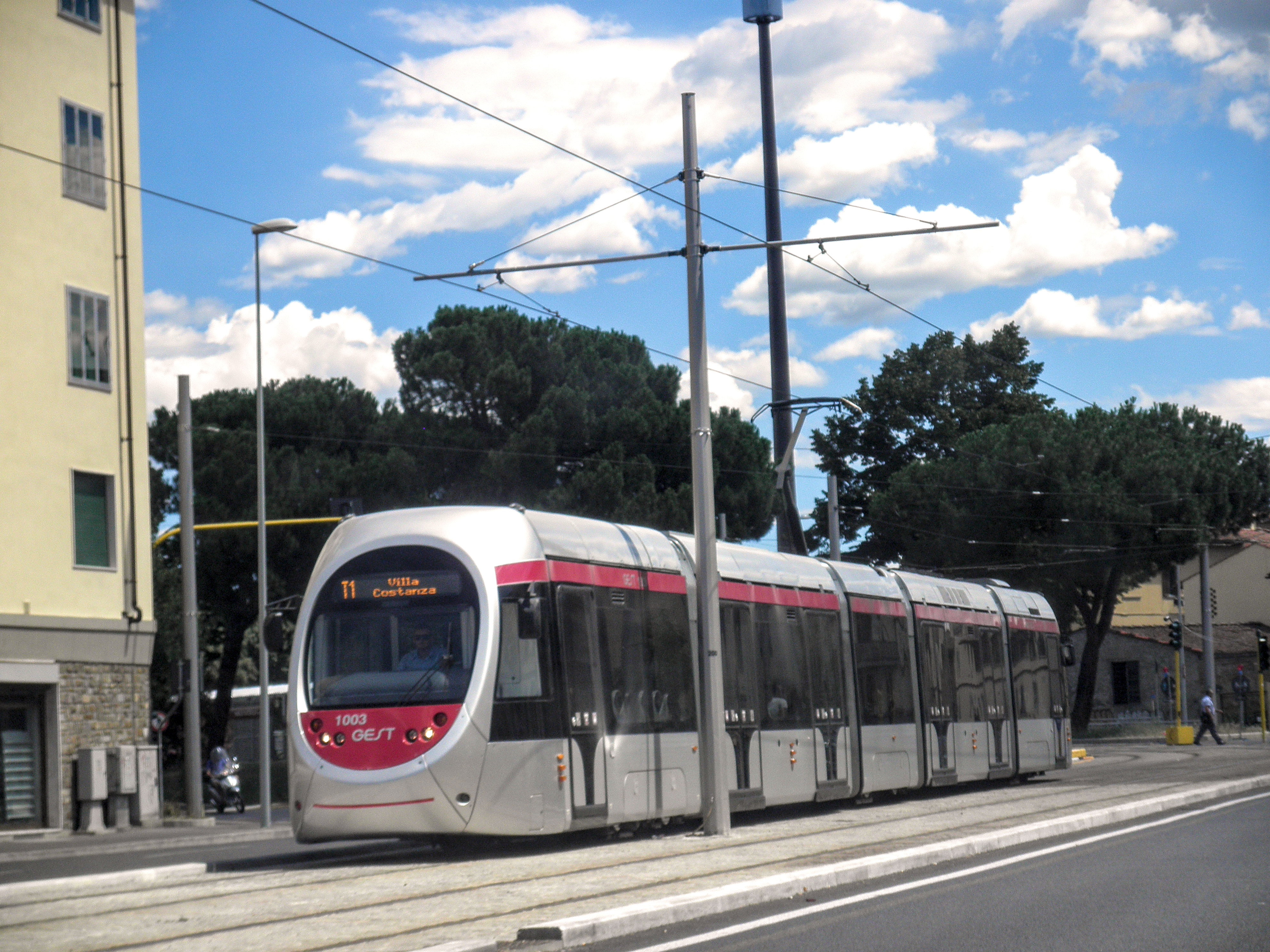
Tramway.

Pour lutter contre l’engorgement chronique des rues à cause du trafic, la ville s'est lancée dans la construction d'un réseau moderne de tramway. Cependant un certain nombre de citoyens opposés au projet ont réclamé un référendum qui s’est tenu le 17 février 2008. La majorité des votants a toutefois approuvé le projet. Une première ligne reliant la gare centrale à Scandicci a été inaugurée le 14 février 2010. Elle a 14 stations sur une longueur de 7,8 kilomètres. La ville espère accueillir 9,8 millions de passagers par an à bord de cette première ligne. Après appel d'offres, l'exploitation et la maintenance ont été attribuées pour une durée de 30 ans à RATP Dev, filiale de la RATP. RATP Dev travaille également à la conception de deux autres nouvelles lignes de tramway (lignes 2 et 3). En 2018 la ligne 1 a été prolongée, et la ligne 2 inaugurée l'année suivante jusqu'à l'aéroport. En 2019 le réseau compte donc 2 lignes, soit 17 km et 37 stations,.
Une troisième ligne est en cours de construction,.

#### Zone à trafic limité (ZTL)

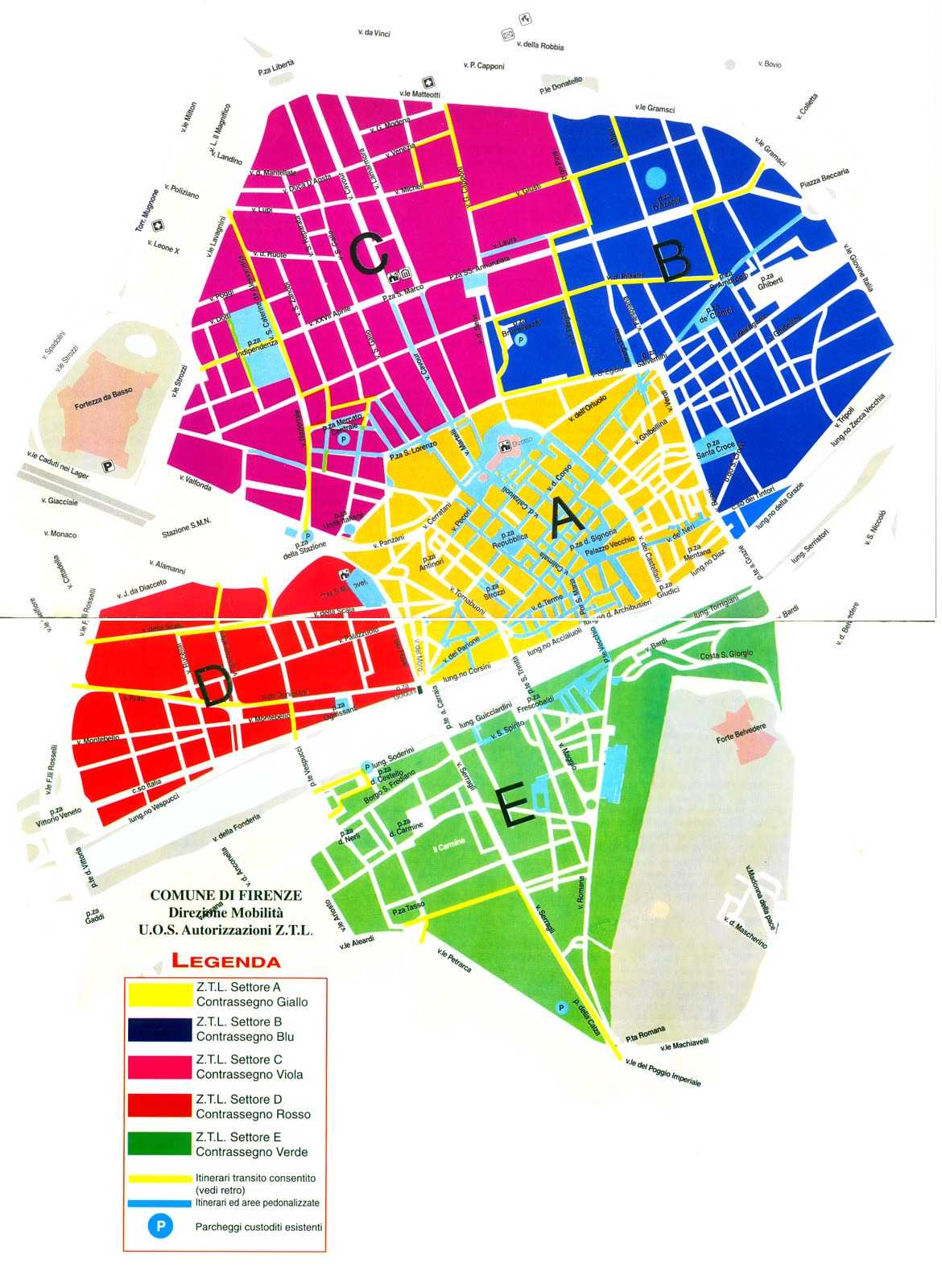
Carte de la ZTL.

Le centre historique de la ville est fermé au trafic à l’exception des autobus, des taxis et des résidents en possession d’un permis. Cette zone est appelée « ZTL » (zone à trafic limité) et est divisée en cinq secteurs. L’entrée est protégée par une porte télématique. L’interdiction d’accès de la ZTL est de 7 h 30 à 19 h 30 les jours fériés et le samedi jusqu’à 18 h. L’été, l’interdiction est étendue la nuit de 22 h 30 à 3 h les jeudis, vendredis et samedis. La traversée est possible aux véhicules à traction animale, aux bicyclettes, aux cyclomoteurs et aux motos. À l'intérieur du centre historique, des zones piétonnes sont strictement réservées aux piétons et aux cyclistes.

#### Zone à stationnement contrôlé (ZCS)
En dehors du centre historique, ZCS (Zone à stationnement contrôlé) se compose de 14 zones correspondant aux autres parties de la ville. La ZCS est gérée par la société Servizi alla Strada S.P.A. qui s’occupe de contrôler les parkings de la ville. Les résidents peuvent demander à la commune un permis afin de pouvoir stationner leur véhicule dans leur zone résidentielle ; en dehors de la zone, le stationnement est payant pour les Florentins comme pour les étrangers.

### Routes et autoroutes
La ville est desservie par deux autoroutes, l'A1 et l'A11, qui la relient à la côte toscane et au nord et au sud de l'Italie. De plus, d'autres routes nationales et régionales l'unissent au reste de la Toscane et à l'Émilie-Romagne, la ville est reliée par deux grandes voies respectivement à Sienne et au Valdarno inférieur vers Pise et Livourne.
Important nœud routier, Florence est le point de départ et de passage de plusieurs routes nationales dont la Via Cassia qui conduit à Rome et la Via della Futa qui rejoint Bologne.

### Transport ferroviaire
Trenitalia est l'unique gestionnaire des transports ferroviaires sur Florence. Les gares sur le territoire communal sont :
- Santa Maria Novella (transport local, national et international) chef-d'œuvre du mouvement moderne en architecture et gare principale de la ville[45] ;
- Campo di Marte (transport local et national) ;
- Cascine (transport local) (non active) ;
- Castello (transport local) ;
- Rifredi (transport local et national) ;
- Rovezzano (transport local) ;
- San Marco Vecchio (transport local) ;
- Statuto (transport local) ;
- Le Cure (transport local) ;
- Piaggie (transport local) ;
- Salviati (transport local) (non active).

### Train à grande vitesse (TAV)
Avec l'entrée en fonction du train à grande vitesse TAV, la ville est desservie selon l'axe principal Turin-Milan-Naples. Il existe un projet de liaison souterraine qui atteindra la future gare de Florence Belfiore afin d'éviter de desservir la gare de Santa-Maria-Novella qui est en cul-de-sac.

### Transport aérien
Florence dispose d'un aéroport qui se trouve sur le territoire de la commune de Sesto Fiorentino à 4 km au nord-ouest du centre ville. Il existe des liaisons avec le plus grand aéroport toscan, l'aéroport Galileo-Galilei de Pise.

## Administration
| Période                                  | Période  | Identité            | Étiquette   | Qualité            |
| ---------------------------------------- | -------- | ------------------- | ----------- | ------------------ |
| 1946                                     | 1951     | Mario Fabiani       | PCI         |                    |
| 1951                                     | 1957     | Giorgio La Pira     | DC          |                    |
| 1957                                     | 1961     | Lorenzo Salazar     |             | Commissaire-préfet |
| 1961                                     | 1965     | Giorgio La Pira     | DC          |                    |
| 1965                                     | 1965     | Lelio Lagorio       | PSI         |                    |
| 1965                                     | 1966     | Adriano Monarca     |             | Commissaire-préfet |
| 1966                                     | 1967     | Piero Bargellini    | DC          |                    |
| 1967                                     | 1969     | Luciano Bausi       | DC          |                    |
| 1969                                     | 1970     | Guido Padalino      |             | Commissaire-préfet |
| 1970                                     | 1974     | Luciano Bausi       | DC          |                    |
| 1974                                     | 1974     | Giancarlo Zoli      | DC          |                    |
| 1974                                     | 1975     | Antonio Lattarulo   |             | Commissaire-préfet |
| 1975                                     | 1983     | Elio Gabbuggiani    | PCI         |                    |
| 1983                                     | 1984     | Alessandro Bonsanti | PRI         |                    |
| 1984                                     | 1985     | Lando Conti         | PRI         |                    |
| 1985                                     | 1989     | Massimo Bogianckino | PSI         |                    |
| 1989                                     | 1995     | Giorgio Morales     | PSI         |                    |
| 1995                                     | 1999     | Mario Primicerio    | Indépendant |                    |
| 1999                                     | 2009     | Leonardo Domenici   | DS          |                    |
| 2009                                     | 2014     | Matteo Renzi        | PD          |                    |
| 2014                                     | 2024     | Dario Nardella      | PD          |                    |
| 2024                                     | en cours | Sara Funaro         | PD          |                    |
| Les données manquantes sont à compléter. |          |                     |             |                    |

### Hameaux ou quartiers
Galluzzo, Settignano, Le Piagge, Brozzi, Gavinana, Isolotto, Trespiano, Legnaia, Soffiano, Ponte a Greve, Rovezzano, Novoli, Careggi, Peretola, Sollicciano, Rifredi, Borgo San Frediano, Oltrarno.
La municipalité de Florence est divisée en cinq quartiers ’quarteri) administratifs :
1. Centro storico (Centre historique), inscrit au Patrimoine mondial de l'UNESCO (1982) ;
2. Campo di Marte (nord-est de l'Arno), par le passé quartier San Giovanni ;
3. Gavinana-Galluzzo (sud-est de l'Arno), par le passé Santa Croce ;
4. Isolotto-Legnaia (sud-ouest de l'Arno), par le passé Santo Spirito ;
5. Rifredi (nord-ouest de l'Arno), par le passé Santa Maria Novella.

### Communes limitrophes
Bagno a Ripoli, Campi Bisenzio, Fiesole, Impruneta, Scandicci, Sesto Fiorentino, Prato.

## Personnalités
- Dante Alighieri
- Alessandro Andrei
- Giotto di Bondone
- Donatello
- Fra Angelico
- Sandro Botticelli
- Léonard de Vinci
- Amerigo Vespucci
- Fra Bartolomeo
- Paolo Uccello
- Michel-Ange
- Pierre Martyr Vermigli
- Telemaco Signorini
- Francesco d'Ubertino
- Bronzino
- Giorgio Vasari
- Gasparo Angiolini
- Edmond de Talleyrand-Périgord
- Felice Fontana
- Enrico Coveri
- Roberto Cavalli
- Carlo Collodi
- Francesco Ghinghi
- Guccio Gucci
- Sylvie Lubamba
- Rose McGowan
- Antonio Meucci
- Giovanni Spadolini
- Tiziano Terzani
- Emilio Pucci
- Benvenuto Cellini
- Matteo Renzi
- Emma Marrone
- Marisa Mori
- Charles Walewski
- Nicolas Machiavel
- Giuseppe Petrai
- Riccardo Tisci
- Giancarlo Pedote
- Giovanni Poggi
- Amédée de Savoie-Aoste
- Piero Tellini
- Vittorio Alfieri
- Maria Cristina Ogier
- Franco Rossi
- Virgilio Talli

### Contemporains
- Maurizio Gucci
- Matteo Renzi, homme politique
- David Sassoli, homme politique
- Oriana Fallaci, journaliste et essayiste
- Vasco Pratolini, écrivain
- Giovanni Papini, écrivain
- Tiziano Terzani, écrivain
- Aldo Palazzeschi, écrivain
- Gabriel Batistuta, footballeur argentin
- Vittorio Cecchi Gori, homme d'affaires

### Personnalités du cinéma et du théâtre
- Vittorio Alfieri, dramaturge
- Stefano Massini, dramaturge
- Vittoria Puccini, actrice
- Gianluca Gori, acteur, créateur et interprète du personnage "en travesti" de Drusilla Foer[47]
- Alba Rohrwacher, actrice
- Alice Rohrwacher, réalisatrice (née à Fiesole, partie de la ville métropolitaine de Florence)
- Chiara Francini, actrice, présentatrice et écrivaine
- Franco Zeffirelli, réalisateur
- Rose McGowan, actrice
- Leonardo Pieraccioni, cinéaste, acteur et humoriste
- Francesco Nuti, acteur et réalisateur
- Paolo Hendel, acteur et humoriste
- Giorgio Panariello, acteur et humoriste
- Elena Sofia Ricci, actrice
- Massimo Ceccherini, comédien
- Daria Nicolodi, actrice
- Michela Quattrociocche, actrice[48]

### Personnalités de la musique et de la chanson
- Piero Pelù, chanteur du groupe Litfiba
- Irene Grandi, chanteuse
- Emma Marrone, chanteuse
- Sting (possède un domaine à Figline Valdarno, partie de la ville métropolitaine de Florence)
- Marco Masini, chanteur
- Dolcenera, chanteuse[48]

## Jumelages, pactes d'amitié et pacte de fraternité
La ville de Florence est jumelée avec :
- Reims (France) depuis le 3 juillet 1954 ;
- Cassel (Allemagne) depuis 1958 ;
- Fès (Maroc) depuis le 7 septembre 1961 ;
- Philadelphie (États-Unis) depuis le 11 octobre 1964 ;
- Édimbourg (Écosse) depuis le 28 mai 1965 ;
- Asmara (Érythrée) depuis le 21 janvier 1992 ;
- Kyoto (Japon) depuis le 22 septembre 1965 ;
- Kiev (Ukraine) depuis le 27 juillet 1967 ;
- Dresde (Allemagne) depuis le 30 mai 1978 ;
- Nankin (Chine) depuis le 22 février 1980 ;
- Salvador (Brésil) depuis le 30 mai 1991 ;
- Sydney (Australie) depuis le 3 août 1991 ;
- Koweït (Koweït) depuis le 29 novembre 1991 ;
- Turku (Finlande) depuis le 12 février 1992 ;
- Nazareth (Israël) depuis le 25 mars 1996 ;
- Ispahan (Iran) depuis le 29 mai 1998 ;
- Riga (Lettonie) depuis le 5 septembre 2000 ;
- Tirana (Albanie) depuis le 10 janvier 2001 ;
- Athènes (Grèce) depuis le 4 septembre 2002 ;
- Puebla (Mexique) depuis le 19 septembre 2005 ;
- Valladolid (Espagne) depuis le 21 janvier 2007 ;
- Budapest (Hongrie) depuis le 17 mai 2008 ;
- Tlemcen (Algérie)[50].

La ville a signé des pactes d'amitié avec :
- Gifu (Japon) depuis 2008 ;
- Cracovie (Pologne) depuis 1985 ;
- Istanbul (Turquie) depuis 1985 ;
- Malmö (Suède) depuis 1989 ;
- Cannes (France) depuis 1991 ;
- Sarajevo (Bosnie-Herzégovine) ;
- Providence (États-Unis) depuis 1998 ;
- Olomouc (Tchéquie) depuis 1997 ;
- Porto-Vecchio (France) depuis 2007 ;
- Jeonju (Corée du Sud) depuis 2007 ;
- Hébron (Palestine) depuis 2007 ;
- Ningbo (Chine) depuis 2008 ;
- Tallinn (Estonie) depuis 2009 ;
- Arequipa (Pérou) depuis 2009 ;
- Bethléem (Palestine).

Florence entretient aussi un pacte de fraternité avec :
- Mauthausen (Autriche) depuis le 7 mars 2009.

## Vues

Quartiers de Florence.
Vue générale depuis l'esplanade Michel-Ange ou Piazzale Michelangelo.
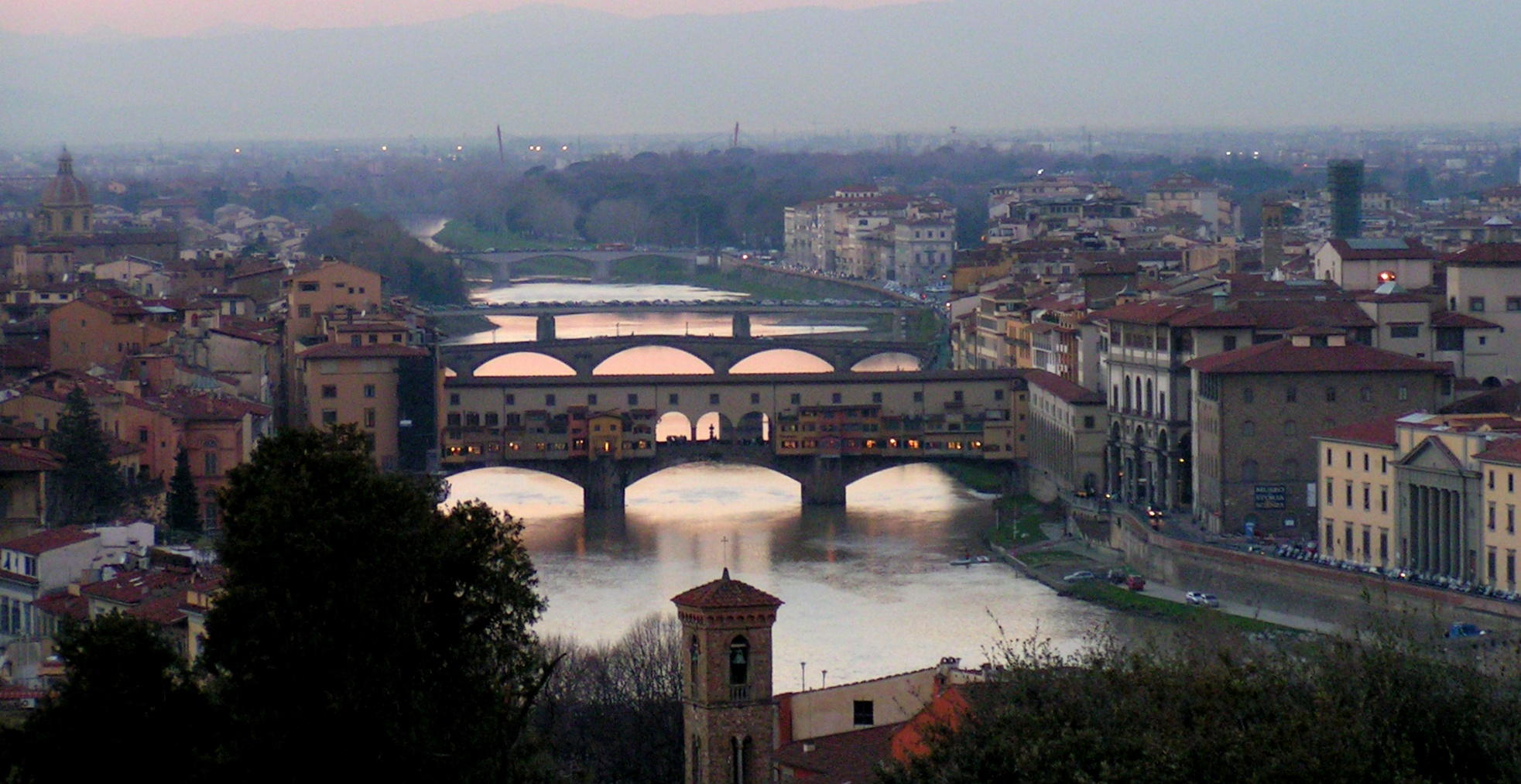
Vue sur l'Arno et quatre ponts depuis celui du Ponte Vecchio.
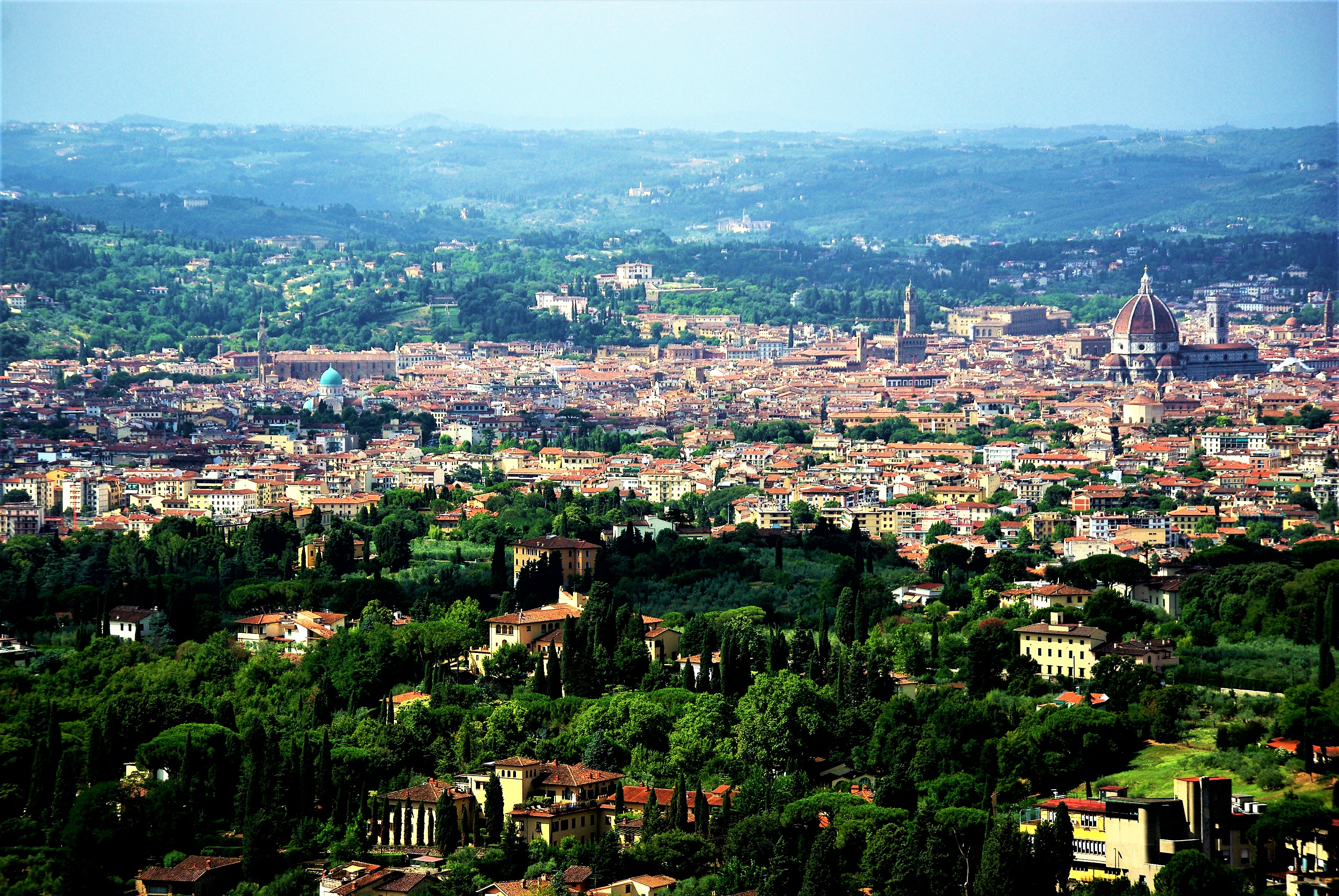
Florence vue depuis Fiesole : le dôme de Florence à droite ; Palazzo Vecchio au centre droit ; fort Belvedere au centre ; à gauche, la grande synagogue aux coupoles vertes.
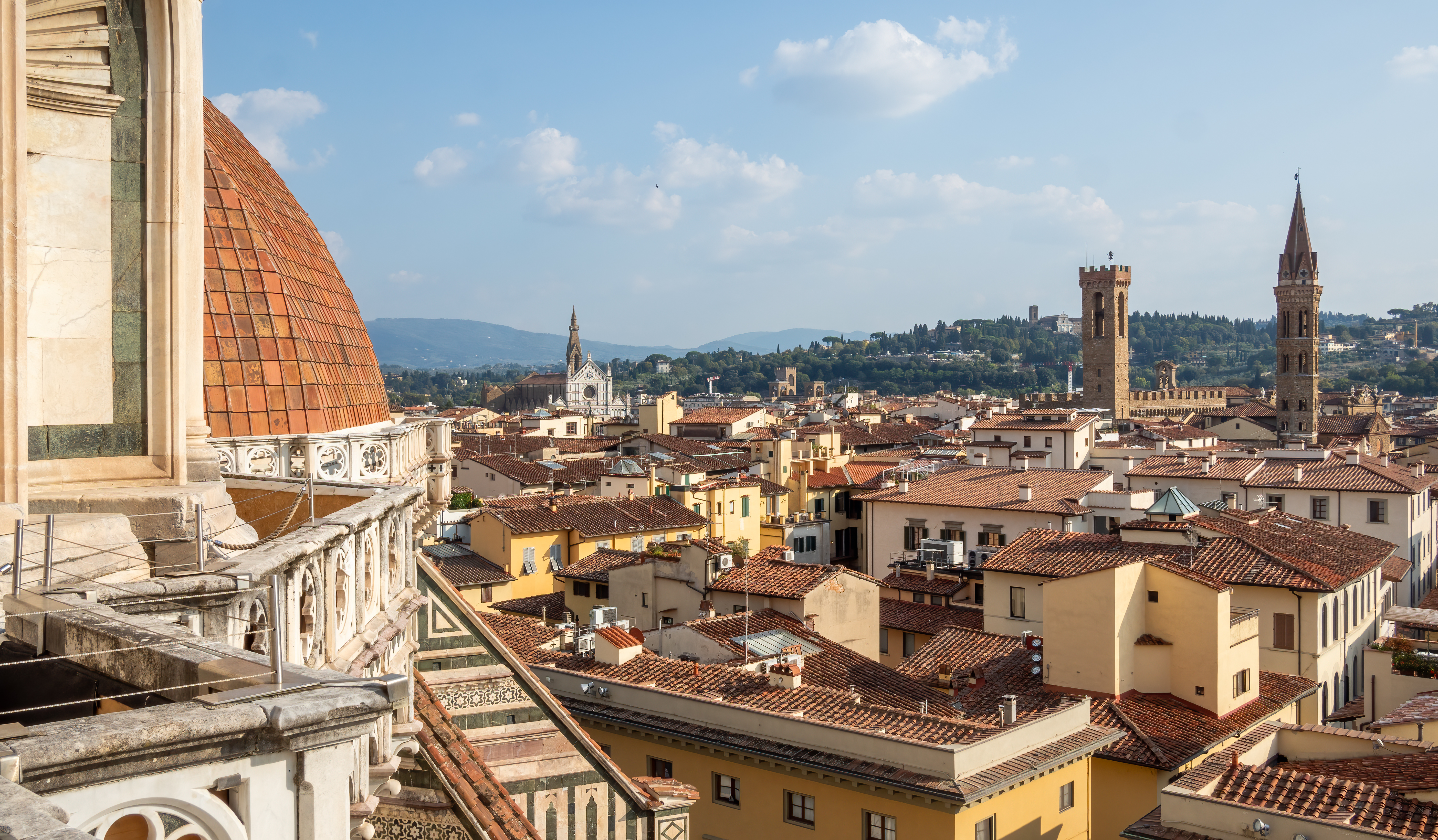
Florence depuis le toit de la cathédrale Santa Maria del Fiore. Octobre 2023.

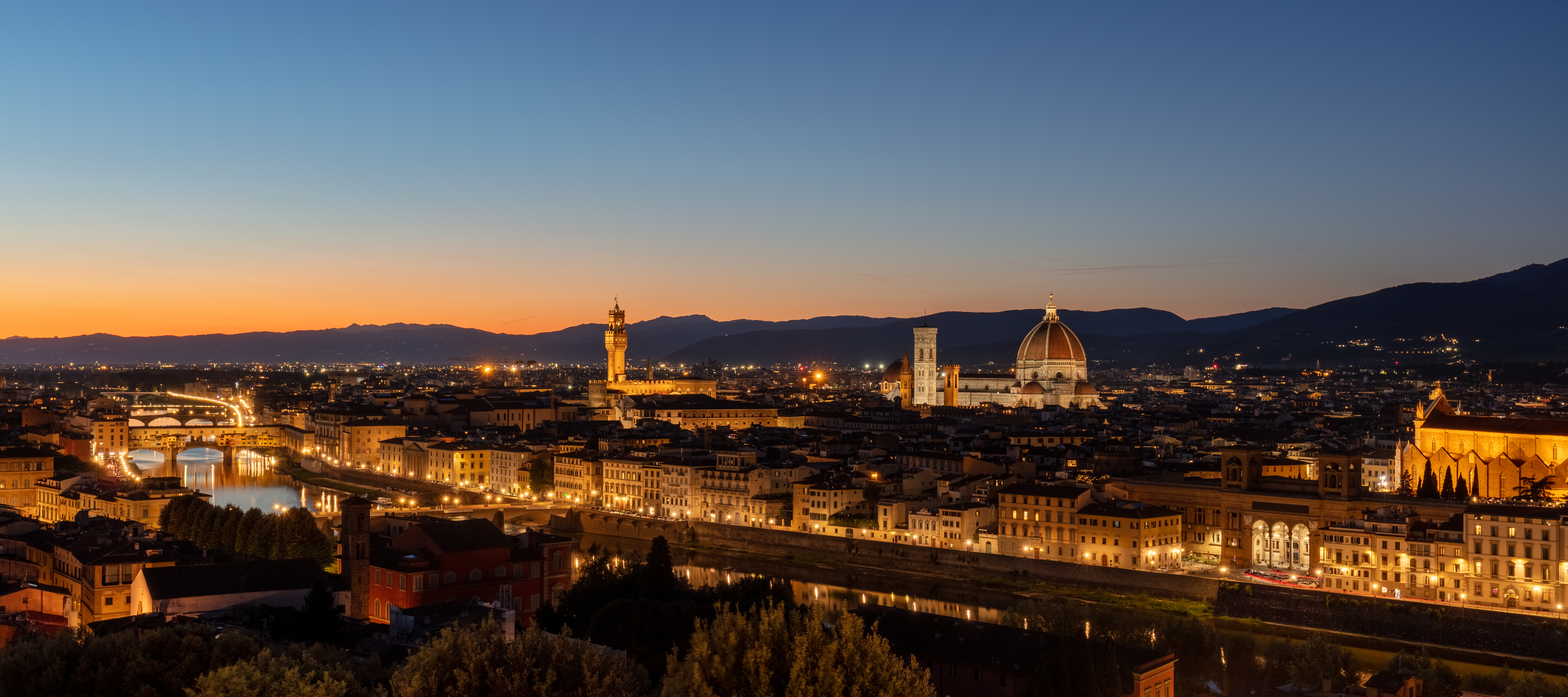
Florence vue depuis la Piazzale Michelangelo. Septembre 2022.

## Autres média
Dans le jeu vidéo Assassin's Creed II, la ville de Florence est un des lieux majeurs où se déroule l'action principale.

## Honneur
L'astéroïde (30585) Firenze est nommé en son honneur.